# Palau de Topkapı
El palau de Topkapı (turc: Topkapı Sarayı; turc otomà: طوپقاپو سرايى) és un dels més grans palaus de la ciutat d'Istanbul a Turquia. Durant més de quatre-cents anys fou la seu administrativa de l'Imperi Otomà. Del 1465 al 1853, va ser la residència principal i oficial del sultà otomà. El palau està construït al lloc de l'acròpoli de l'antiga Bizanci. Té vistes sobre el Corn d'Or, el Bòsfor i el mar de Màrmara. El nom de Topkapı Sarayı significa 'palau de canons' segons del nom d'una porta veïna que ara ha desaparegut. S'estén sobre uns 70 hectàrees, és a dir, el doble que el Vaticà i la meitat de Mònaco i està envoltat de cinc quilòmetres de muralles.
La construcció va començar el 1459, sota el comandament del sultà Mehmet II, conqueridor de la Constantinoble romana d'Orient. Posteriorment, el palau Imperial va patir moltes expansions: la construcció de l'harem durant el segle xvi, o les modificacions posteriors al terratrèmol de 1509 i a l'incendi de 1665. El palau és un conjunt arquitectònic format per quatre patis principals i nombrosos edificis auxiliars. A l'acme de la seva història com a residència imperial, allotjava més de quatre mil persones i ocupava una àrea encara més gran.
El palau de Topkapı va perdre importància a la fi del segle xvii, quan els sultans van preferir un nou palau, al llarg del Bòsfor. Quan el Palau de Dolmabahçe, el primer palau d'estil europeu de la ciutat, es va acabar el 1853, el sultà Abdülmecit decideix traslladar-hi la cort. Algunes funcions, com ara el tresor Imperial, la biblioteca, les mesquites i la moneda, romanen a Topkapı.
Després de l'ensulsiada de l'Imperi Otomà el 1921, el palau de Topkapı es va transformar en un museu de l'època otomana per decret del nou govern republicà del 3 d'abril de 1924. El museu del palau de Topkapı ha estat des de llavors administrat pel Ministeri de Cultura i Turisme. Tot i que el palau té centenars d'habitacions i cambres, només les més importants solen estar obertes als visitants. El complex està custodiat per funcionaris del ministeri i també per guàrdies de l'exèrcit turc. Ofereix molts exemples d'arquitectura otomana i conserva importants col·leccions de porcellana, roba, armes, escuts, armadures, miniatures otomanes, manuscrits de cal·ligrafia islàmica i murals, a més d'una exposició permanent de tresors i joies de l'època otomana.
El palau Topkapı figura entre els monuments de la zona històrica d'Istanbul. Va ser inscrit al Patrimoni de la Humanitat de la UNESCO el 1985, on es descriu com «un conjunt incomparable d'edificis construïts al llarg de quatre segles, únic tant per la qualitat arquitectònica dels seus edificis com per la seva organització que reflecteix la de la cort otomana».
El 2018, va ser el museu més visitat de Turquia amb 2.980.450 visitants.

## Història i disseny del palau

### Un antic jaciment grec

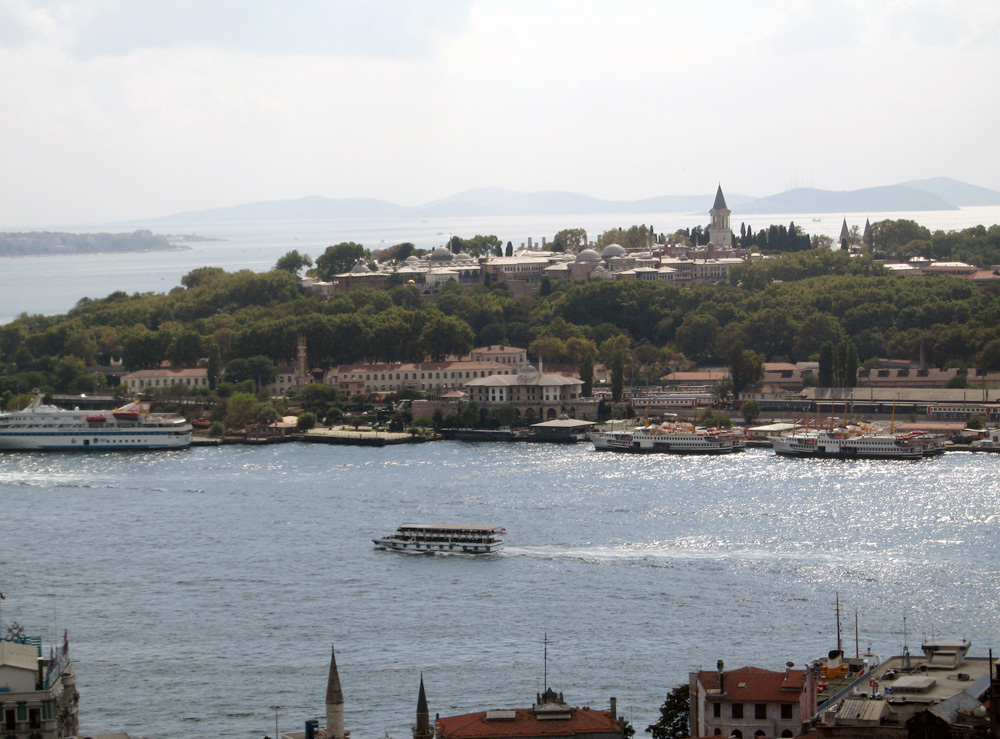
El palau i el Corn d'Or, vistos des de Gàlata.

El palau està situat a la «punta del Serrall» (turc: Sarayburnu), un promontori amb vistes al Corn d'Or i al mar de Màrmara, amb moltes vistes al Bòsfor. Aquesta elevació que mana sobre l'estret era l'acròpoli de l'antiga ciutat grega de Bizanci. Una cisterna romana d'Orient, sota el segon pati, es va utilitzar durant tota l'època otomana. S'hi van fer excavacions, així com a les restes d'una petita església anomenada «basílica del palau». L'església de la Santa Pau, tot i que es troba al primer pati, no es considera part de l'antiga acròpolis romana d'Orient.

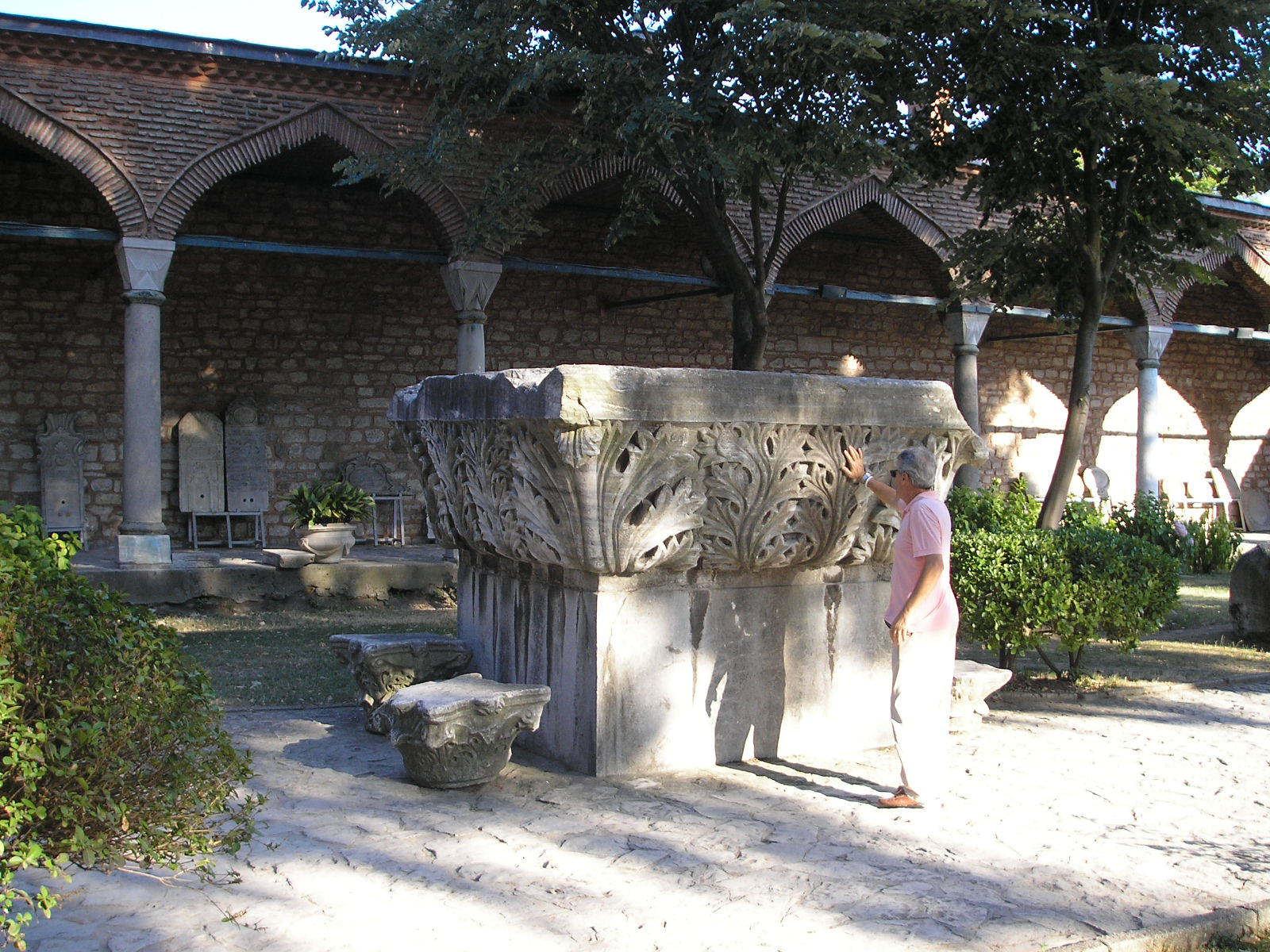
Restes romanes d'Orient a la Segona Cort

Després de la conquesta otomana i la caiguda de Constantinoble el 1453, el sultà Mehmet II va trobar el Gran Palau de Constantinoble en gran part arruïnat i va residir en un palau força petit a Beyazıt (Fatih), però entre els anys 1475 i 1478 ordenà construir sobre les ruïnes d'una antiga ciutadella romana els edificis que serien l'origen del palau de Topkapı. El tribunal otomà es va establir per primera vegada al «Vell Palau» (turc: Eski Sarayı) (que esdevindrà el segle xx la seu de la Universitat d'Istanbul). El soldà buscava una ubicació millor i va triar l'antiga acròpolis romana d'Orient. El 1459 va ordenar la construcció d'un «Palau Nou» (turc: Yeni Sarayı). No va rebre el nom de Topkapi fins al segle xix.
En segles posteriors, tots els soldans van enriquir i ampliar el palau amb noves construccions fins al final del segle xix, en què el van abandonar. Els soldans traslladaren llur residència al nou Palau de Dolmabahçe.

### El plànol bàsic

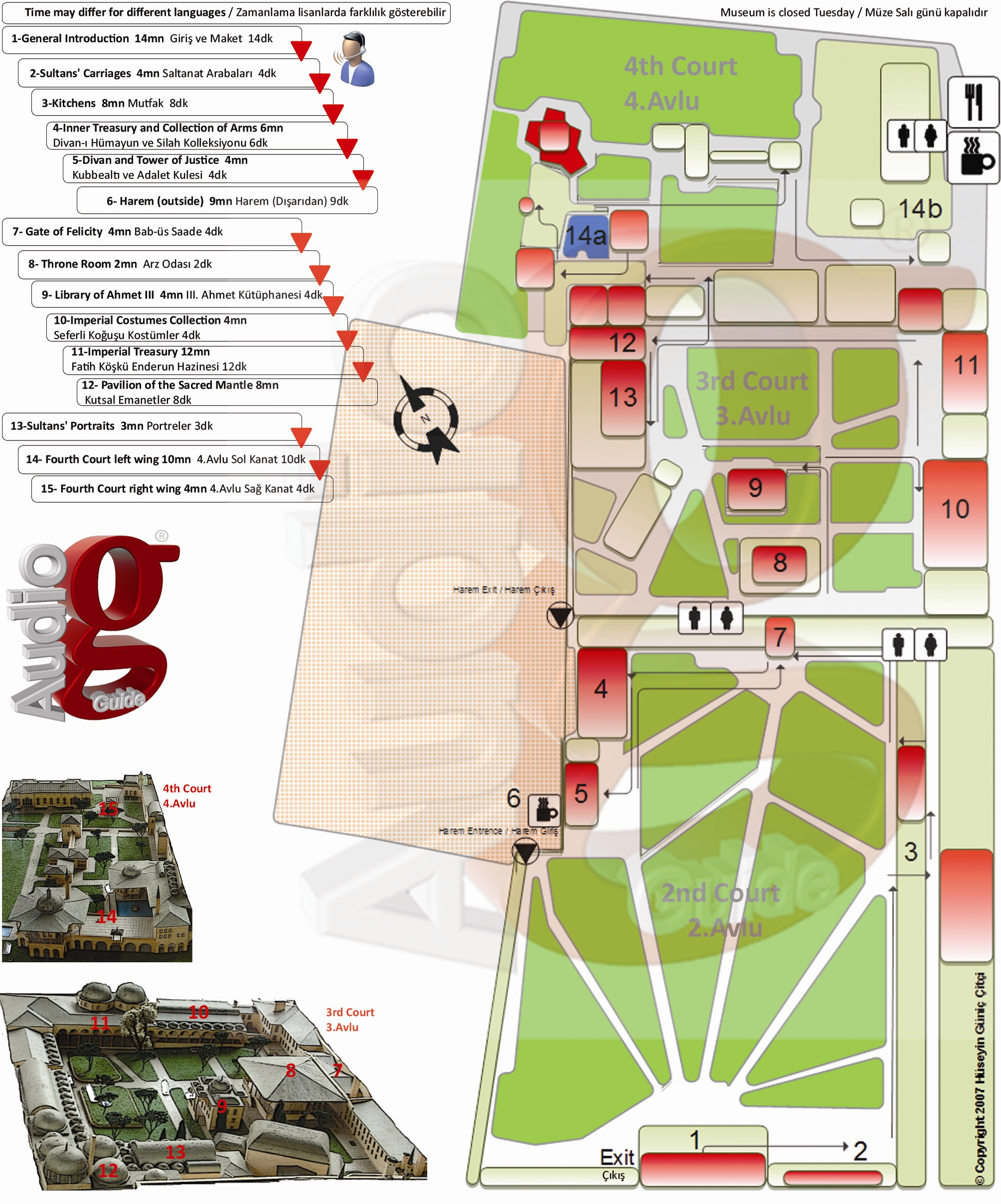
Mapa proporcionat amb l'audioguia

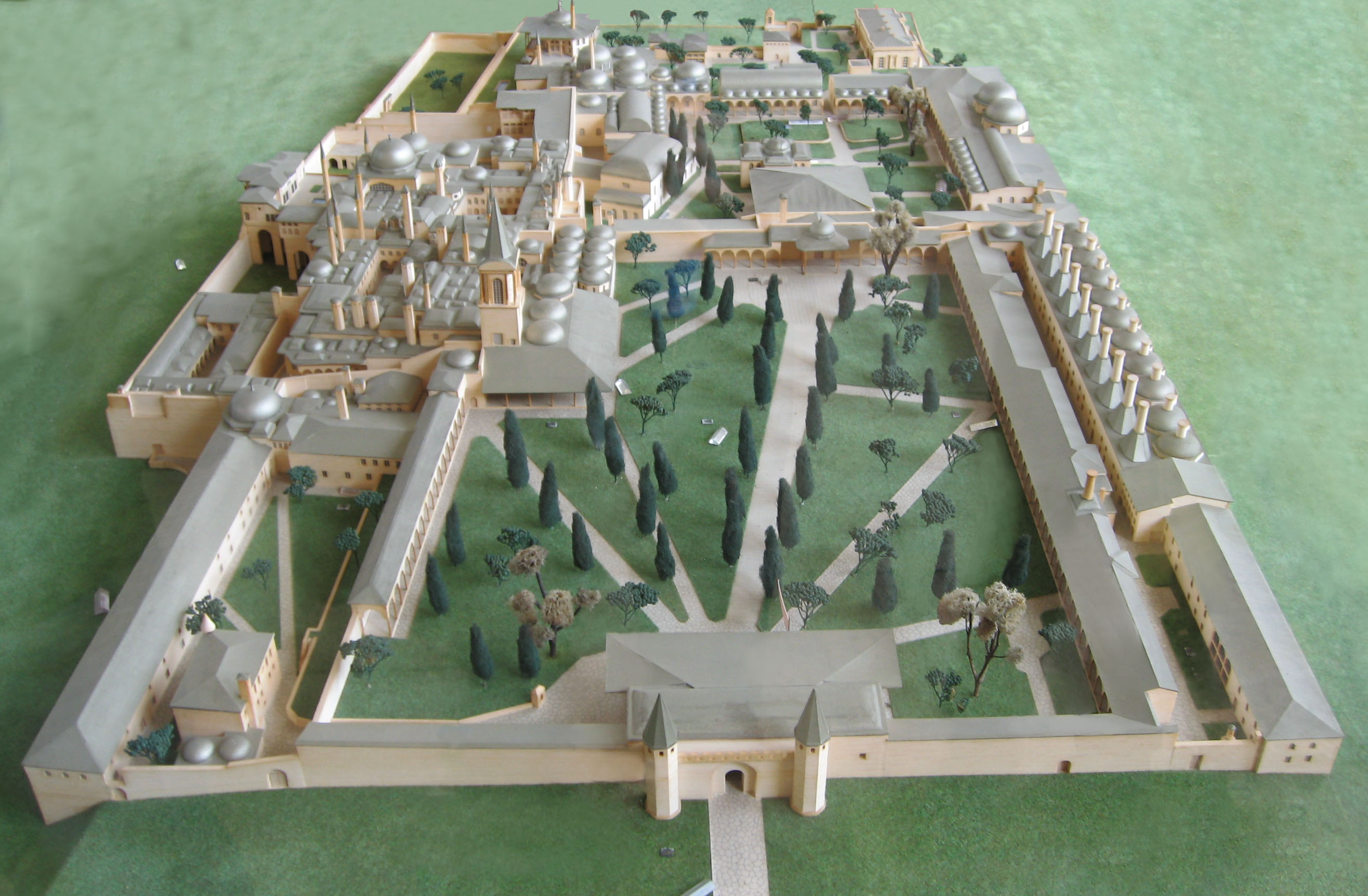
Model del nucli interior del palau (del Segon pati)

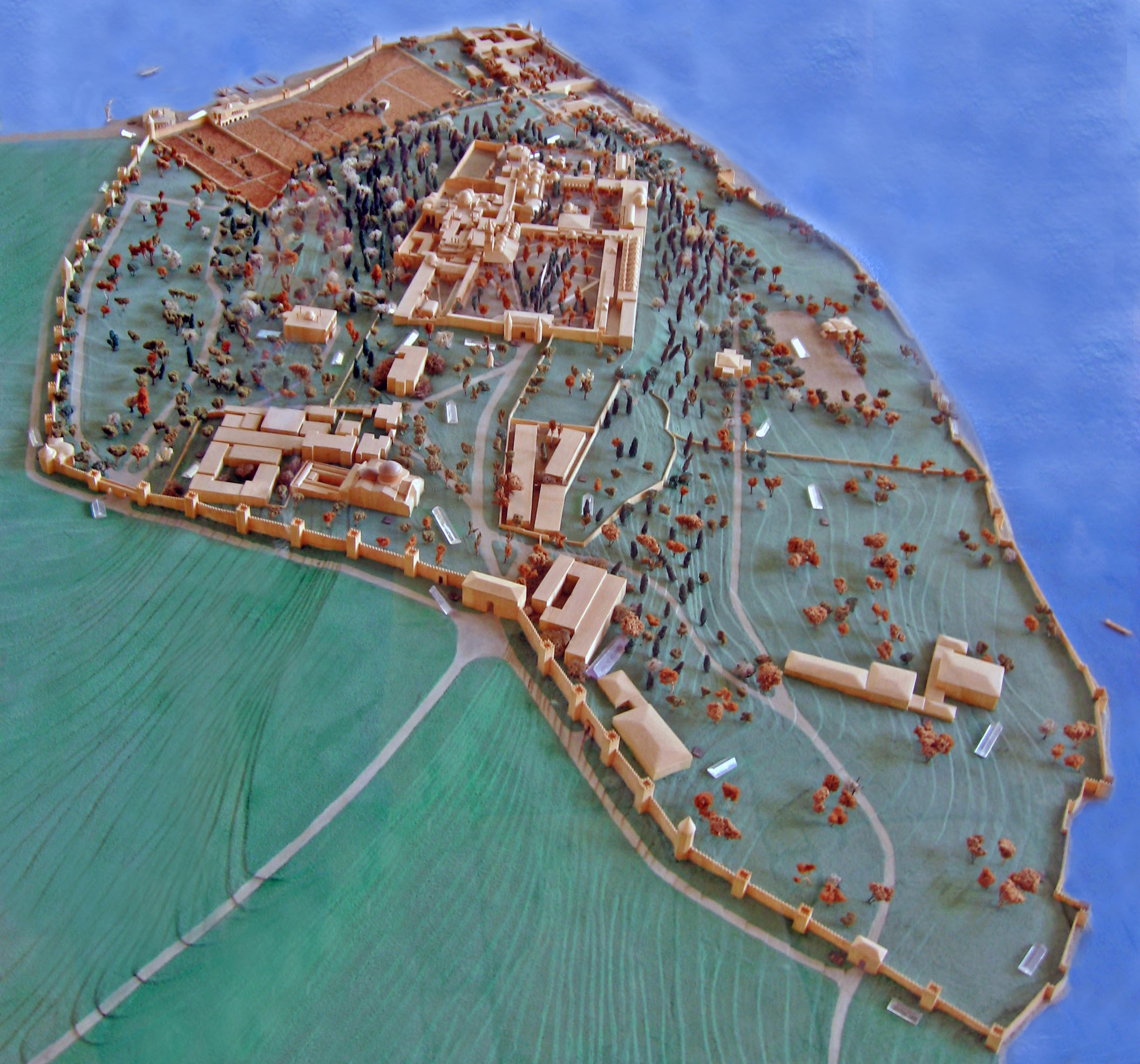
Maqueta del Punt de Serrall, amb el complex del Palau Topkapı.

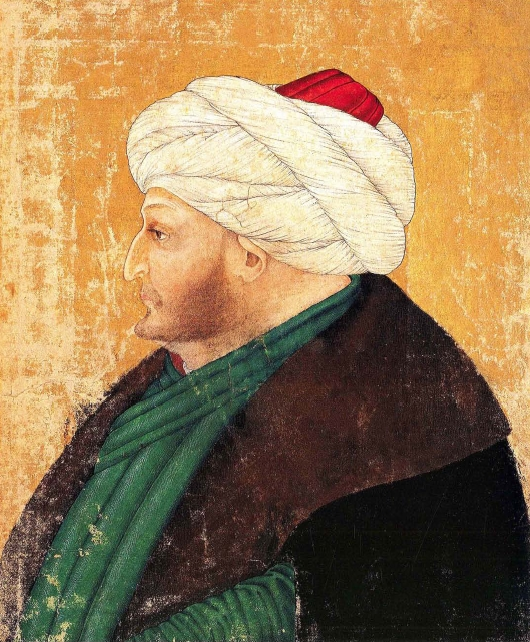
El sultà Mehmet II

El mateix sultà Mehmet II crea el disseny bàsic del palau. Tria el punt més alt del promontori per als seus apartaments. És a partir d'aquest nucli privat que es comencen a construir els altres pavellons, des del promontori fins a la riba del Bòsfor. Tot el complex està envoltat per altes muralles, algunes de les quals es remunten a l'acròpolis romana d'Orient. Aquest esquema bàsic continua regulant futures reformes i ampliacions.
El mateix sultà Mehmet II crea el disseny bàsic del palau. Tria el punt més alt del promontori per als seus apartaments. És a partir d'aquest nucli privat que es comencen a construir els altres pavellons, des del promontori fins a la riba del Bòsfor. Tot el complex està envoltat per altes muralles, algunes de les quals es remunten a l'acròpoli romana d'Orient. Aquest esquema bàsic continua regulant futures reformes i ampliacions.
Segons el testimoni de l'historiador contemporani Critobul d'Imbros, el sultà:
| « | […] es va ocupar de convocar els millors treballadors de totes bandes: paletes, picapedrers, fusters [...]. Volia construir grans edificis que fossin útils i que havien de competir en tots els aspectes amb els majors i millors assoliments del passat. Per aquest motiu, es va assegurar que es prestava la màxima cura a la supervisió de l'obra i a la qualitat dels materials de tota mena, i també li preocupava totes les despeses que això comportava. | » |

Les proves són diferents en les dates d'inici i finalització de la construcció del nucli central: Critobul dona les dates 1459 - 1465, mentre que altres fonts suggereixen una data de finalització a prop de finals de la dècada de 1460.
A diferència d'altres residències reials que tenen plans molt estrictes (com el palau de Schönbrunn o el palau de Versalles), el palau de Topkapı s'ha desenvolupat al llarg dels segles, amb addicions i canvis realitzats per diferents sultans. La asimetria del conjunt resulta d'aquest creixement erràtic i d'aquestes modificacions acumulades, tot i que el projecte de Mehmet II sempre s'ha conservat.
La majoria dels canvis es van produir durant el regnat del soldà Solimà el Magnífic, en els anys 1520 - 1560. Amb la ràpida expansió de l'Imperi Otomà, Suleiman volia que la seva residència reflectís el seu poder i glòria. Es construeixen nous edificis, altres ampliats, sota la responsabilitat de l'arquitecte principal d'aquest període, el persa Alaüddin, també conegut com Acem Ali. També és responsable de l'extensió de l'harem.
El 1574, quan un gran incendi va destruir les cuines, el soldà Selim II va confiar a Mimar Sinan la reconstrucció de les parts destruïdes, que va ampliar, així com l'harem, els banys, la sala privada i diversos pavellons annexos. A finals del segle xvi, el palau adquireix l'aspecte actual.

Planol del palau de Topkapi
A. Primer pati B · Antics jardins, al costat del mur que dona al mar de Marmara · C. Cinquè pati, avui forma part del parc Gülhane, que s'estén fins a la Banya d'Or al Serrall · D. Antics jardins, actualment el parc Gülhane, que s'estenen fins a la línia de ferrocarril· E. Nivell on es troba el pavelló de les teules i altres museus.
1) Font del botxí · 2) Porta central, entrada al museu · 3) Segon pati · 4) Selâm o pedra de benvinguda · 5) Part superior de la cisterna romana d'Orient · 6) Pou antic · 7) Font · 8) Porta de Mort · 9) Mesquita de Haci Beşir Ağa · 10) Porta de la mesquita · 11) Porta exterior de la mort · 12) Estables Imperials · 13) Dormitoris d'albarders trenats · 14) Terrassa · 15) Arcades amb inscripcions antigues · 16) Porta des Coaches, cap a l'harem · 17) Cambra del Consell Imperial · 18) Cambra dels escribes · 19) Cambra del Gran Visir · 20) Hisenda Imperial · 21) Pedra objectiu · 22) Monument a Sukhum · 23) Porta a el palau bombes · 23a) Bombes · 24) Cuina dels sultans, prínceps i la sultana validada · 26) Cuina de les dones de l'harem · 27) Cuina dels centinelles · 28) Cuines del divà · 29) Cuina del pàgines · 30) Cuina per a servents · 31) Cuina per a dones que serveixen l'harem · 32) Cuina per a funcionaris al sofà, cafetera i pastisseria és a dir, · 33) Mesquita de Cuiners · 34) Dormitori per a aprenents de cuina i bussejadors · 35) fosa d'estany · 36) zona utilitzada pels servidors de cuina · 37) Porta de la Felicitat · 38) Tercer Pati · 39) Sala d'audiències · 40) Biblioteca d'Ahmed III · 41) Quarters dels eunucs blancs · 42) Porta de l'aviari · 43) Cuina privada del soldà · 44) Carrer de marbre des del pavelló del mantell sagrat fins a la sala del tron · 45) Mesquita Ağas · 46) Mesquita Harem · 47) Capella · 48) Dormitoris de les pàgines de la volta sagrada · 49) Volta sagrada · 50) Sala de la bufanda · 51) Pavelló del mantell sagrat · 51a) Anticambra de la volta sagrada · 51b) Sala del sagrat mantell · 52) Pedra on es va allotjar el soldà · 53) Font · 54) Tresor de relíquies sagrades (anc. Tresor d'armadura) · 55) Dormitori de pàgines del tresor · 56) Dormitori de pàgines d'estacions de policia · 57) Passatge subterrani del tercer al quart pati · 58) Tresoreria Imperial · 59) Dormitori de pàgines reials · 60) Conservatori · 61) Quarters dels eunucs blancs · 62) Passadís amb pilars · 63) Porta de l'harem i el camí daurat · 64) Sala de circumcisió · 65) Pavelló d'Erevan · 66) Quart pati (jardí de tulipes) · 67) Font als pisos · 68) Piscina amb dolls a la terrassa · 69) Terrassa de marbre · 70) Jardins Iftariye · 71) Porta de l'elefant o jardí · 72) Pavelló de Bagdad · 73) Pavelló a la terrassa i pavelló Mustafa pasha · 74) Sala principal del metge · 75) Quart jardí del pati · 76) Porta dels jardins privats, que connecta el quart i el cinquè patis, que ara formen part del parc Gülhane · 77) Porteries · 78) Gran Pavelló · 79) Mesquita a la terrassa · 80) Armari · 81) Piscina esculpida amb temes marins.

El palau és un vast complex format per un conjunt d'edificis de poca alçada disposats al voltant de patis interiors i connectats per galeries i passadissos. Els edificis no superen les dues plantes. Estan esquitxats d'arbres, jardins i fonts. La vida girava al voltant d'aquests edificis i patis, en un ambient obert i agradable a l'estiu.
El palau, vist des del cel, forma aproximadament un rectangle dividit entre els quatre grans patis i l'harem. L'eix principal va de sud a nord, començant pel primer pati i unint els altres successivament cap al nord. El primer pati era el més accessible, mentre que el més llunyà (el quart) i el pati d'harem eren els més secrets, només el domini del sultà. El cinquè pati es troba a l'extrem exterior del palau en terrenys propers a la costa. L'accés a aquests patis està limitat per murs alts i controlat per portes successives. A més dels quatre o cinc patis principals, hi ha molts altres patis mitjans i petits repartits pel complex. Totes tenen una superfície d'entre 592.600 metres quadrats i 700.000 metres quadrats, en funció dels factors que es tinguin en compte.

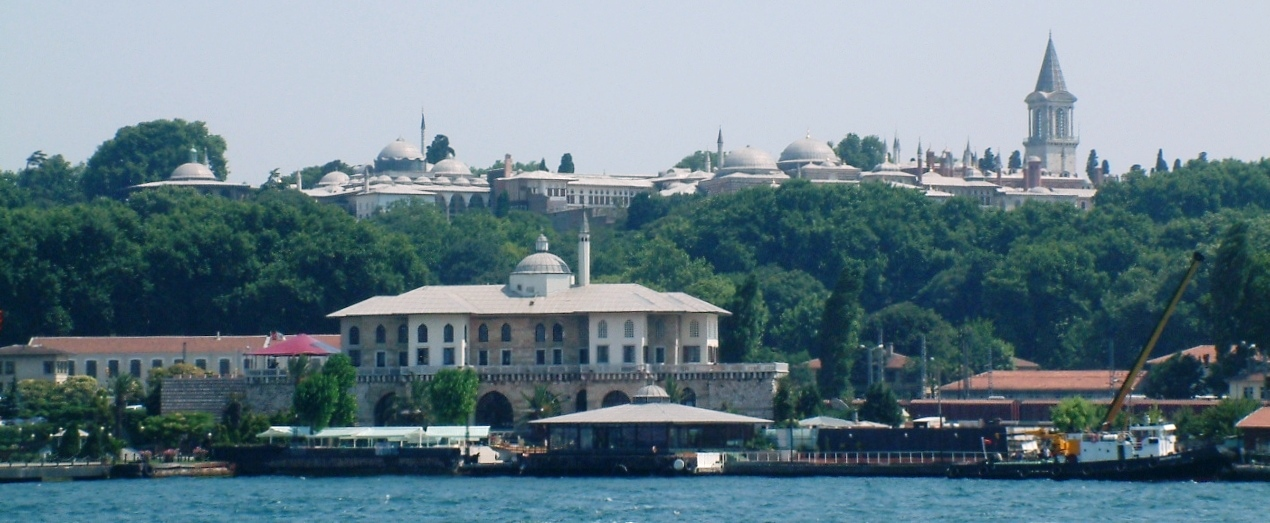
Quiosc de cistellers en primer pla, davant del palau

Els costats sud i oest estan vorejats pel gran parc floral del sultà, actualment el parc Gülhane (gülhane significa «la casa de les roses»). Al sud i a l'est s'estén el mar de Màrmara. Diversos edificis annexos, com ara petits palaus d'estiu (kasrı), pavellons, quioscs (köşkü) i altres estructures per a la comoditat i l'administració, van existir una vegada a la costa, a la zona anomenada «cinquè lloc». Van desaparèixer amb el pas del temps, descuidats o eliminats durant la construcció de la línia de ferrocarril costaner al segle xix. Un darrer quiosc queda al costat del mar: el «Quiosc de teixidors de cistelles» (Sepetçiler Kasrı), construït el 1592 pel sultà Murat III. Tot això explica per què la superfície total del palau de Topkapı era més gran que l'actual.

## Funcions i organització
El palau de Topkapı era la residència principal del sultà i la seva cort; també va ser la seu oficial del govern. El seu accés estava estrictament regulat, però els seus habitants poques vegades havien de deixar-lo, perquè el palau era gairebé autònom, una ciutat dins d'una ciutat. Les sales de jutjats i els espais de conferències també es van utilitzar per a qüestions relacionades amb l'administració política de l'Imperi. Tant per als residents com per als hostes, el palau tenia el seu propi subministrament d'aigua procedent de cisternes i les grans cuines proporcionaven menjars. El pati tenia dormitoris, jardins, biblioteques, escoles, fins i tot mesquites.
Es va seguir un cerimonial molt estricte per tal d'assegurar l'aïllament del sobirà de la resta del món. El principi d'aquest aïllament Imperial és sens dubte un patrimoni de les tradicions de la cort romana d'Orient. Va ser codificat per Mehmet II el 1477 i el 1481 al codi Kanunname, que regia la precedència dels funcionaris judicials, la jerarquia administrativa i les qüestions de protocol. Aquest principi d'aïllament, que només va fer que reforçar-se, s'ha reflectit en l'estil i la disposició de les sales i els edificis. Els arquitectes es van assegurar que fins i tot al palau, el sultà i la seva família podien gaudir de la màxima intimitat, cosa que va provocar l'ús de finestres enreixades i innombrables passadissos secrets.

## La Porta d'August o Porta Imperial

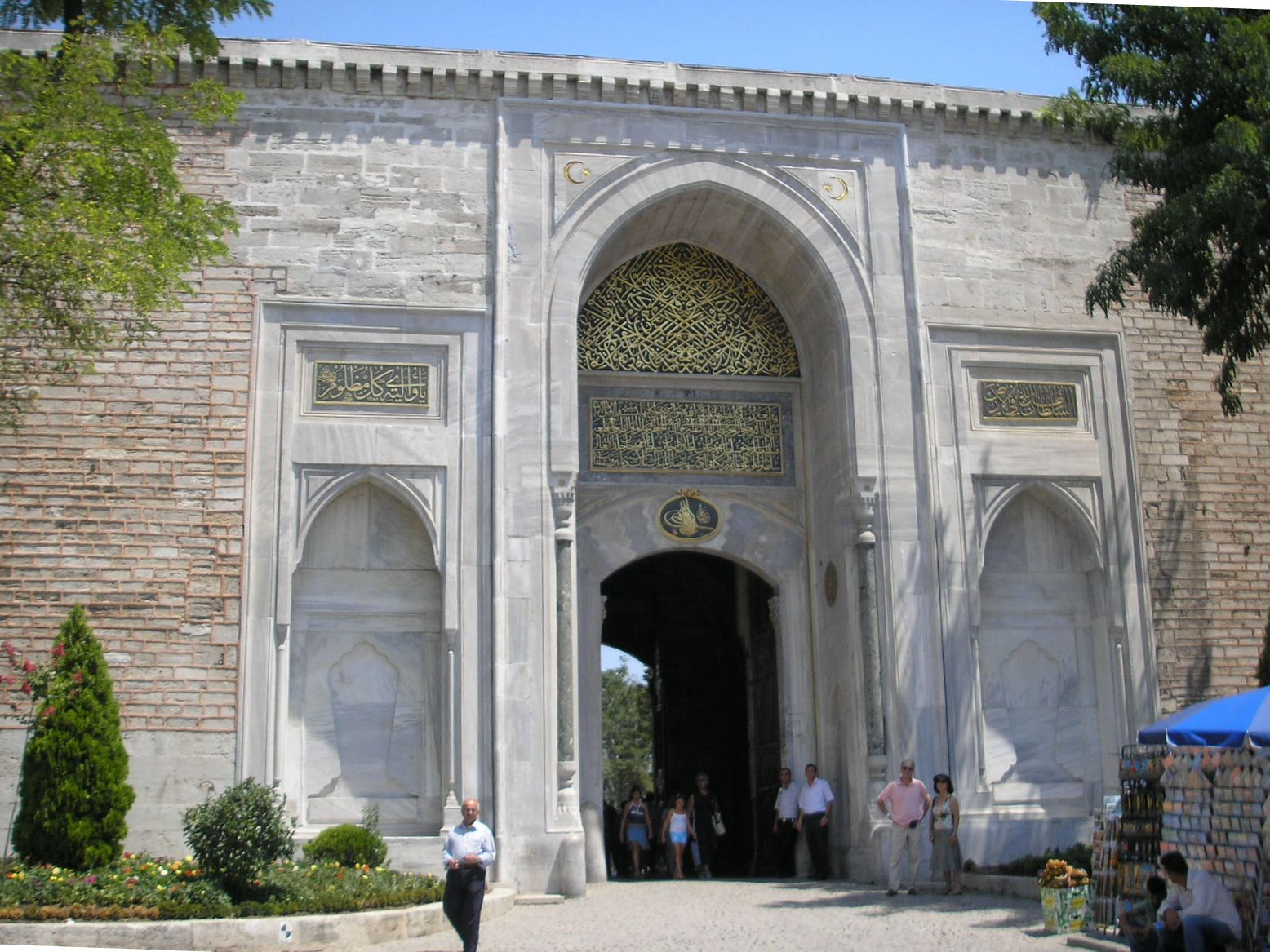
La Porta d'August (Bâb-ı Hümâyûn)

El carrer principal que condueix al palau és el mesé (grec antic: ἡ mέση ὁδός, lit. 'el carrer del mig'), via processional romana d'Orient, avui, en turc, Divan Yolu ('carrer del Consell'). Mesé s'utilitzava per a processons tant en temps romà d'Orient com otomà. Portava directament a Santa Sofia, i després va girar cap al nord-oest per arribar a l'entrada del palau marcada per la font d'Ahmed III (1728).
El sultà va entrar al palau per la Porta Augusta o Porta Imperial (turc otomà: Bab-ı Hümâyûn, llatí:  Porta Augusta), també anomenada Porta del Sultanat (turc: Saltanat Kapısı), situada al sud del palau.
Aquesta enorme porta, que data del 1478, es va cobrir de marbre al segle xix. L'aspecte massís d'aquesta porta accentua el seu caràcter defensiu. El seu arc central condueix a un pas elevat. La cal·ligrafia otomana en caràcters daurats adorna la part superior de l'estructura, amb versos de l'Alcorà i la tuğra dels sultans. S'identifiquen dues tuğres: la de Mehmet II i la del sultà Abdülâziz, que va renovar la porta. A banda i banda de la sala hi ha habitacions per allotjar els guàrdies. La porta estava oberta des de l'oració del matí fins a l'última pregària del vespre.

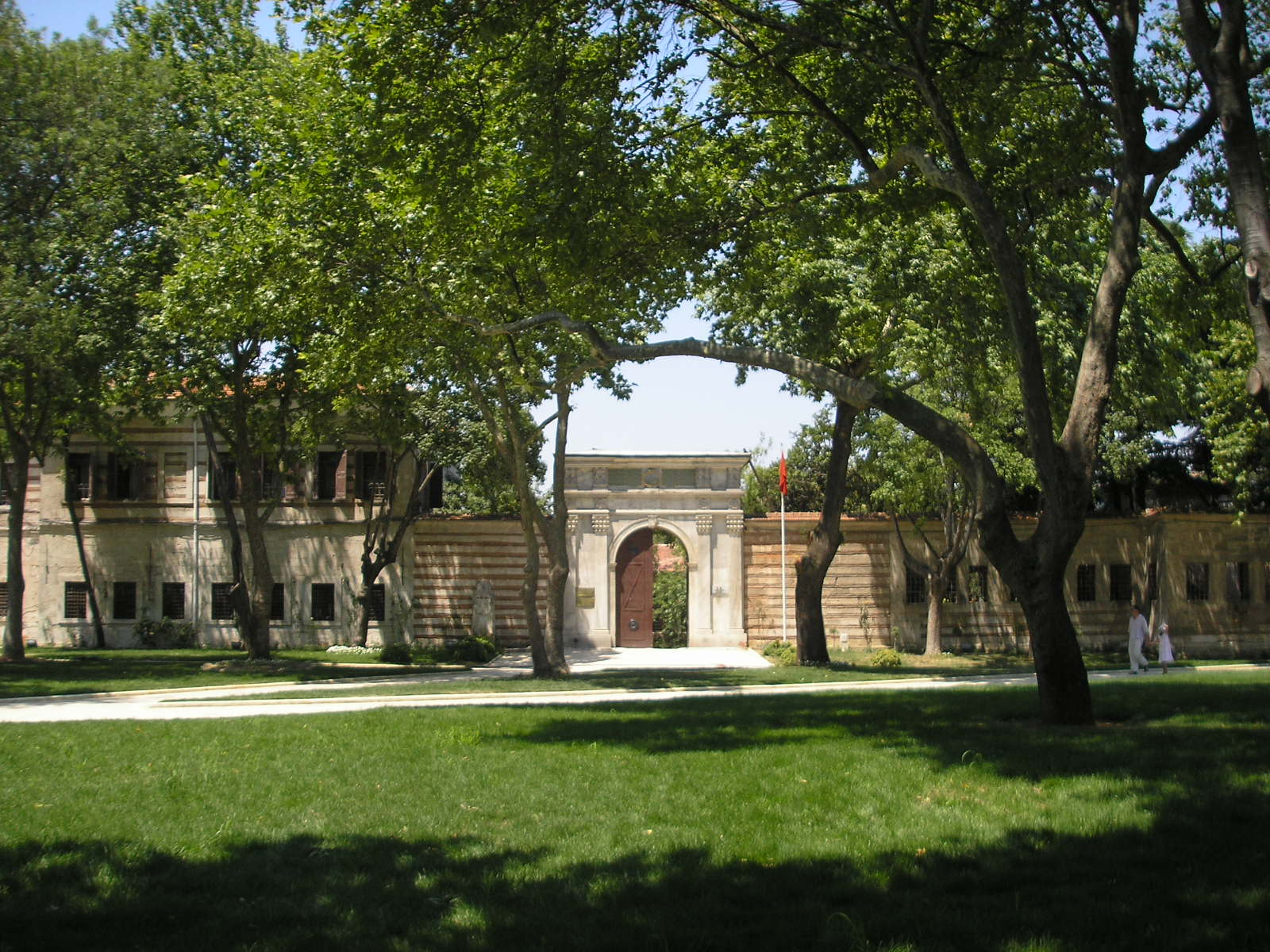
La moneda Imperial (Darphane-i Âmire)

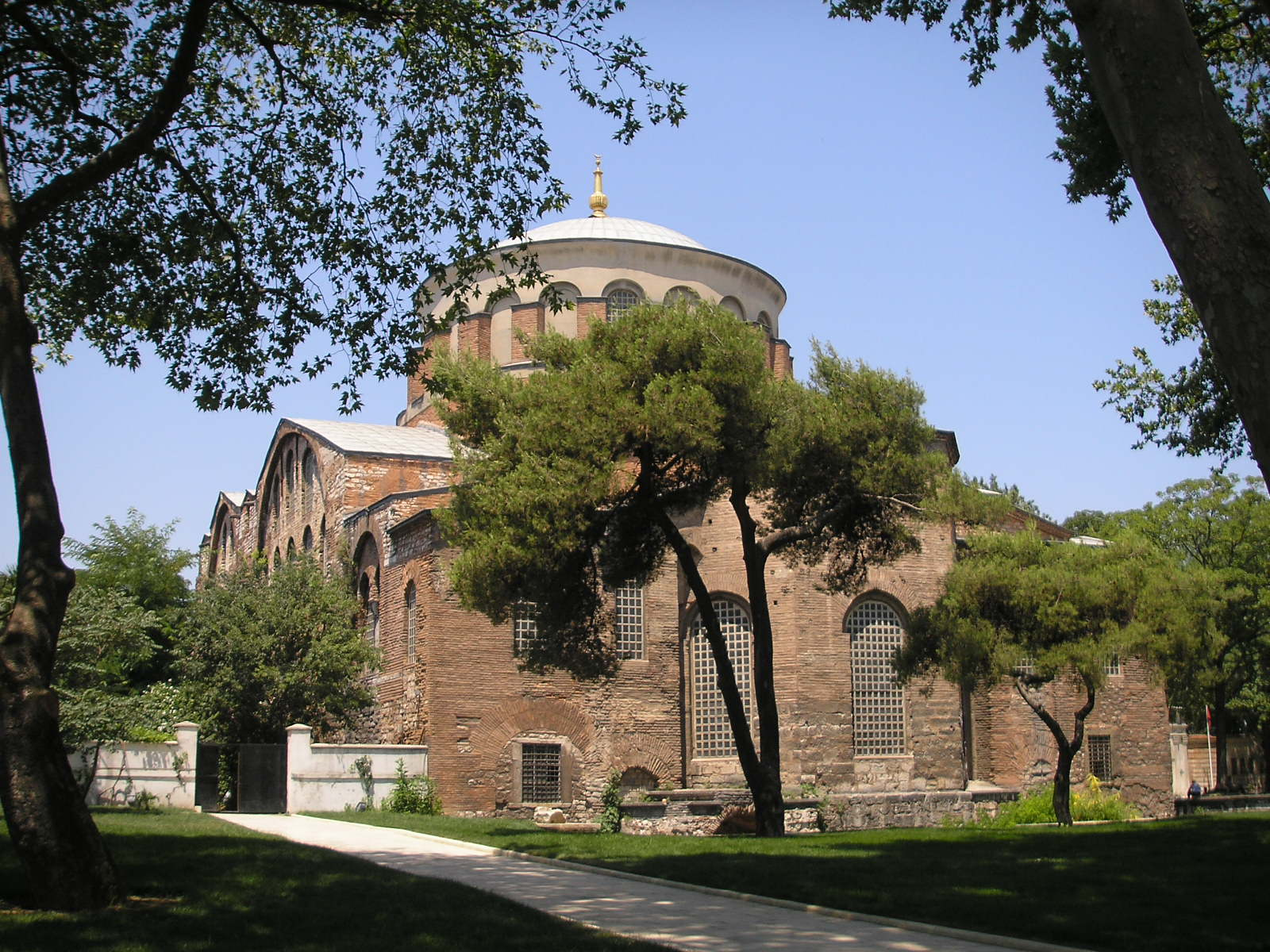
Església de la Santa Pau, al primer pati

Segons documents antics, hi havia una carcassa de fusta sobre la porta, fins a la segona meitat del segle xix. Primer va ser utilitzat com a pavelló per Mehmet, després com a dipòsit de la propietat dels qui van morir sense hereus a l'interior del palau. També va servir de punt d'observació per a les dones de l'harem en determinades ocasions.
La porta d'August dona accés al primer pati.

### Primer pati
El primer pati (turc: I. Avlu o Alay Meydanı) s'estén fins a la punta del serrall; està envoltada per alts murs. Aquest primer pati és el més gran de tots i funciona com a recinte exterior.
Les estructures que queden avui són l'antiga moneda Imperial (Darphane-i Âmire), construïda el 1727, l'Església de la Santa Pau i diverses fonts. L'església romana d'Orient de Santa Irene maig va ser destruïda pels otomans. Va sobreviure a la conquesta i va servir com a magatzem i arsenal Imperial.
Aquest pati també es diu Pati de geníssers o Pati de desfilades. Els visitants que entraven al palau seguien el camí cap a la Porta de la Salvació i el segon pati del palau. Els funcionaris judicials i els geníssers els esperaven amb uniforme complet. Els visitants havien de deixar allà les seves muntures per passar la segona porta.

### Porta Mitjana o Porta de la Salvació

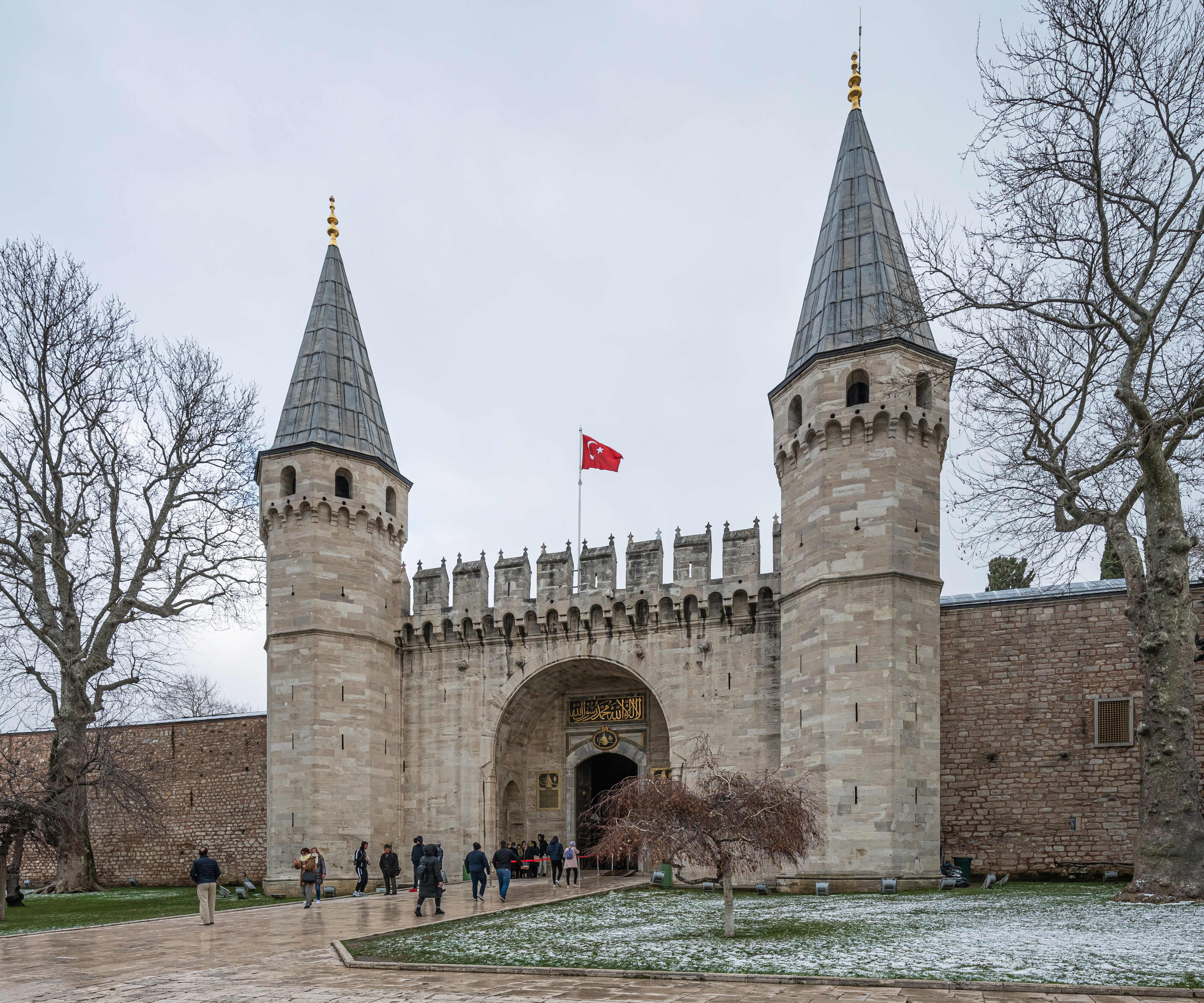
La porta de la salvació (Bâb-üs Selâm), entrada al segon pati

La més gran Porta de la Salvació (turc otomà: Bab-üs Selâm), o Porta central (turc: Orta Kapı), condueix al palau i al segon pati. Està flanquejat per dues grans torres ortogonals emmerletades. La data de construcció n'és incerta, com que l'arquitectura de les torres és d'influència romana d'Orient més que otomana. Es va inspirar en la porta de Santa Bàrbara que marcava l'entrada als jardins del palau Imperial al costat de la riba del Bòsfor. Una inscripció a la porta es remunta almenys al 1542, és a dir, al regnat de Mehmet II. Una miniatura del 1584 mostra una estructura amb tres finestres rematades per un sostre entre les torres, sobre l'arc, probablement una sala de guàrdia desapareguda després. La porta està ricament decorada, a banda i banda i a la part superior, amb inscripcions religioses i monogrames dels sultans.
A part dels funcionaris i dignataris estrangers, ningú no va poder entrar per aquesta porta. Només el sultà hi podia passar a cavall. Aquesta tradició es remunta a la Porta de Calce) del Gran Palau de Constantinoble.
La Font del Botxí (turc: Cellat Çeşmesi) es troba al costat dret de la Porta del Mig: aquí és on el botxí, segons diuen, es va rentar les mans i l'espasa després de decapitar-lo.

## Segon Jardí

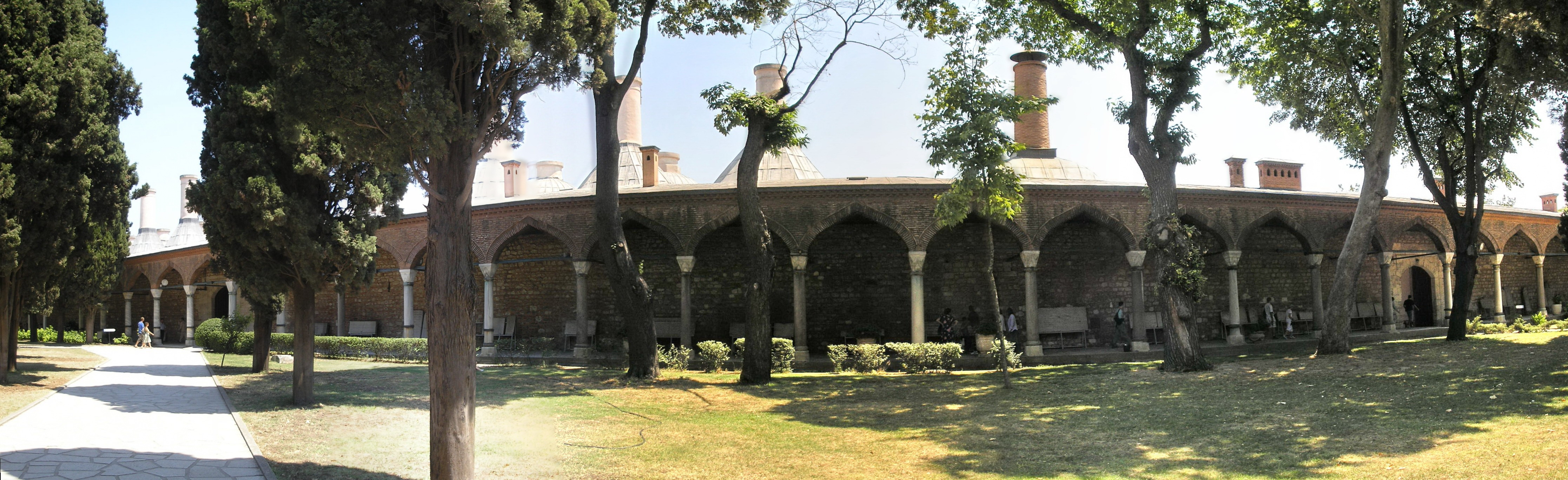
Vista panoràmica de les cuines del palau al segon pati

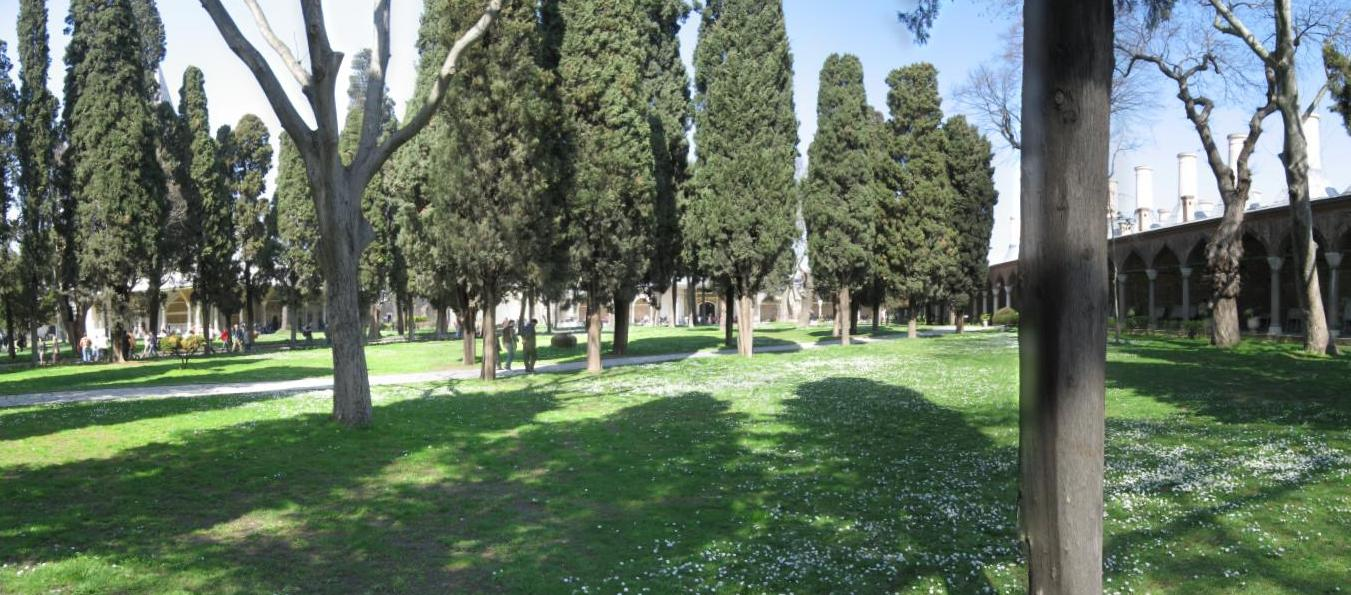
El segon pati, amb les cuines a la dreta

A través de la Porta del Mig, el visitant entra al segon pati (turc: II. Avlu), o plaça del Consell (turc: Divan Meydanı), lloc de trobada de cortesans. Només el sultà el podia travessar a cavall, pels camins de còdols negres que conduïen al tercer pati.
El segon pati es degué acabar cap al 1465, durant el regnat de Mehmed II, però no va tenir la seva forma definitiva fins al voltant de 1525-1529.
Aquest pati està envoltat per l'antic hospital del palau, la fleca, els quarters de geníssers, els estables, l'harem Imperial i el Consell (Divan) al nord i les cuines al sud. A la part inferior hi ha la tercera porta o porta de la felicitat que condueix al tercer pati. El conjunt troba la seva unitat en una columnata de marbre ininterrompuda.
Les recents excavacions han revelat una quantitat d'artefactes del període romà: un sarcòfag, pica baptismal, pilastres i plaques de parapet, a més de capitells, exposats davant de les cuines. La cisterna situada sota el segon pati es remunta a l'època romana d'Orient. Normalment està tancat al públic.
El segon pati va ser utilitzat principalment pel soldà per dispensar justícia. Per tant, va ser dissenyat per impressionar els visitants. Els ambaixadors austríacs, venecians i francesos van deixar registre de les seves visites. L'ambaixador Philippe du Fresne-Canaye, rebut pel sultà el 1573, relata l'alineació dels geníssers al llarg de la muralla, els seus turbants com espigues de blat de moro, les mans juntes davant d'ells, com els monjos, que romanen immòbils i silenciosos durant més de set hores, com a estàtues.
Aquesta disciplina i aquest sever protocol van contribuir a l'aspecte majestuós d'aquest segon pati.

### Museu del cotxe

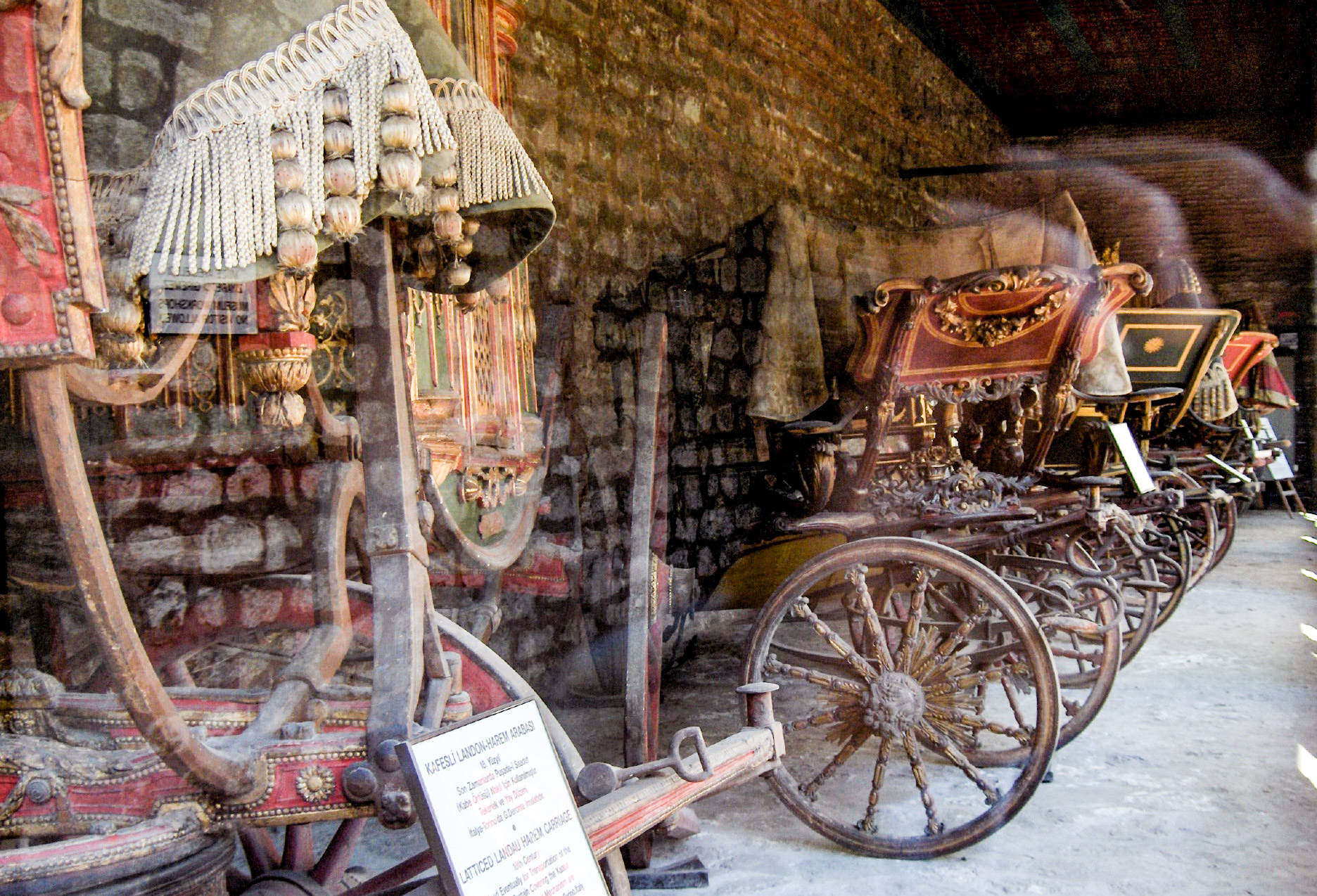
Alguns cotxes Imperials

Al nord-est, a les antigues quadres, hi ha un museu de cotxes Imperials. És un edifici de poca altura, cobert amb una teulada i no amb una cúpula com gairebé a qualsevol altra part del palau. Molts dels cotxes van ser destruïts en un incendi a finals del segle xix. Encara hi ha cotxes lleugers que pertanyien a sultans, reines mares i personatges de la cort. Alguns d'aquests cotxes van ser importats de l'estranger.

### Cuines de palau

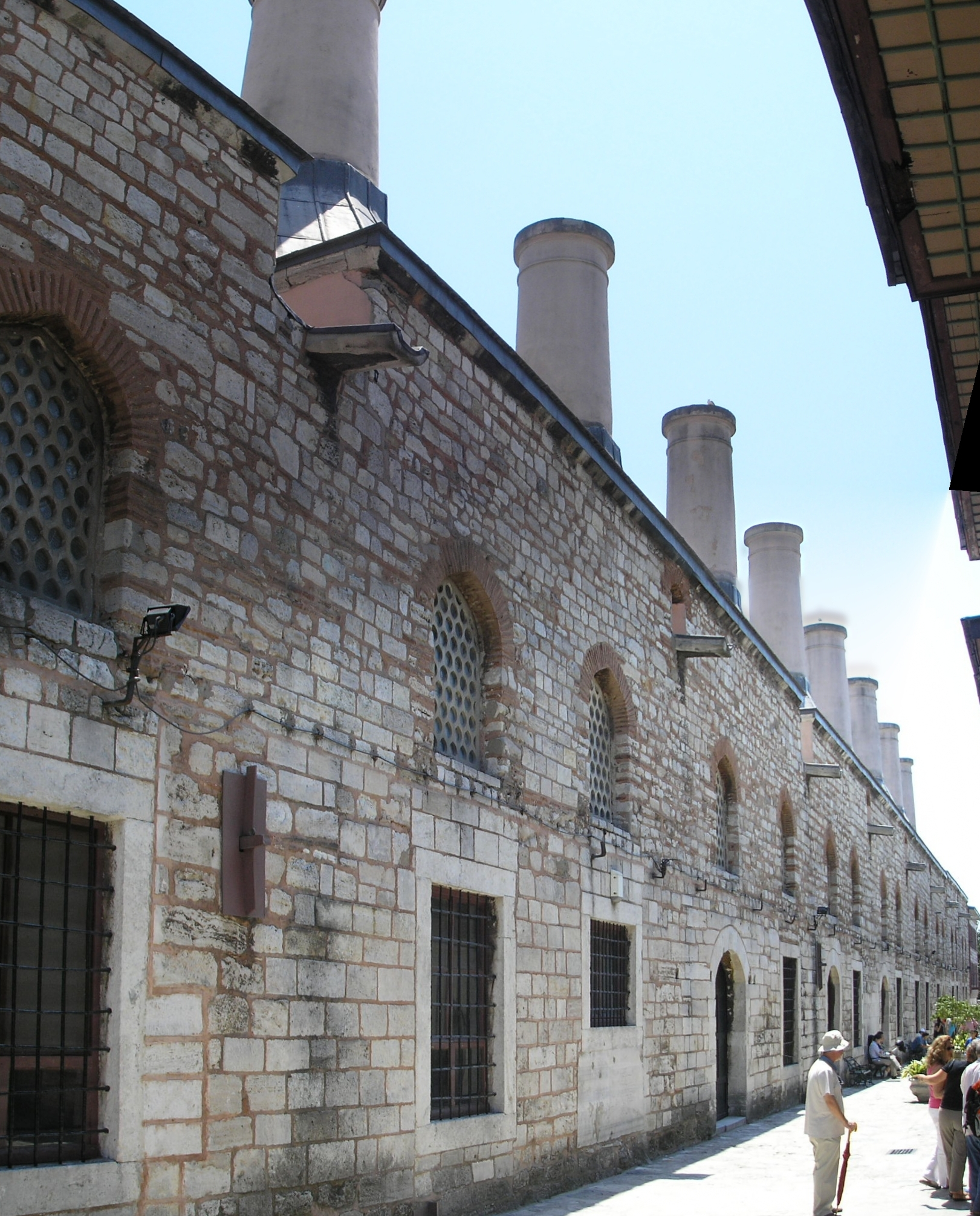
Les cuines del palau i les seves altes xemeneies

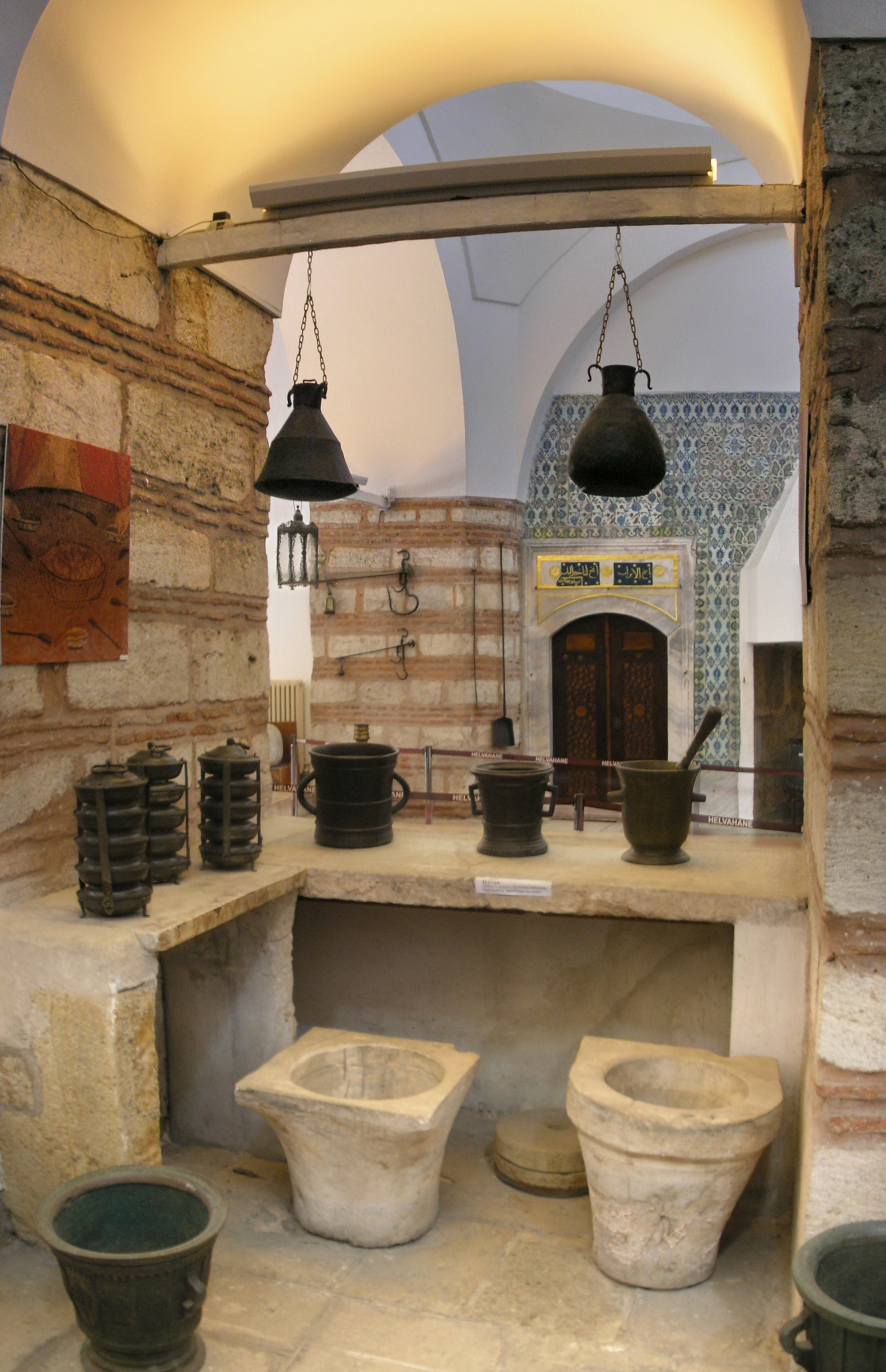
Cuines de palau i exposició d'utensilis de bronze

Les enormes cuines són un dels elements essencials del palau. Alguns d'ells es van construir ja al segle xv, al mateix temps que el mateix palau. Es van ampliar durant el regnat del soldà Solimà el Magnífic, però es van cremar el 1574. Van ser actualitzades per l'arquitecte de la cort Mimar Sinan.
Restaurades segons els plans de Sinan, estan organitzades en dues fileres i plens de vint xemeneies octogonals grans i altes, afegides per Sinan. Les cuines estan servides per carrerons que travessen l'espai entre el segon pati i el mar de Màrmara. L'entrada a aquest tram es fa per les tres portes del pòrtic del segon pati: la porta de la comissaria Imperial, la de les cuines Imperials i la de la pastisseria.Les cuines estaven formades per deu seccions especialitzades cobertes amb cúpules: cuina Imperial, escola del palau (Enderûn), barri de les dones (Harem), serveis fora del palau (Birûn), cuines, preparació de begudes, pastisseria, productes lactis, magatzems i habitacions reservades als cuiners. Eren els més grans de tot l'Imperi Otomà.
S'hi preparaven menjars per al sultà, els habitants de l'harem, els membres dels serveis interiors i exteriors del palau (Enderûn i Birûn): Així que van cuinar allà per unes 4.000 persones. Ocupaven no menys de vuit-centes persones i un bon miler els dies de festa.
El servei del sultà es regia per un protocol molt estricte. Segons el testimoni del baró Wenceslau Wratislaw, ambaixador d'Àustria, convidat pel sultà a un banquet privat el 1599, només hi havia cinc-cents criats amb lliures de seda vermella, que portaven barrets similars als dels geníssers. Quan va arribar l'hora de sopar, el superintendent va portar un plat de porcellana i un altre plat tapat, que va passar al servidor més proper, aquest a un segon, i així successivament fins al que tenia més a prop l'apartament del sultà. Allà, de nou, altres camarlencs tallaven amb agilitat les carns que es portaven el més ràpidament possible, sense soroll ni paraules, a la taula de l'emperador.
Les cuines també tenien dormitoris, banys i mesquites per als empleats. Aquestes instal·lacions han desaparegut.
A més d'una interessant mostra d'utensilis de cuina, els edificis ara alberguen col·leccions de plata, especialment de porcellana blava i blanca xinesa, blanca i celadona.

### Col·leccions de porcellana i celadona
La ceràmica xinesa arribava per caravanes o per mar. Les 10.700 peces que s'exhibeixen actualment, xineses, japoneses, turques, són de les més rares i precioses.Representen totes les èpoques des de l'edat mitjana: Fi del període Song (s. xiii) Yuan (1280-1368), Ming (1368-1644) i Qing (1644-1912). El museu també conserva una de les col·leccions més riques del món de celadon Longquan (s. xiv), i també inclou 3.000 peces de celadon Yuan i Ming. Aquestes celadones van ser especialment apreciades pel sultà i la sultana validada (reina mare), ja que se sabia que canviaven de color si el menjar i la beguda que contenien en intoxicats.
La porcellana japonesa és essencialment la porcellana Imari, que data del segle xvii al xix. Algunes parts de la col·lecció també presenten porcellana blanca de principis del segle xv, «imitacions» en blau i blanc, així com en porcellanes Imari d'd'Annam, Tailàndia i Pèrsia.

### Estables
Situats a l'altra banda del pati, a uns 5 o 6 metres per sota del nivell del sòl, els estables Imperials (Istabl-ı Âmire) inclouen els estables privats (Has Ahir) on es guarden grans col·leccions d'arnès (Raht Hazinesi). Es van construir sota Mehmed II i es van renovar sota Soliman. També veiem la petita mesquita del segle xviii i els banys Beşir Aga (Aga Camii Beşir Hamamı ve), el cap dels eunucs negres Mahmut I.

### Dormitoris d'alabarders
Després dels estables Imperials es troben els dormitoris dels «alabarders trenats» (Zülüflü Baltacılar Koğušu). Aquests districtes eren utilitzats per un conjunt d'oficis responsables de múltiples tasques de la vida quotidiana: subministrament de fusta a les habitacions del palau, neteja i servei de l'harem i les cases dels criats, disposició dels mobles; també tenien funcions de mestres de cerimònies. Els alabarders portaven llargues trenes per marcar la seva alta posició. La primera menció d'aquest cos data del 1527, quan es va establir per netejar els camins davant de l'exèrcit al camp.
El dormitori es va crear al segle xv i es va amplia per l'arquitecte en cap Davud Ağa el 1587, durant el regnat del sultà Murat III. Els dormitoris es construeixen al voltant d'un pati en el disseny tradicional d'una casa otomana, amb banys i mesquita, a més de sales d'esbarjo, inclosa una sala de fumadors. Tant a l'exterior com a l'interior del complex, s'han trobat inscripcions pietoses sobre les diferents funcions dels alabarders i sobre el manteniment dels diversos barris. A diferència de la resta del palau, el barri dels alabarders està construït amb fusta, pintada de vermell i verd.

### El Consell Imperial o sala Divan

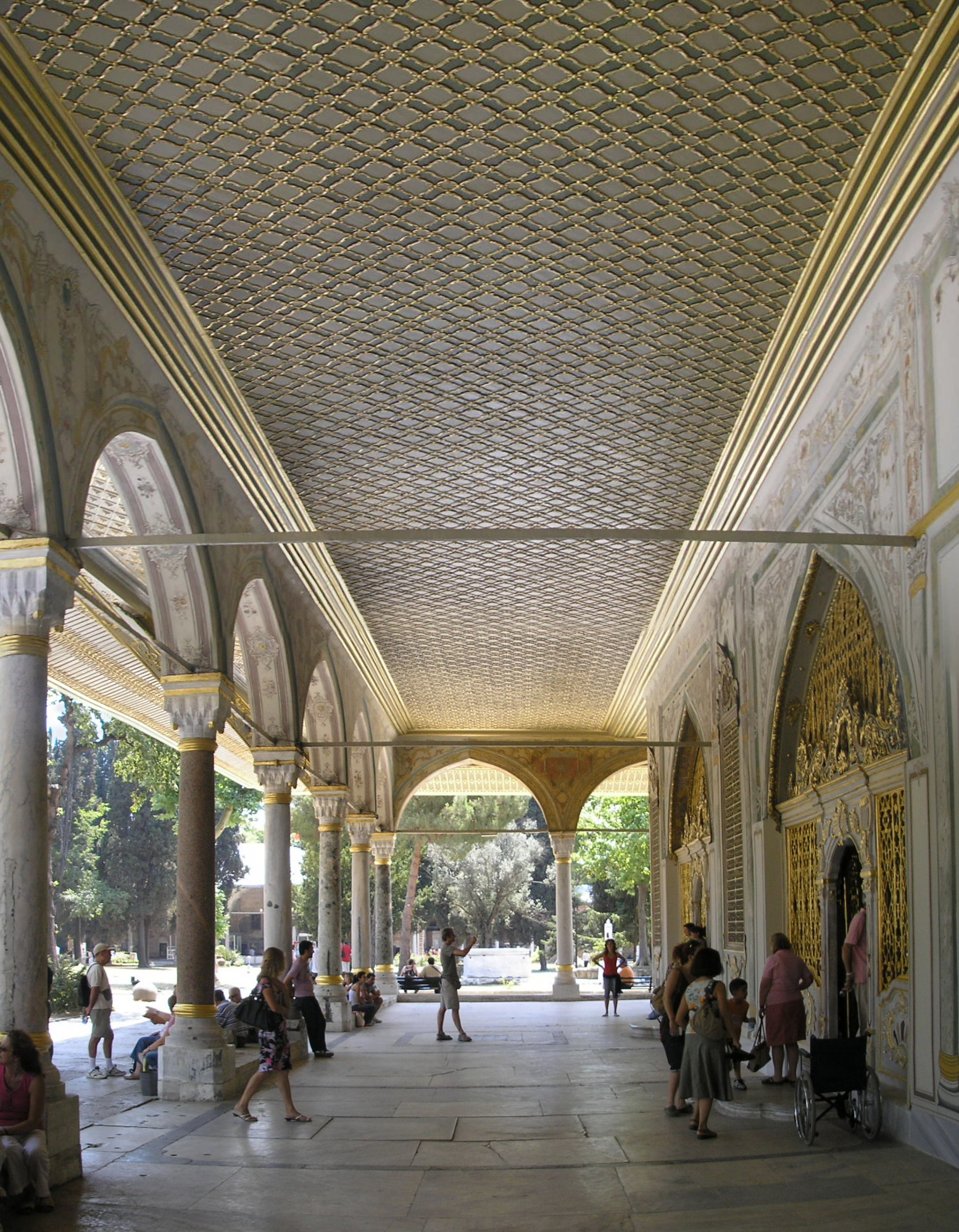
Pòrtic exterior de la sala Divan

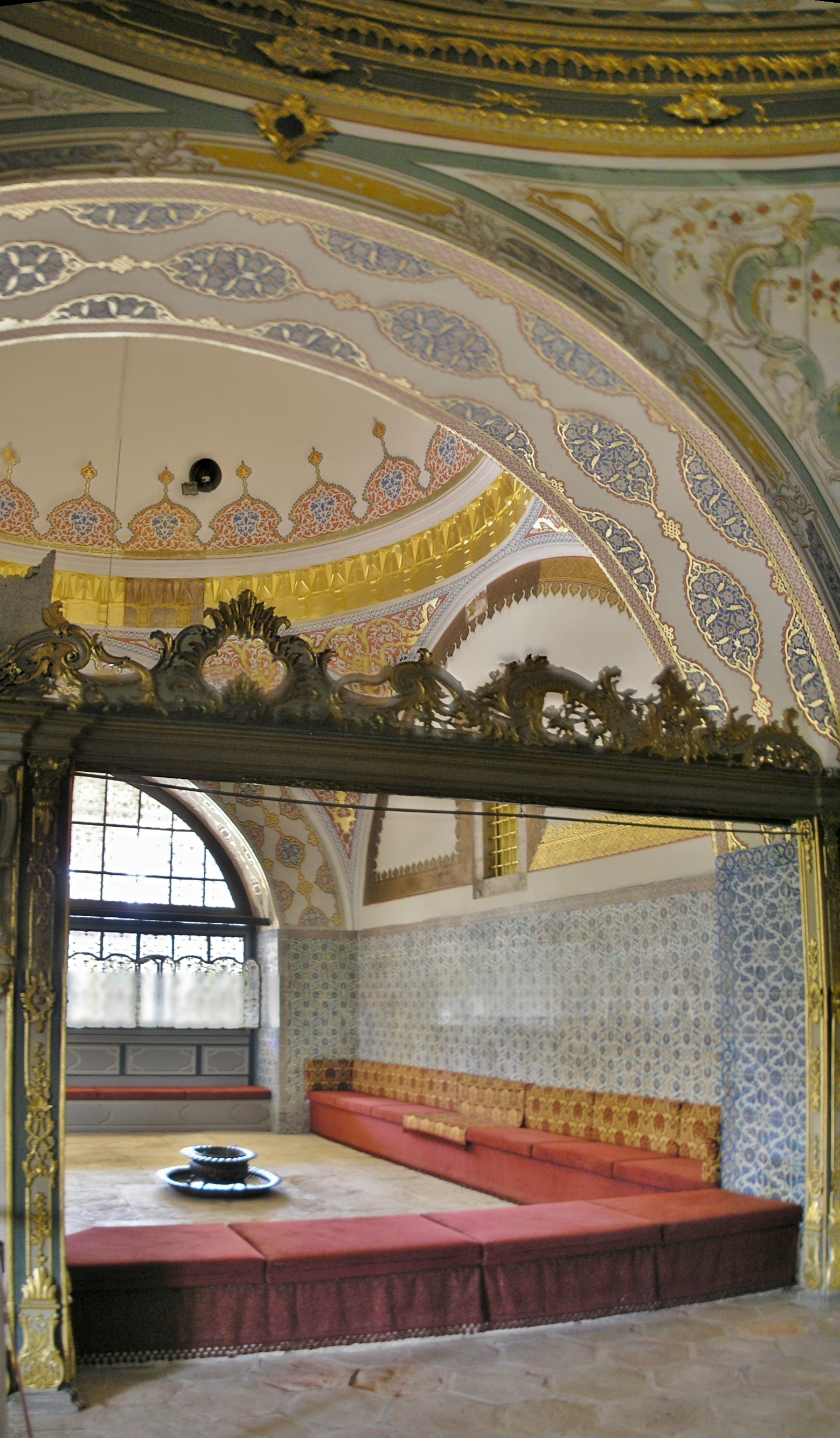
Kubbealtı, amb la finestra daurada a la dreta

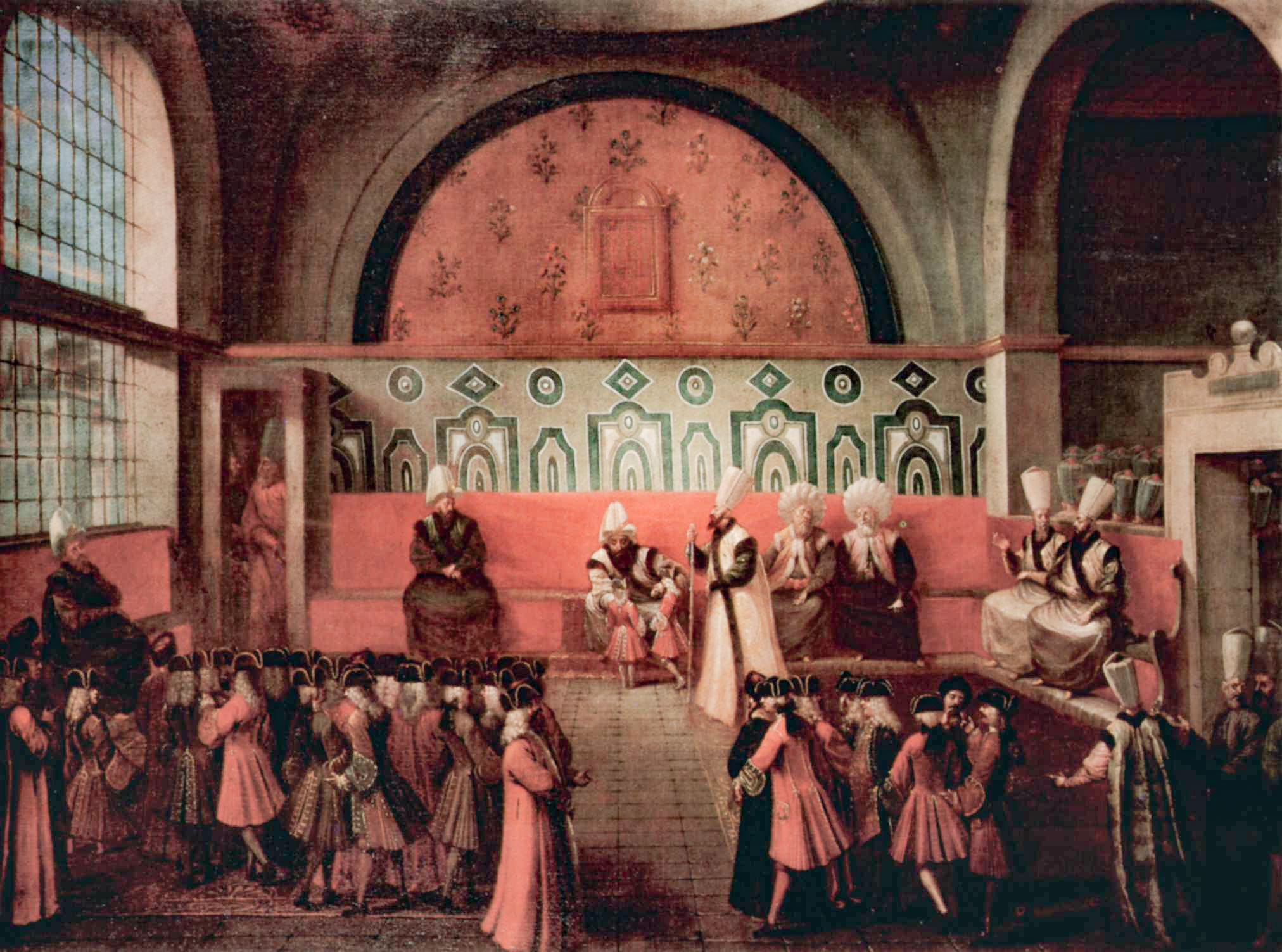
Audiència del gran visir Ibrahim Pasha, de Jean-Baptiste van Mour, 1724

El Consell Imperial o sala del Divan (Dîvân-ı Hümâyûn) és la cambra en la qual es reunien els visirs, entre d'altres, els ministres d'Estat, el consell de ministres (Dîvân Heyeti), el Consell Imperial, compost pel gran visir (Paşa Kapısı) de l'estat otomà. També es diu Kubbealtı, que significa «sota la cúpula», en referència a la cúpula que cobreix la sala principal del consell. Es troba al nord-oest del pati, al costat de la porta de la Felicitat.
La primera sala del consell es remunta al regnat de Mehmet II, però l'edifici actual va ser construït per Alseddin, arquitecte en cap de Solimà I el Magnífic. Va patir modificacions després dels danys causats per l'incendi de l'harem el 1665. Va ser restaurada sota els sultans Selim III i Mahmut II
El lloc va començar a perdre la seva importància al segle xvii, quan l'administració estatal es va traslladar gradualment a la Sublim Porta (Bab-ı Âli), és a dir al gran vizirat, separat del palau, una mica més a l'oest. Es va celebrar l'última reunió del Consell al palau el 30 d'agost de 1876, quan el gabinet (Vükela Heyeti) es va reunir per debatre sobre l'estat de salut de Murat V.
La sala del Consell té diverses entrades, des de l'interior del palau o des del pati. El pòrtic exterior està format per pilars de marbre i pòrfir, amb un sostre verd i blanc de fusta daurada. El terra està pavimentat amb marbre. Les entrades a la sala des de l'exterior són d'estil rococó, amb reixes daurades que deixen entrar la llum. Tot i que els pilars són a l'antic estil otomà, els murals i les decoracions són del període rococó final. L'interior de l'edifici del Consell Imperial consta de tres habitacions adjacents. Dues de les tres habitacions amb cúpula d'aquest edifici s'obren al porxo i al pati. La Divanhane, construït en fusta amb un pòrtic a la cantonada de la Plaça del Divan (Divan Meydani) al segle xv, es va utilitzar posteriorment com a mesquita municipal, però va ser enderrocada el 1916.
1. La primera sala cúpula, on el Consell Imperial va celebrar les seves deliberacions, és la Kubbealtı.
2. La segona sala estava ocupada pel personal de secretaria del Divan Imperial.
3. A la tercera sala anomenada Defterhāne, els escrivans guardaven els arxius i els arxivaven.

A la façana hi ha inscrits versos que esmenten els treballs de restauració realitzats el 1792 i el 1819, sota Selim III i Mahmut II. Les decoracions Rococó a la façana i a l'interior de la sala del Consell daten d'aquest període. La sala principal del Kubbealtı està decorada amb rajoles otomanes de Kütahya. Els tres llargs sofàs, als laterals, eren els seients reservats als funcionaris, amb una petita xemeneia al centre. Una petita bola daurada penja del sostre i representa la terra. Està situada davant de la finestra del soldà i simbolitza la justícia que ha de fer al món, així com la vigilància que ha de mantenir envers els seus visirs.
Els debats en el Consell Imperial van ser sobre qüestions polítiques, religioses i administratives. Les sessions es feien dissabte, diumenge, dilluns i dimarts després de l'oració del matí. Estaven segons un protocol immutable.
Membres del Consell, com ara el gran visir, els visirs, els caps militars de justícia musulmana (Kazaskers) de Rumèlia i Anatòlia, el ministre d'Hisenda i caps d'Hisenda (Defterdar), el ministre d'Afers Exteriors (Reis -ül -Küttab) i de vegades el Gran Muftí (Sheikh ül-Islam) es reunien allà per discutir i decidir sobre assumptes d'estat.
Els altres funcionaris autoritzats eren els secretaris del Consell Imperial (Nişancilar), els titulars del segell Imperial (Tuğra), funcionaris responsables de la redacció de protocols oficials (Tezkereciler) i escrivans que registraven les decisions.
De la finestra amb la quadrícula daurada, esmentada per primera vegada el 1527, el sultà o sultana validat podia seguir les deliberacions del Consell sense que se n'adonessin. A la finestra es podia arribar des dels apartaments Imperials per la Torre de la Justícia (Adalet Kulesi). Quan el sultà donava un fort cop a la porta o corria una cortina vermella, la sessió s'acabava i els visirs acudien un a un a la sala d'audiències (Arz Odası) per informar dels debats al sobirà.
Tots els estadistes, a excepció del gran visir, realitzaven les seves oracions del matí a Santa Sofia i entraven per la porta Imperial segons el seu rang, passant després per la porta de la Salvació a la sala Divan, on esperaven l'arribada del gran visir.
El gran visir realitzava les seves oracions a casa i era acompanyat al palau pels seus ajudants. En arribar, hi havia una cerimònia de benvinguda: abans d'obrir els debats del Divan Imperial, s'acostava a la porta de la Felicitat i saludava, expressant així els seus respectes a la porta de la casa del sultà. Entrava l'habitació i es col·locava directament sota la finestra daurada del soldà; llavors començava el Consell. Els assumptes estatals es consideraven generalment fins al migdia, i després els membres del Consell sopaven a les cambres abans d'escoltar les diverses peticions.
A tots els membres de la societat otomana, homes i dones de totes les religions, se'ls podia concedir una audiència. S'organitzava una important cerimònia per marcar el primer Consell Imperial de cada nou Gran Visir, i també per marcar la seva presentació amb el Segell Imperial. (Mühr-ü Hümayûn). La cerimònia més important tenia lloc cada tres mesos durant la distribució dels sous (ulûfe) dels geníssers. La recepció de dignataris estrangers es feia normalment el mateix dia, creant una oportunitat per reflectir la riquesa i el poder de l'Estat. Els ambaixadors van ser rebuts pel Gran Visir a la Sala del Consell, on es va organitzar un banquet en honor seu.

### Torre de la Justícia

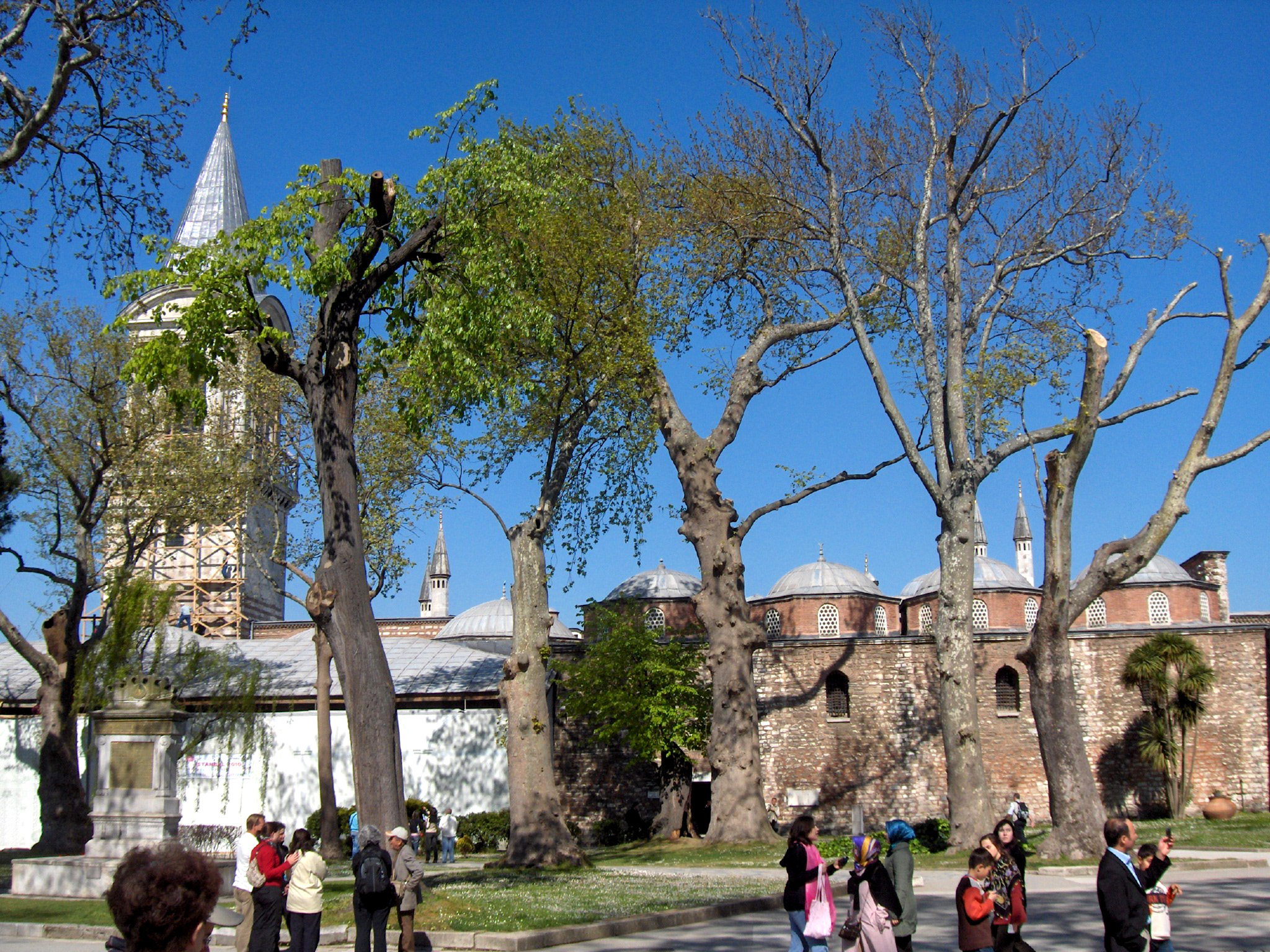
La torre de la justícia vista des del segon tribunal

La Torre de la Justícia (Adalet Kulesi) es troba entre la sala del consell i l'harem. D'alguns pisos, és l'estructura més alta del palau i domina tot el paisatge des del Bòsfor. El seu origen es remunta probablement a Mehmet II. Fou reformat i ampliat per Solimà I el Magnífic el 1527 - 1529.
El sultà Mahmut II va refer la llanterna el 1825, conservant l'estructura existent. Els grans finestrals amb columnes compromeses i el frontó renaixentista evoquen l'arquitectura paladiana.
La torre simbolitzava l'eterna vigilància del soldà contra la injustícia. Visible de lluny, recordava la presència del sobirà a tothom. També era per a aquest últim un punt d'observació des d'on podia veure tota la ciutat i els seus estrets. Les finestres enreixades garantien el principi d'aïllament Imperial. La torre donava accés a la finestra daurada de la cambra del consell, cosa que augmentava encara més el simbolisme de la justícia.

### Tresor Imperial («tresor exterior»)

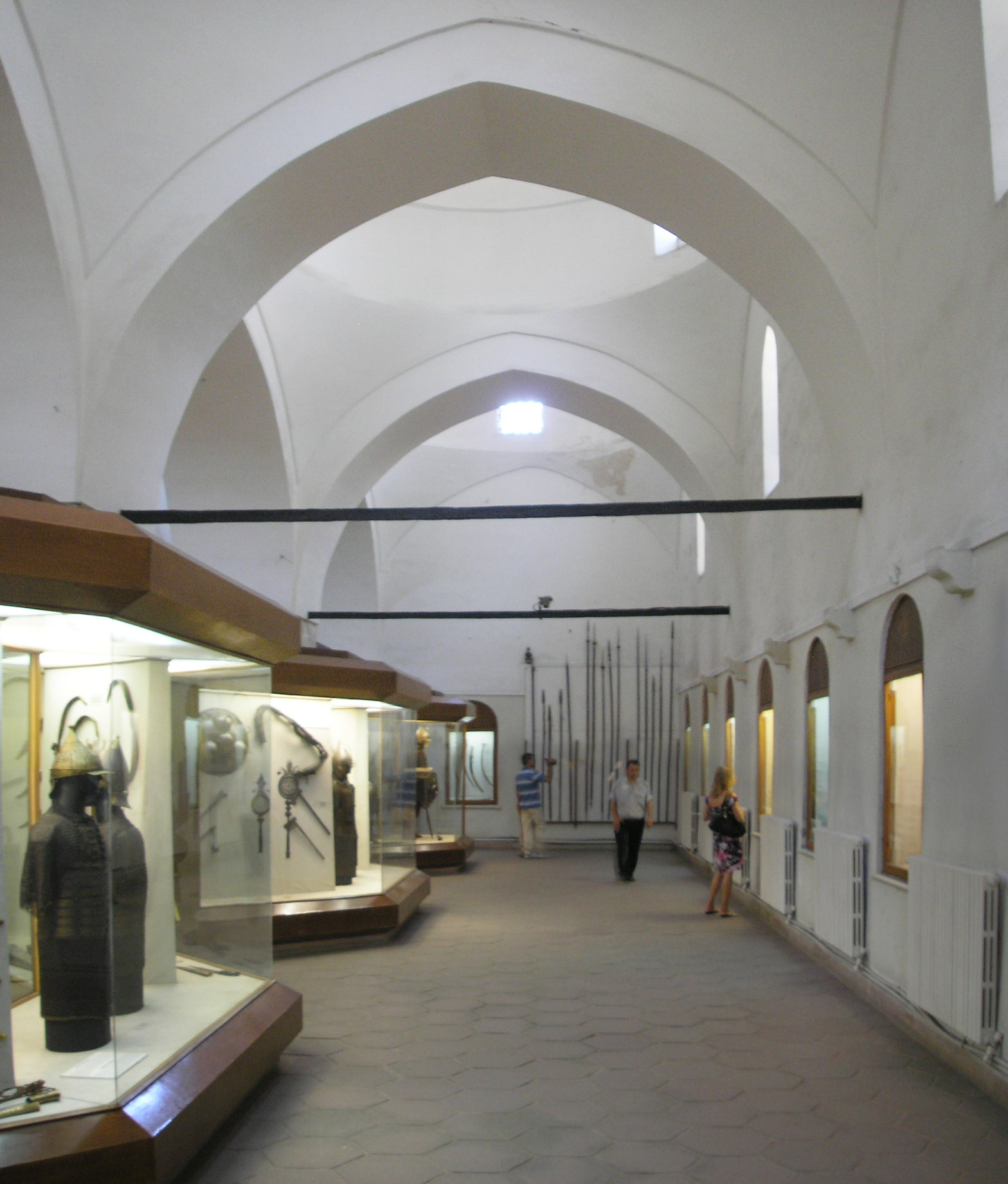
L'ex tresor Imperial ara alberga la col·lecció d'armes i armadures.

L'edifici on es mostren les armes i armadures era un dels tresors del palau (Divan-I Humayun Hazinesi / Hazine-ý Âmire). Ja que hi havia un altre tresor «interior», al tercer tribunal, aquest edifici també es diu «tresor exterior» (turc: Dış hazine). Desconeixem la data exacta de la construcció, però el seu pla i la tècnica utilitzada indiquen que probablement es remunta a la darreria del segle xv i el regnat de Solimà I el Magnífic. Després va patir nombrosos ajustos i reformes. Consisteix en una gran sala de pedra i maó coberta amb vuit cúpules, cadascuna de 5 × 11,40 m. Aquest «tresor» es va utilitzar per a les finances de l'administració estatal. Els kaftans lliurats com a obsequis a visirs, ambaixadors i residents al palau pel servei financer i el soldà, així com altres objectes de valor, també s'hi guardaven. També va ser d'aquesta tresoreria que els geníssers rebien els seus salaris trimestrals anomenats uluefe. El tresor va ser tancat pel segell Imperial confiat al gran visir.
L'exposició de la col·lecció d'armes i armadures es va instal·lar en aquest edifici el 1928, quatre anys després que el palau de Topkapı es convertís en museu.
Les excavacions del 1937 van revelar, davant d'aquest edifici, les restes d'un edifici de l'església romana d'Orient del segle v. No es va poder identificar com cap de les esglésies conegudes del lloc. Es designa amb els noms de «Basílica del Palau Topkapı» o «basílica de palau».
Fora de l'edifici del tresor també hi ha un blanc de pedra (Nişan Taşı) de més de dos metres d'alçada, erigit en commemoració d'una competició de tir celebrada sota Selim III el 1790.

#### Pati d'armes
La col·lecció d'armes (Silah Seksiyonu Sergi Salonu), que consisteix principalment en armes que van romandre al palau en el moment de la seva conversió, és un dels conjunts d'armes islàmiques més riques del món, amb exposicions que abasten un període de 1.300 anys dels segles vii al xx. Aquesta col·lecció d'armes i armadures està formada per objectes d'origen otomà, o de conquestes, o fins i tot rebuts com a regals.
Les armes otomanes constitueixen la major part de la col·lecció. Però també inclou moltes armes omeies i abbasides, així com armes, armadures, cascos, espases i destrals d'origen persa i mameluc. Un nombre menor d'armes procedents d'Europa i Àsia constitueixen la resta de la col·lecció. Actualment, l'exposició compta amb unes quatre-centes armes, la majoria amb inscripcions.

### Porta de la Felicitat

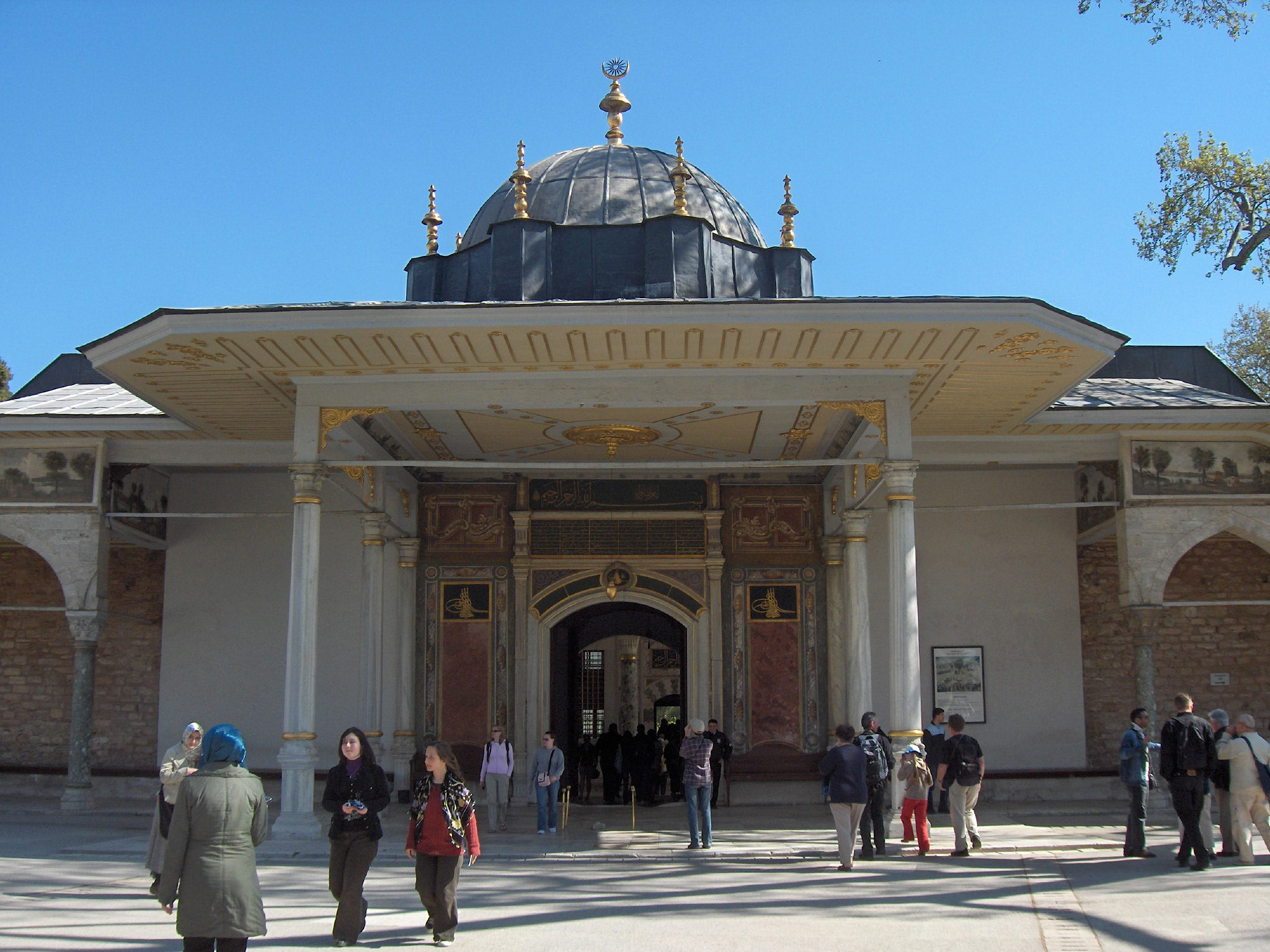
La porta de Felicity (Bâbüssaâde)

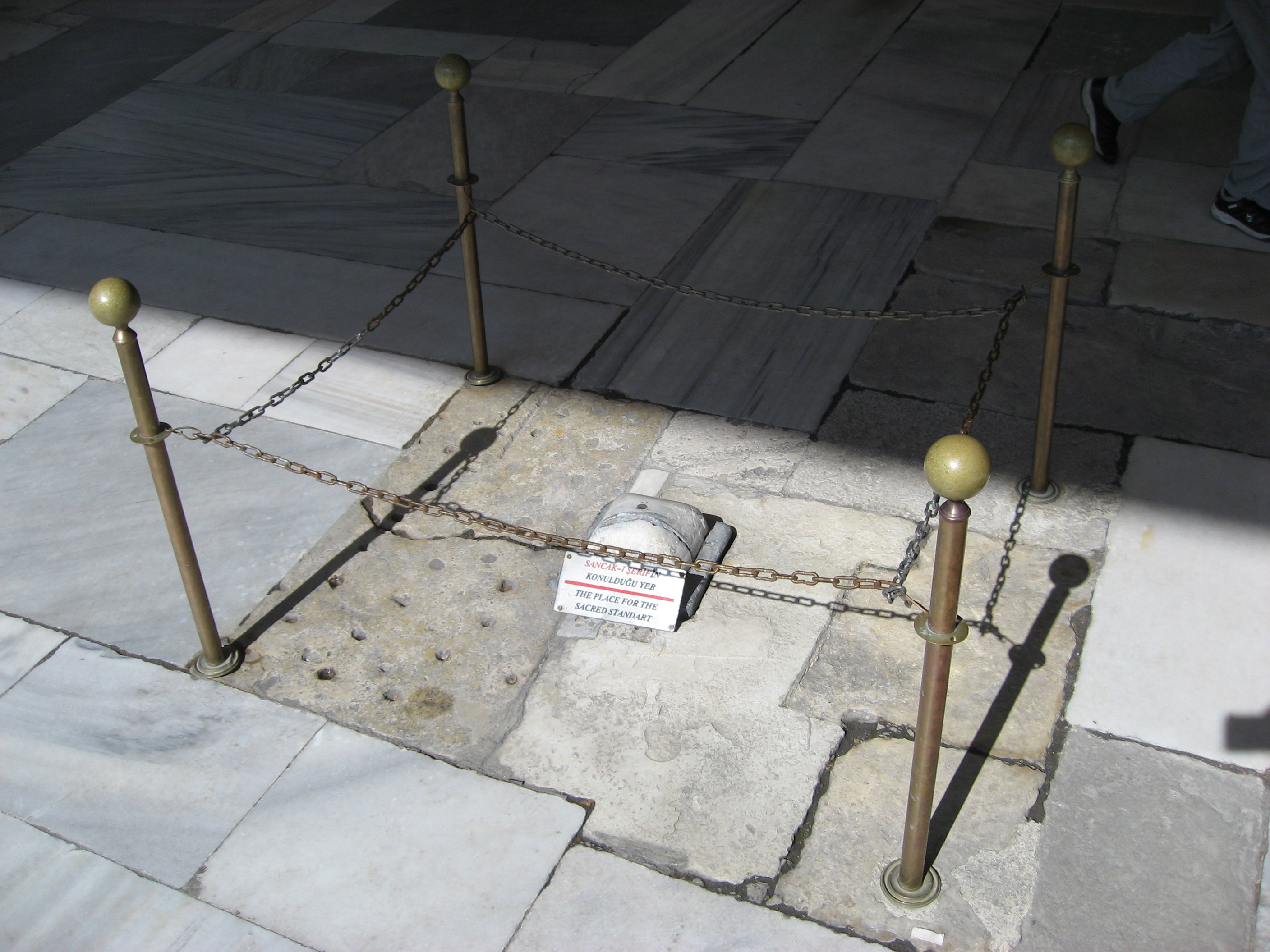
Marca per a la bandera del profeta

La Porta de la Felicitat (Bâbüssaâde o Bab-üs Saadet) és l'entrada al pati interior (Enderûn), o tercer pati, on comencen els apartaments privats del Sultà. La porta té una cúpula sostinguda per prims pilars de marbre. Marca la presència del soldà al palau: ningú no pot passar per aquesta porta sense l'autorització del sultà. Fins i tot al gran visir només se li permetia creuar-lo segons uns temps i unes condicions ben especificats.
La porta es va construir probablement sota Mehmet II, durant el segle xv. Va ser redecorat a l'estil rococó el 1774 per Mustafà III, després per Mahmut II. Podem llegir versos de l'Alcorà a sobre de la porta, així com tuğras. El sostre està parcialment decorat amb full d'or. Els laterals estan decorats amb elements decoratius barrocs i paisatges en miniatura.
El sultà només va aparèixer a aquesta porta i a la Plaça du Divan Meydani durant cerimònies especials. El sultà seia davant de la porta del seu tron les festes religioses (bayramlar), mentre els súbdits i els funcionaris romanien dempeus. Davant d'aquesta porta també es va celebrar el funeral dels sultans.
A cada costat d'aquest passatge en columna controlat pel cap dels eunucs de l'harem, anomenat Bâbüssaâde Ağası, i el personal posat sota la seva responsabilitat, estenia les habitacions dels eunucs, així com les habitacions, grans i petites, de l'escola.
Una petita llosa, joc de tornada a terra davant de la porta, marca el lloc on l'estendard del profeta de l'islam Mahoma va ser desplegat. Aquesta pancarta va ser confiada en una solemne cerimònia al gran visir o al comandant dels exèrcits que anaven a la guerra.

## Tercer pati

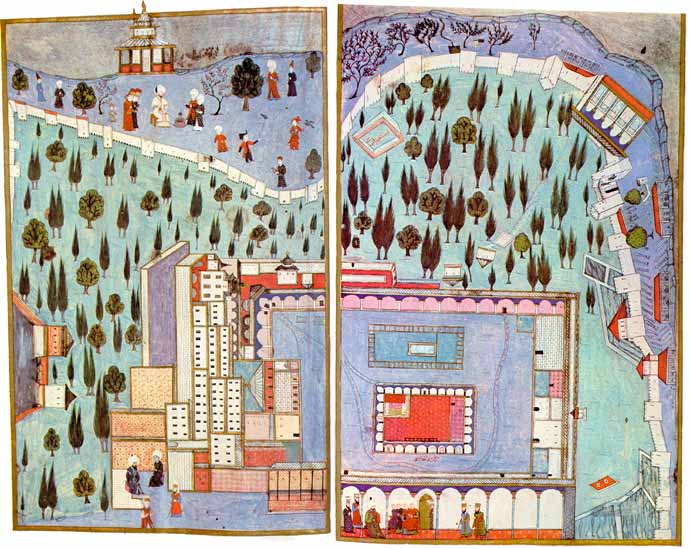
El tercer pati, que es mostra a Hünername el 1584

Darrere de la porta de Felicity hi ha el «tercer pati» (III Avlu), de vegades anomenat «palau interior» (Enderûn Avlusu). Constitueix el cor del palau, el lloc on el sultà vivia fora de l'harem. Es tracta d'un exuberant jardí envoltat per la sala de la cambra privada (Has Oda) ocupada per funcionaris del palau, el tresor intern (que conté alguns dels tresors més importants de l'època otomana, en particular les relíquies sagrades), l'harem i alguns pavellons, amb la biblioteca d'Ahmet III al centre. L'entrada al tercer pati estava estrictament controlada i prohibida als estrangers.
El tercer pati està envoltat pels quarts dels ağas (pàgines), nois al servei del sultà. Van aprendre les arts, com la música, la pintura i la cal·ligrafia. El millor podria convertir-se en Has Odali Ağa (guardians de les relíquies sagrades i servidors personals del sultà), o convertir-se en oficials o alts càrrecs.

El disseny del tercer l va ser definit per Mehmed II. La seva mida és generalment comparable a la del segon pati. El disseny rígid no va permetre molts canvis posteriors. Si Mehmed II no dormia a l'harem, els seus successors eren reclusos al quart tribunal i a l'harem. El venecià Gianfrancesco Morosini va descriure la rutina diària de Murat III el 1585:
| « | En la meva opinió, el sultà no té una vida tan desitjable, ja que roman gairebé tancat al seu serrall en companyia d'eunucs, nois, nans, muts i esclaus, que sembla ser tan dolenta com [la companyia] de les dones, sense la conversa de gent virtuosa amb qui discutir. […] Al matí es lleva relativament tard i, en sortir del barri de les dones on dorm quasi totes les nits, es canvia de disfressa i de seguida menja. Si és dia de Consell, dona audiència a l'agha dels geníssers, als jutges de l'exèrcit i finalment als visirs; i si algú ha estat ascendit a governador d'una província o altra, obté el dret de venir a besar-li la mà sense pronunciar una sola paraula ni rebre resposta. En aquest moment fan el mateix els ambaixadors, altres ministres i prínceps que van a aquesta "porta". […] Quan el visir marxa al cap de poc temps, torna la major part del temps amb les dones, la conversa de les quals l'encanta molt, i si es queda fora, es retira en un dels seus jardins per practicar el tir amb arc i jugar amb els seus muts i bufons. Sovint se li toca música forta i li agrada molt els focs artificials. […] Les obres de teatre són interpretades sovint per ell […] Finalment, sempre torna a l'harem per sopar quan s'acosta la nit, l'hivern com l'estiu. | » |

La miniatura Hünername de 1584 mostra el tercer pati i els jardins exteriors, ja que degueren aparèixer just després de la seva finalització sota Mehmed II. També mostra el sultà a sota en el que sembla un pavelló de platja, ja sigui donant audiència o mantenint-se pels cortesans.
Els visirs hi van venir per presentar els seus informes al soldà. Depenent de la seva actuació, el sultà els agrairia cobrint-los amb regals i assignant-los a un lloc més important, o en el pitjor dels casos fent-los estrangular per eunucs sords-muts. La sala era, doncs, un edifici al qual van entrar els funcionaris sense saber si en sortirien amb vida.
L'actual tron en forma de dosser es va fer per ordre de Mehmet III. Al sostre lacat del tron esquitxat de joies hi ha decoracions de fullatge, així com la representació de la lluita d'un drac, símbol del poder, amb simurg, un ocell mític. Sobre el tron hi ha una manta feta de diversos trossos de brocat cosits amb plaques de maragda, robí i perles.
El sostre de l'habitació estava pintat d'un blau ultramarí esquitxat d'estels daurats. Les rajoles al llarg de la paret eren de color blau, blanc i turquesa. El dormitori estava moblat amb precioses catifes i coixins. L'objectiu era impressionar els visitants i sorprendre'ls amb el poder del sultà. La sala va ser renovada el 1723 per Ahmet III i reconstruïda en la seva forma actual després d'un incendi el 1856 durant el regnat d'Abdülmecit Per tant, l'interior actual és molt diferent del que era originalment.

Dues portes a la façana, que donaven accés a un porxo, estaven destinades als visitants. Una tercera porta, al fons de l'edifici, estava reservada al sultà. Les inscripcions de la porta principal, en forma de monograma del soldà i el soldà d'elogi Abdülmecit I daten de 1856. A sobre de la porta principal, un bàsmala (confessió de fe musulmana 
| « | en nom de Déu el compassiu, el misericordiós | » |

) Es va gravar el 1723 durant el regnat d'Ahmet III. A banda i banda de la porta, es van afegir rajoles durant les reparacions posteriors.

Hi ha una petita font a l'entrada, construïda per Soliman. La font no només s'utilitzava per a ablució, sinó que el seu soroll podia ser útil per tapar converses confidencials o secretes a l'habitació. La font també era un símbol del sultà, la inscripció persa la denominava.
| « | La font de la generositat, la justícia i el mar de la beneficiència | » |

Els regals dels ambaixadors es van col·locar davant d'un gran finestral al mig de la façana principal, entre les dues portes. La porta de Pişkeş, a l'esquerra (Pişkeş Kapısı, Pişkeş que significa regal ofert a un superior), està encapçalada per una inscripció que data del regnat de Mahmut II (1810).
Darrere de la sala del jutjat al costat est hi ha el dormitori de la Força Expedicionària.

### Dormitori de la força expedicionària
El «dormitori del cos expedicionari» (Seferli Koğuşu) alberga la «col·lecció d'armaris Imperials» (Padişhah Elbiseleri Koleksiyonu), una col·lecció d'uns 2 500 vestits, la majoria dels quals són preciosos caftans del sultà. També alberga una col·lecció de 360 ceràmiques, algunes de les quals provenen de la Xina.
El dormitori es va construir sota Murat IV el 1635. L'edifici va ser restaurat per Ahmet III a principis del segle xviii. És adovellat i sostingut per catorze columnes. Al nord-est del dormitori hi ha el Pavelló del Conqueridor.

### Pavelló del Conqueridor

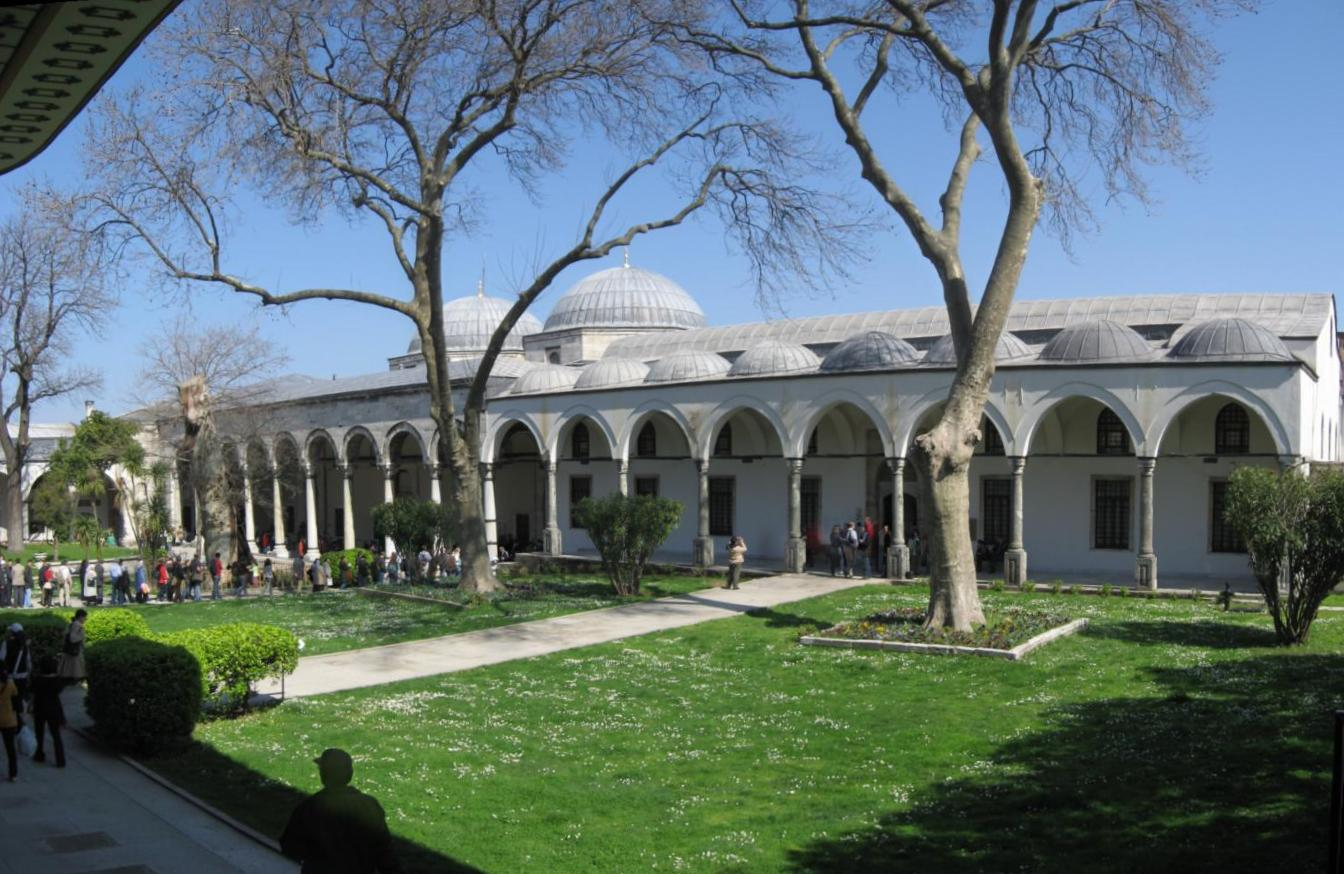
El Pavelló del Conqueridor (Fatih Köşkü) alberga el Tresor Imperial

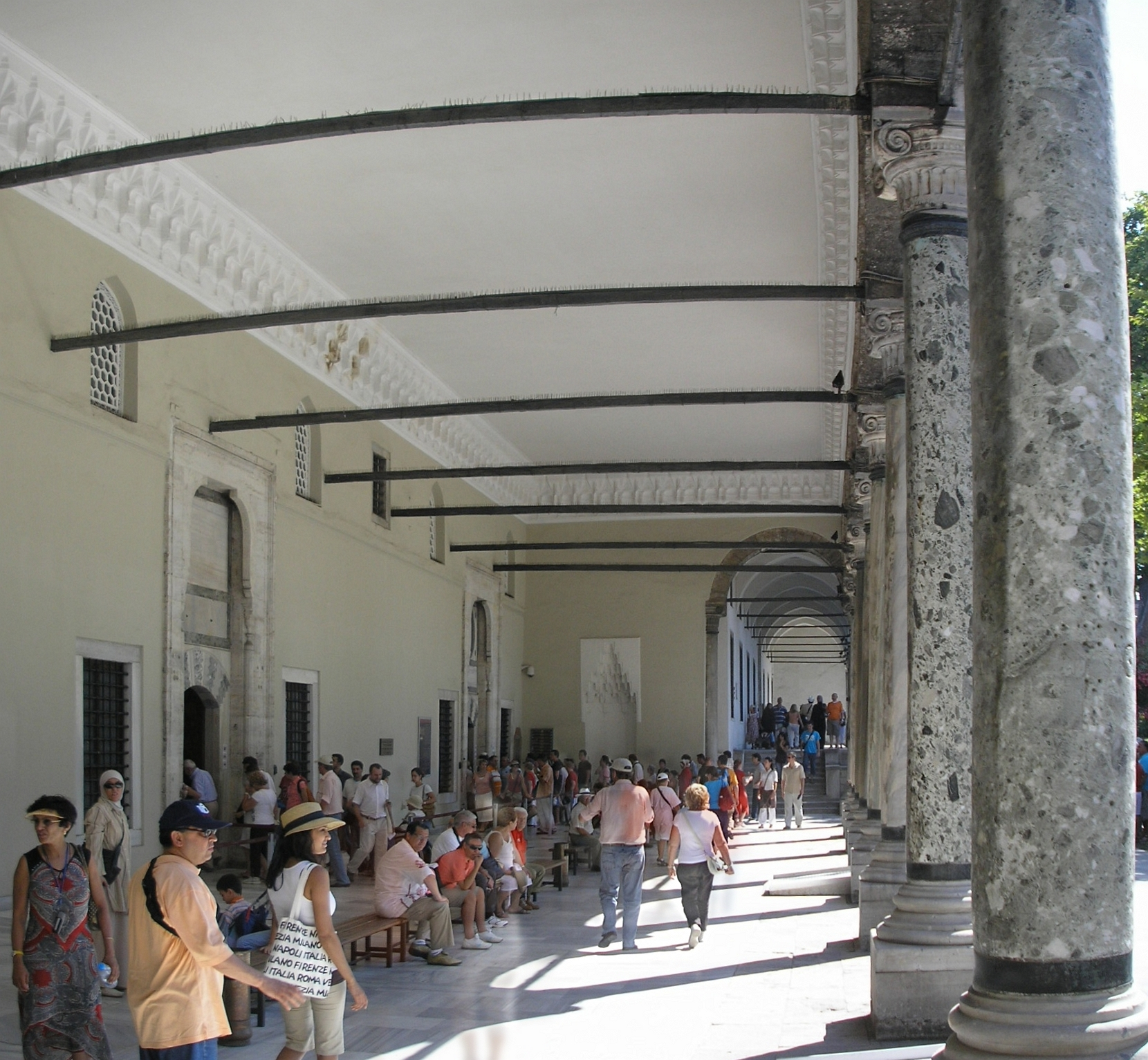
Vestíbul del Pavelló del Conqueridor

El «Pavelló del Conqueridor», també anomenat «Quiosc del Conqueridor» (Fatih Köşkü), amb les seves arcades construïdes en temps de Mehmet II, es troba entre els edificis més antics del palau. El pavelló es va construir cap al 1460, durant la primera construcció: s'utilitzava per allotjar tresors i obres d'art. Allotja el «Tresor Imperial» (Hazine-i Âmire).
El pavelló constava inicialment de tres habitacions, una terrassa amb vistes al mar de Màrmara, un soterrani i un hammam. Consta de dues plantes construïdes sobre una terrassa sobre el jardí, aixecada al cim d'un promontori, sobre un penya-segat que ofereix una magnífica vista del mar de Màrmara i el Bòsfor. El pis inferior estava format per safareigs, mentre que el pis superior era una suite de quatre apartaments i una gran loggia amb arcs dobles. Les dues primeres estances estan cobertes amb una cúpula de considerable alçada. Totes les estances donen al tercer pati a través d'una arcada monumental. El pòrtic amb columnes al costat del jardí s'obre a cadascuna de les quatre estances per una porta d'alçada imponent. Els capitells són d'ordre jònic reduït i probablement daten del segle xviii. El pavelló va ser utilitzat com un tresor per als ingressos d'Egipte sota el soldà I I. Abans d'aquest període, sota Mehmed II i Bayezid II, aquests apartaments devien ser les habitacions més agradables del palau. Les excavacions al soterrani han posat al descobert un petit baptisteri romà d'Orient de planta trifoliada.

#### Tresor Imperial

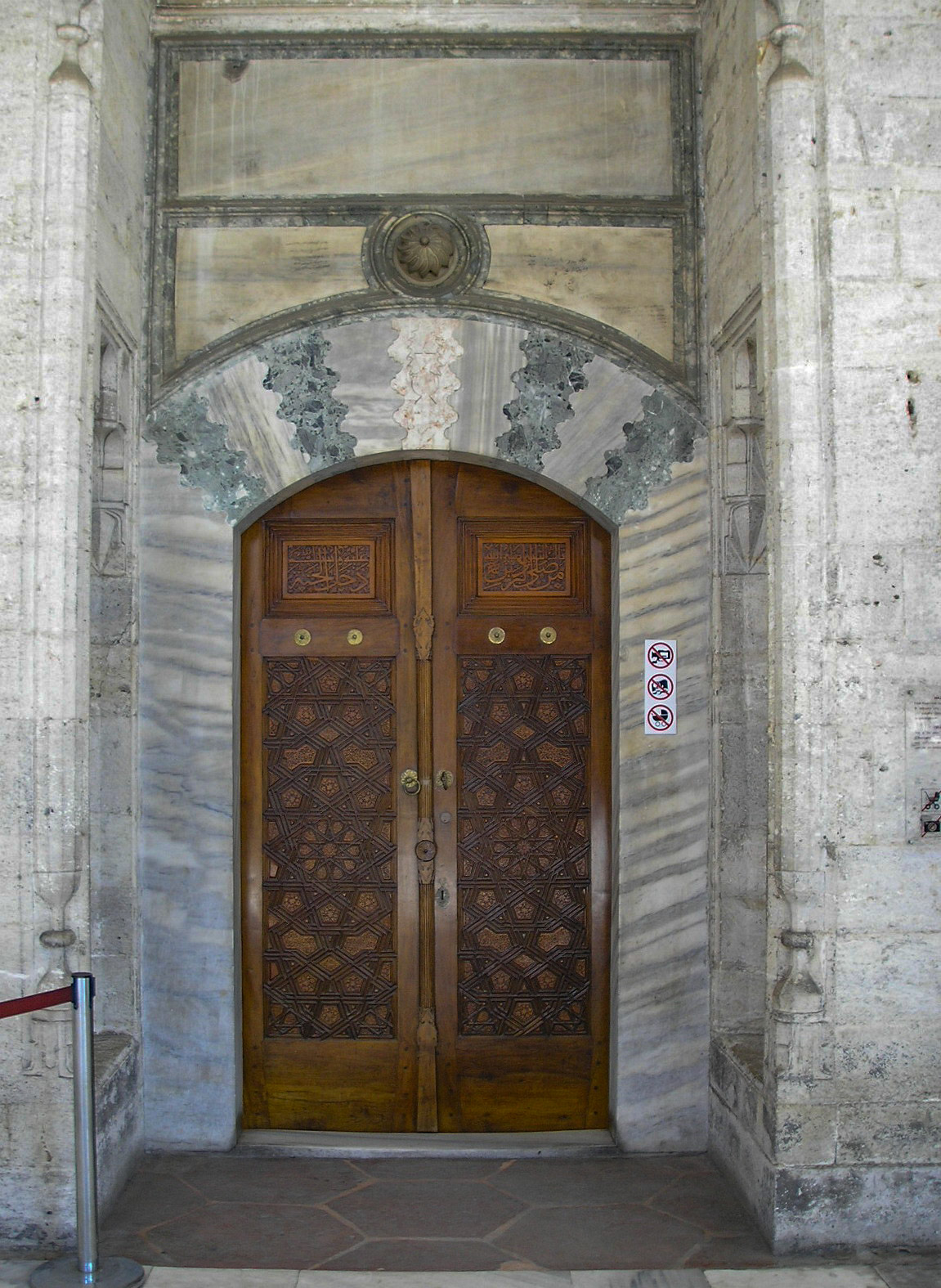
Porta del Tresor Impérial (Hazine-i Âmire)

El «tresor Imperial» és una vasta col·lecció d'obres d'art, joies, objectes preciosos o de valor sentimental, pertanyents a la dinastia otomana. Des que el palau s'ha transformat en museu, s'hi ha exposat una selecció. La majoria dels objectes provenen de regals, de premis de guerra, o de la producció dels artesans del palau. El tresorer en cap (Hazinedarbaşı) era responsable de la tresoreria. En el seu accés al tron, era costum que els sultans fessin una visita formal al tresor.
Entre els nombrosos tresors que es mostren a les quatre sales adjacents, la primera exposa una de l'armadura del sultà Mustafà III, feta d'una cota de malla de ferro decorada amb or i incrustada de joies, amb l'espasa, el seu escut i els seus braços. L'aparador següent mostra diverses portades de l'Alcorà decorades amb comptes que van pertànyer als sultans. El tron de Murat IV és amb incrustacions de nacre perla i ivori. Una caixa de música d'or índia, amb un elefant daurat a la part superior, datat del segle xvii. En altres vitrines, veiem ulleres decorades amb gemmes rares, pedres precioses, maragdes i diamants.
La segona habitació alberga la Daga de Topkapı. La seva guàrdia daurada està adornada amb tres grans maragdes, cobertes amb un rellotge d'or amb una coberta maragda. La funda d'or està coberta de diamants i esmalts. El 1747, el sultà Mahmut I va fer aquesta daga a Nàdir-Xah Afxar, però va ser assassinat abans que l'emissari hagués arribat a les fronteres de l'Imperi. El soldà, doncs, va guardar la daga. Ella és el tema de la pel·lícula Topkapi.
El mig de la segona sala està ocupada pel tron de l'ofegament d'Ahmet I, incrustat de nacre i closca de tortuga, construït per Sedefhar Mehmet Ağa. Sota el dosser hi ha un penjoll daurat amb una maragda gran. La següent vitrina mostra els plomalls dels sultans i els seus cavalls, cobertes de diamants, maragdes i robins. Un bol de jade, amb forma de vaixell, és un regal del tsar Nicolau II de Rússia.
La joia més espectacular de la tercera peça és el diamant del fabricant de culleres, engastat en plata i envoltat per dues fileres de 49 diamants tallats. La llegenda diu que aquest diamant va ser comprat per un visir en un basar, i el propietari creia que era un cristall sense valor. Entre les exposicions hi ha dos grans canelobres d'or, cadascun amb un pes de 48 kg i muntats amb 666 diamants. Aquests canelobres van ser oferts a Abdülmecit a la Kaba. Van ser portats de nou a Istanbul poc abans de la caiguda de l'Imperi i la pèrdua del control de la Meca. El tron daurat cerimonial, decorat amb turmalines, va ser produït el 1585 per ordre del visir Ibrahim Paixà d'Egipte i presentat al sultà Murat III. Aquest tron es va instal·lar davant de la Porta de la Felicitat durant audiències especials.
El tron del sultà Mahmut I és el punt culminant de la quarta peça. Aquest tron daurat d'estil indi, decorat amb perles i maragdes, va ser un regal del cap persa Nàdir-Xah Afxar al segle xviii. Una altra peça interessant és el reliquiari de la mà de Sant Joan Baptista, cobert d'or. Diverses exposicions mostren una col·lecció de pistoles de sílex, espases, culleres, totes elles decorades amb or i joies. De particular interès és el reliquiari daurat que contenia el mantell de Mahoma.

### Galeria de miniatures i retrats

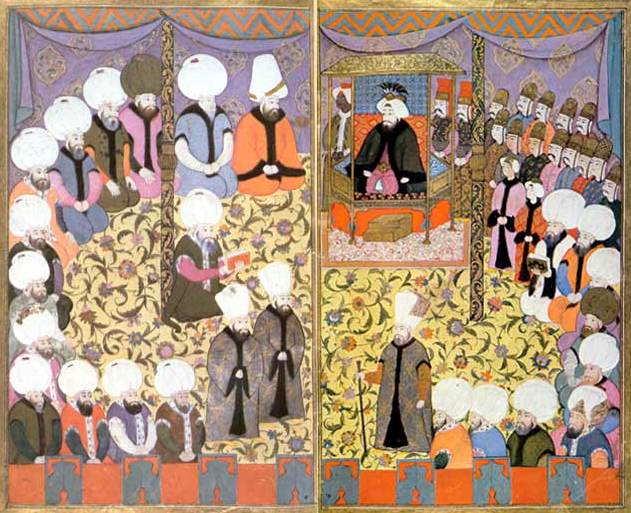
Imatge de Surname-ı Vehbi, guardada al palau

Just al nord del Tresor Imperial, el Dormitori dels patges s'ha transformat en «galeria de miniatures i retrats» (Müzesi Müdüriyeti). A la planta baixa hi ha una gran col·lecció de cal·ligrafies i miniatures. Es poden veure alcorans molt antics i molt valuosos (del segle xii al xvii), escrit i il·lustrat en cúfic i una bíblia del segle iv, escrit en àrab. Un element inestimable d'aquesta col·lecció és el Primer mapa del món de l'almirall turc Piri Reis (1513). El mapa mostra parts de les costes occidentals d'Europa i el nord d'Àfrica amb una precisió raonable. La costa del Brasil també és fàcilment reconeixible. La part superior de la galeria conté 37 retrats de sultans, la majoria d'ells còpies, ja que els originals són massa fràgils per ser exposats. Un retrat de Mehmet II és del pintor venecià Gentile Bellini. Altres miniatures valuoses es conserven en aquesta galeria o a la biblioteca o en altres parts del palau. Els més notables són Hünername, Sahansahname, Albums Sarayı, Siyer-ı Nebi, Surname-ı Hümayun, Surname-i Vehbi, i Süleymanname.

### Biblioteca Enderûn (Biblioteca Ahmet III)

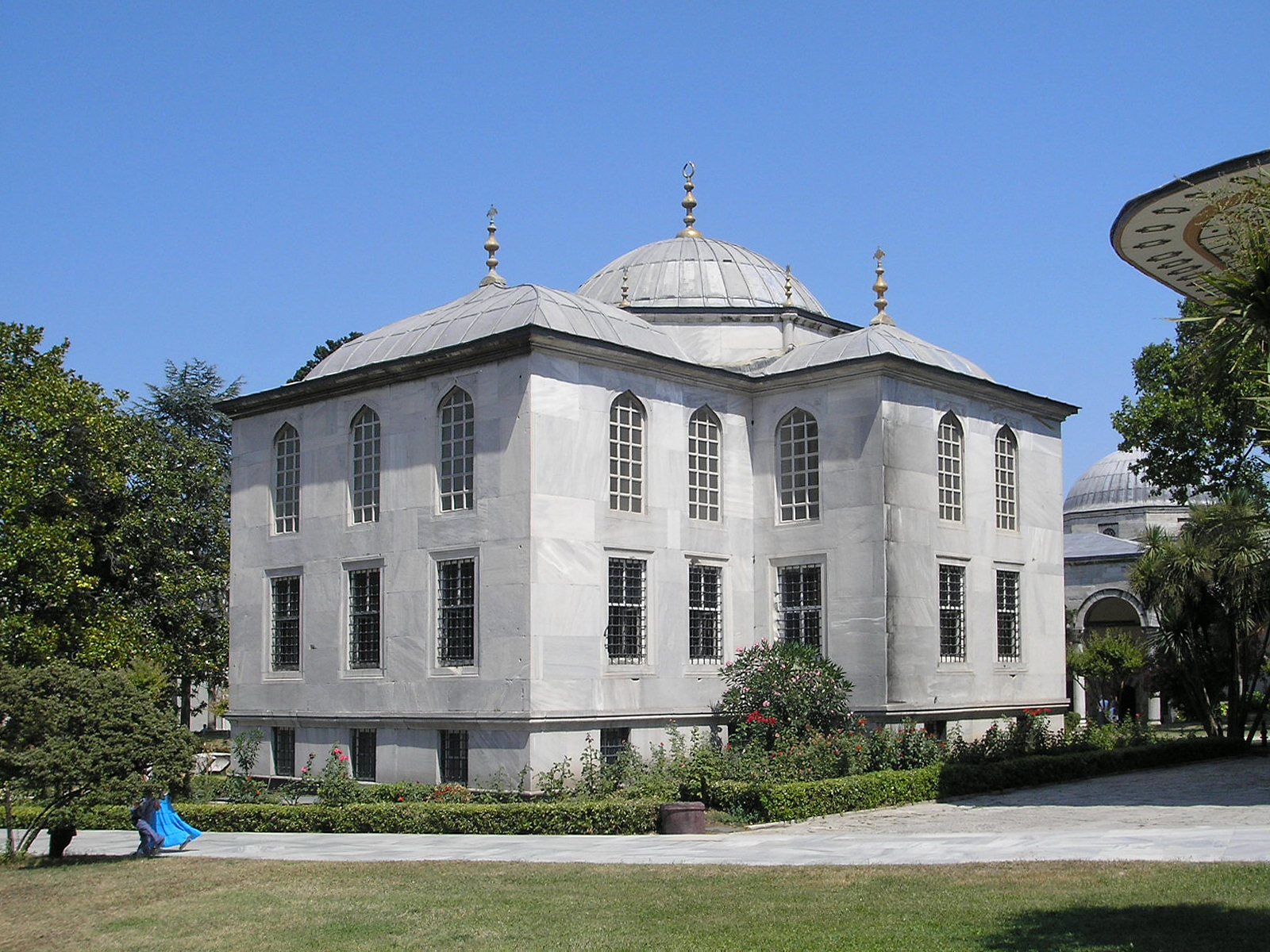
La biblioteca Enderûn

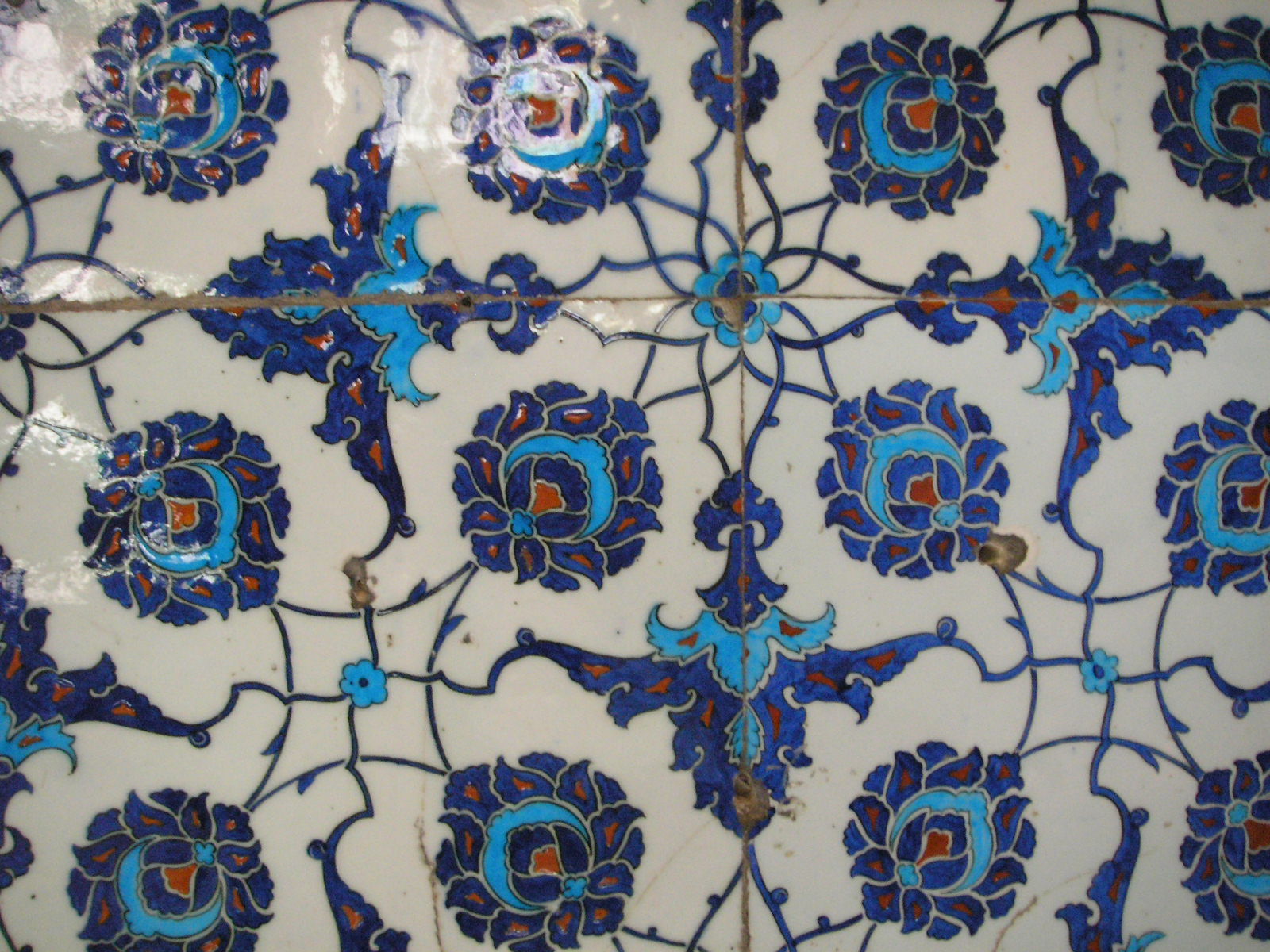
Rajoles Iznik dins de la biblioteca

El «Biblioteca Enderûn» (Enderûn Kütüphanesi), també conegut com a «Biblioteca del sultà Ahmet III» (III Ahmet Kütüphanesi), és un edifici neoclàssic situat darrere de la sala d'audiències (Arz Odası), al centre del tercer pati. Va ser construït sobre els fonaments del quiosc Havuzlu per l'arquitecte Imperial Mimar Beşir Ağa l'any 1719, per ordre d'Ahmet III, per a l'ús dels funcionaris de la casa reial. La columnata d'aquest quiosc anterior és probablement la que s'alça davant del tresor actual.
La biblioteca és un magnífic exemple de l'arquitectura otomana del segle xviii. Revestit de marbre a l'exterior, té forma de creu grega amb un vestíbul central cobert amb una cúpula i tres ales rectangulars. El quart braç de la creu està format pel porxo al qual s'hi accedeix per una escala a banda i banda. Sota l'arc central del pòrtic hi ha una font, amb nínxols per beure a banda i banda. L'edifici està construït sobre un soterrani baix, per protegir els llibres valuosos de la floridura.
Les parets sobre les finestres estan decorades amb rajoles d'Iznik del segle xvii de patrons variats. Es va pintar la cúpula central i els vestíbuls de les ales rectangulars. La decoració sota la cúpula i a les ales és típica del segle de les Tulipes, que va durar de 1703 a 1730. Els llibres es guardaven als nínxols de les parets. Una alcova davant de l'entrada hi havia el lloc privat de lectura del sultà.
La biblioteca estava annexa a l'escola dels patges del sultà (Enderun-i Hümayun Mektebi, comunament anomenat Enderûn, «interior») que formava funcionaris de l'administració, l'exèrcit i el palau. Incloïa llibres sobre teologia i dret islàmic en turc otomà, àrab i persa i contenia més de 3.500 manuscrits. Alguns són bons exemples d'incrustacions de nacre i ivori. Avui les obres es conserven a la mesquita d'Ağas (Ağalar Camii), situada a l'oest de la biblioteca. Un altre objecte important és el manuscrit de Topkapı, una còpia de l'Alcorà que es remunta a l'època del tercer califa Uthman ibn Affan.

### Mesquita d'Agas
La «Mesquita d'Agas» (Ağalar Camii) és la mesquita més gran del palau. També és una de les construccions més antigues, datada del segle xv, durant el regnat del sultà Mehmet II. El soldà, les ağas i els patges hi anaven a pregar. La mesquita està situada en diagonal al pati, de manera que el minbar pugui mirar a La Meca. El 1928, els llibres de la biblioteca d'Enderûn s'hi van traslladar per fer-lo «biblioteca del palau» (Sarayı Kütüphanesi), que acull una col·lecció de prop de 13.500 llibres i manuscrits turcs, àrabs, perses i grecs. Al nord-est de la mesquita hi ha la col·lecció de retrats Imperials.

### Dormitori dels patges reials

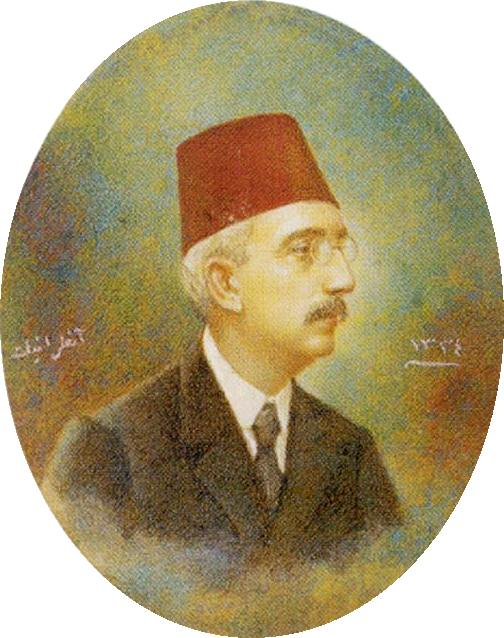
Fotografia de l'últim sultà Mehmet VI Vahidettin

El «dormitori dels patges reials» (Hasoda Koğuşu) allotja la col·lecció de retrats Imperials (Padişah Portreleri Sergi Salonu). Formava part dels apartaments del soldà. Els sultans otomans estan representats per pintures, i per unes poques fotografies rares pels últims entre ells. La sala té aire condicionat per protegir els retrats. Com que els sultans poques vegades apareixien en públic, i per preservar la sensibilitat islàmica pel que fa a la representació dels humans, els retrats antics són essencialment idealitzacions i no reflecteixen la realitat. Va ser només després del regnat modernitzador de Mahmut II que es van fer retrats realistes. Podeu veure un interessant arbre genealògic dels governants otomans.
La cúpula està sostinguda per pilars d'origen romà d'Orient , una creu és ben visible, gravada en un d'ells.

### Habitació privada
L'«habitació privada» acull les «cambres fortes sagrades» (Kutsal Emanetler Dairesi), que inclou el «pavelló del Sant Mantell». Aquestes habitacions van ser construïdes per Sinan durant el regnat de Murat III. Van ser una vegada les oficines del sultà.
Alberguen el mantell del profeta Mahoma, la seva espasa, una dent, un cabell de la seva barba, els seus sabres de batalla, una carta autògrafa i altres relíquies conegudes com a Relíquies Sagrades. Es presenten altres relíquies, com les espases dels quatre primers califes, el bàcul de Moisès, el turbant de Josep, i una catifa de la filla de Mahoma. Fins i tot el sultà hi tenia accés un cop l'any, el 15è dia del ramadà. Avui tothom pot veure aquestes relíquies i molts musulmans hi van en pelegrinatge.
Les arcades es van afegir durant el regnat de Murat III, però van ser alterades quan es va afegir la sala de la circumcisió. Una arcada podria haver estat construïda al lloc del temple de Posidó, que va ser transformat abans del segle x a l'església de Saint-Menas.
La sala privada es va transformar en safareig per als funcionaris des de la porta de la Felicitat (Saadet Kapısı) a la segona meitat del segle xix, afegint-hi un enclavament a la columnata de la sala privada del pati d'Enderûn.

## Harem

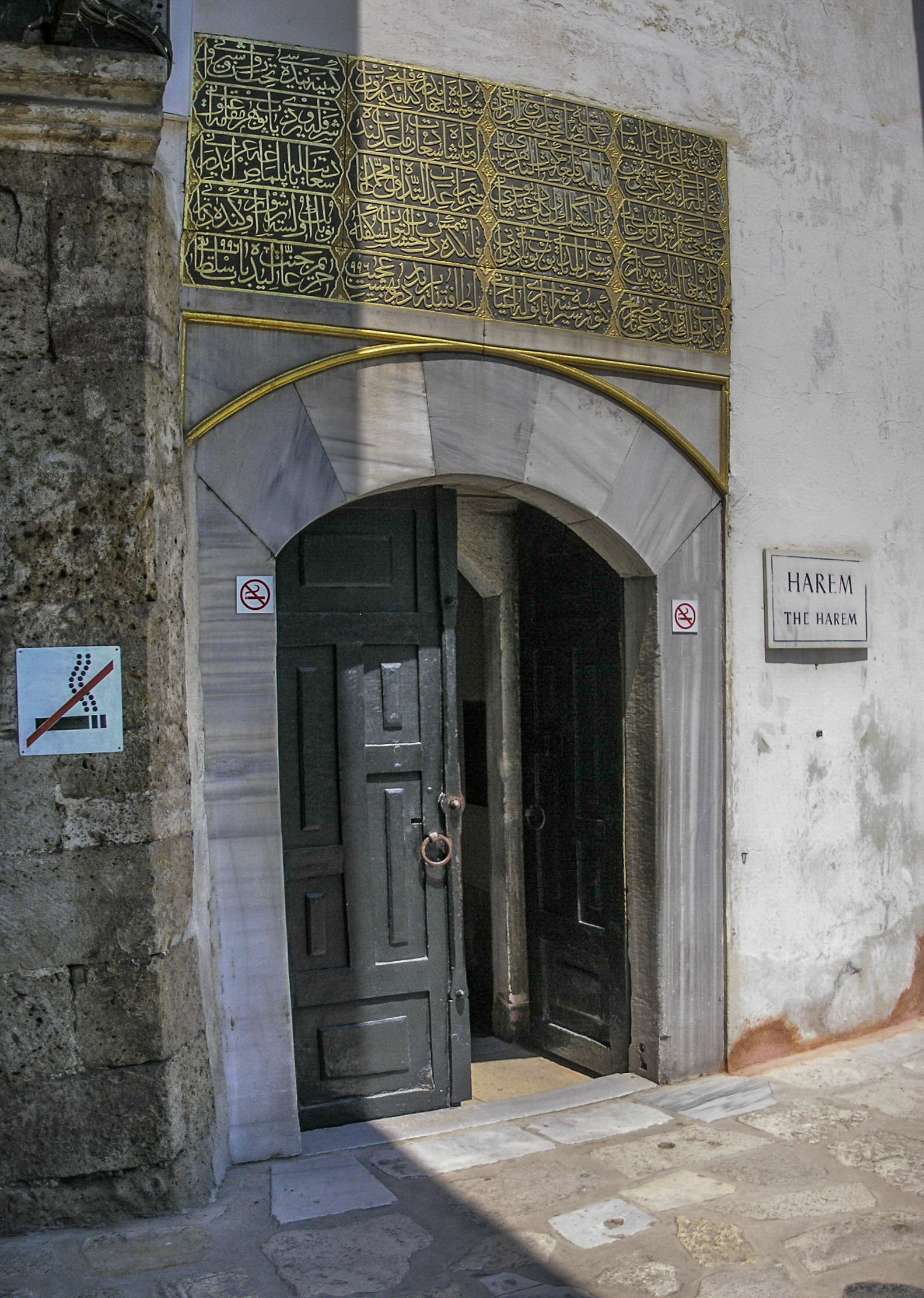
Porta de l'entrenador.

L'«harem Imperial» (Harem-i Hümayûn) és una vasta col·lecció d'habitacions que formen part dels apartaments privats del sultà. L'harem era la residència de la mare del sultà, la sultana mare, les concubines i esposes del sultà, la resta de la seva família, inclosos els nens, i els seus servents. Consta d'una sèrie d'edificis i estructures connectades per passadissos i petits patis. Cada nucli jeràrquic o grup de serveis que residia a l'harem tenia el seu propi espai habitable agrupat al voltant d'un pati. L'harem té més de 300 sales, de les quals només una petita part està oberta al públic. Aquests apartaments (daireler) estaven ocupats respectivament per eunucs, el cap eunuc de l'harem (Darüssaade Ağası), concubines, la reina mare, les dones del sultà, prínceps i favorits. Estava prohibit entrar a l'harem. Es calcula que l'harem acollia 400 persones: 300 dones i 100 eunucs per cuidar-les. Malgrat la seva condició d'esclau, hi havia una jerarquia entre ells. A la cima: la totpoderosa sultana mare, la reina-mare, després la favorita, les concubines en títol, les que havien tingut fills del sultà, les concubines ocasionals i finalment les novícies que entraven cap als 12-15 anys i s'encarregaven de tasques treballadores domèstiques. Les dones vivien totalment recluses, però no obstant això gaudien d'un immens poder d'influència. Sabien utilitzar els mitjans febles que tenien a la seva disposició. Les seves filles, les princeses, estaven casades amb el Gran Visir o amb personatges importants i sovint assumien el paper d'agent doble, igual que els seus eunucs, que estaven en contacte amb el món exterior.
L'harem no es va construir fins a finals del segle xvi. La majoria dels seus elements van ser dissenyats per Mimar Sinan. Aquesta part del palau s'obre al segon pati (Divan Meydanı) a través de la porta del carruatge (Arabalar Kapısı). Ha crescut al llarg del temps al llarg del Corn d'Or. S'ha convertit en un complex enorme. Els edificis que s'hi van construir entre el segle xvi i principis del xix són representatius de l'evolució estilística de l'art de palau. Després d'un incendi important el 1665, algunes parts van ser redecorades sota Osman III i Mahmut II en un estil inspirat en el barroc italià. Aquestes decoracions contrasten amb les de l'època otomana clàssica.

Pla Harem del Palau de Topkapı
Harem: 1) La porta de l'autocar i el Tresor de l'Harem / Cúpula de l'armari 2) Sala d'ablucions o vestíbul amb Şadırvan, o sofà Şadırvanlı 3) Pati i dormitoris dels eunucs de l'harem - Cap de quarts d'eunucs i escola de prínceps - porta de l'aviari (sortida) de l'harem) 4) Porta principal de l'harem i sentinella 5) Cort de la Sultana mare - Quarters dels prínceps consorts, prínceps, el criat en cap, el superintendent i criats 6) Cort de les concubines i esposes - barri del sultà família - dormitoris i bany 7) Sales de la sultana mare 8) Hammam del sultà i de la sultana mare.
Apartaments privats de Soldà: 9) Sala Imperial - Els apartaments d'Abdülhamit I, Selim III i Osman III 10) Habitació amb llar de foc - Habitació amb font 11) Sala privada de Murat III - Biblioteca d'Ahmet I i menjador d'Ahmet III 12) Pavelló doble (apartaments) dels prínceps de la corona) 13) Terrassa i apartaments dels favorits / avantsala entre el quart masculí i femení 14) Camí daurat.

### Porta de les carrosses / cúpula de l'armari
L'accés des del segon pati és el «porta del carro» (Arabalar Kapısı) que lidera la «cúpula d'armaris» (Dolapli Kubbe). Aquest vestíbul va ser construït el 1587 per Murat III. S'hi va instal·lar el tresor de l'harem. En els armaris es recollien actes notarials gestionats pel cap eunuc, diners de les fundacions pietoses de l'harem, així com els comptes del soldà i la família Imperial.

### Sala de la font d'ablució

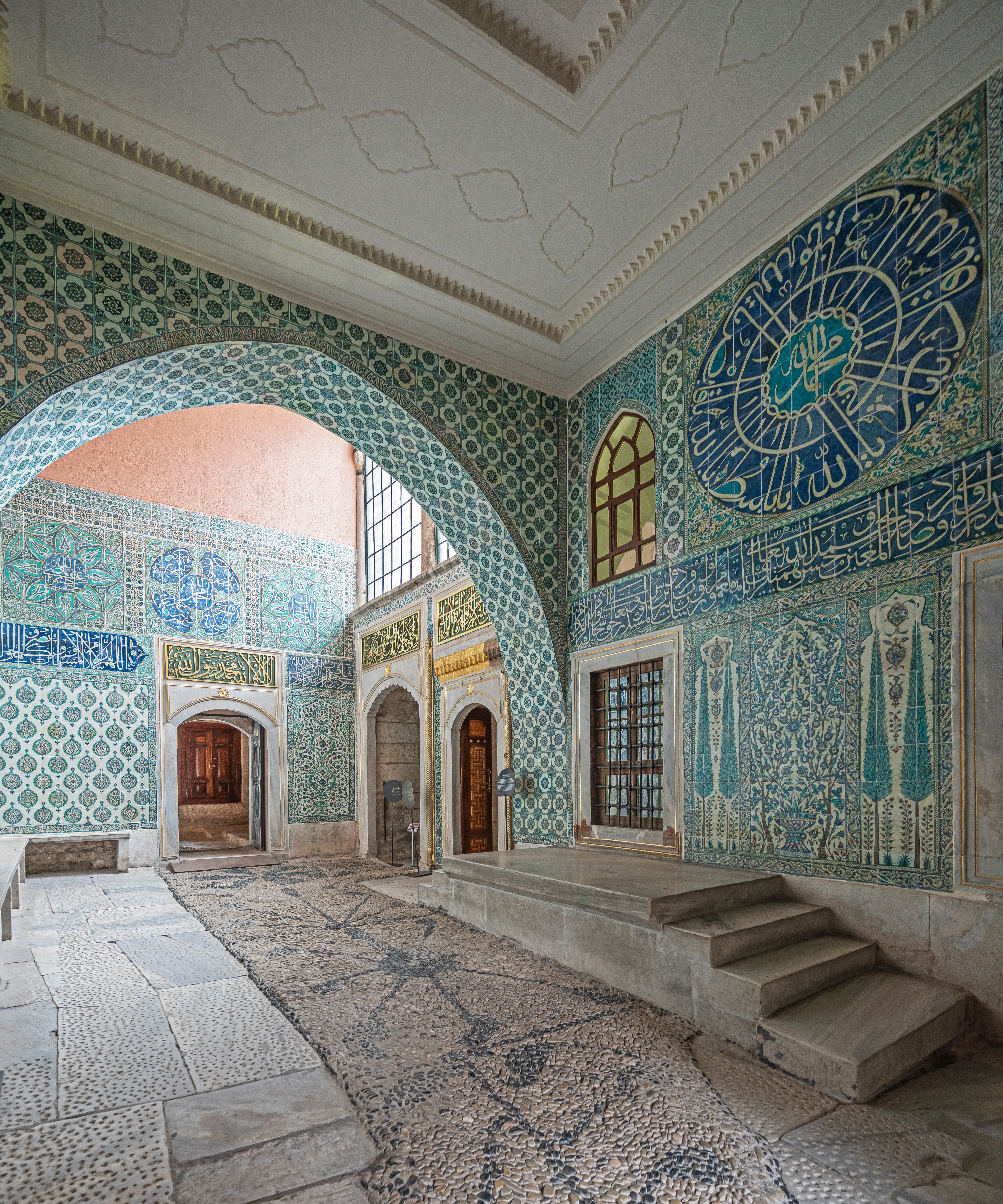
Sala de la font d'ablució

La «sala de la font d'ablució», També anomenada «vestíbul amb Şadırvan» (Sofà Şadırvanlı) va ser renovat després de l'incendi a l'harem el 24 de juliol de 1665. Aquest espai servia de vestíbul d'entrada a l'harem; era custodiada pels eunucs. Els accessos Büyük Biniş (gran entrada) i Şal Kapısı (la porta del xal), que connecten l'harem, el jardí privat, la mesquita dels eunucs de l'harem i la torre de la justícia condueixen a aquest lloc. Les parets estan cobertes de ceràmica Kütahya del segle xvii. Una parada estable davant de la mesquita era utilitzada pel soldà quan anava a cavall; els bancs eren utilitzats pels guàrdies. La font que dona nom a aquesta sala ha estat traslladada a la piscina de la cambra de Murat III.
Al costat esquerre, trobem la petita mesquita dels eunucs negres. Les rajoles de color verd aigua, blanques i blaves mitjanes daten del regnat de Mehmet IV (segle xvii). El seu disseny és d'un alt nivell artístic, però la realització és força habitual en comparació amb els anteriors.

### Pati dels eunucs

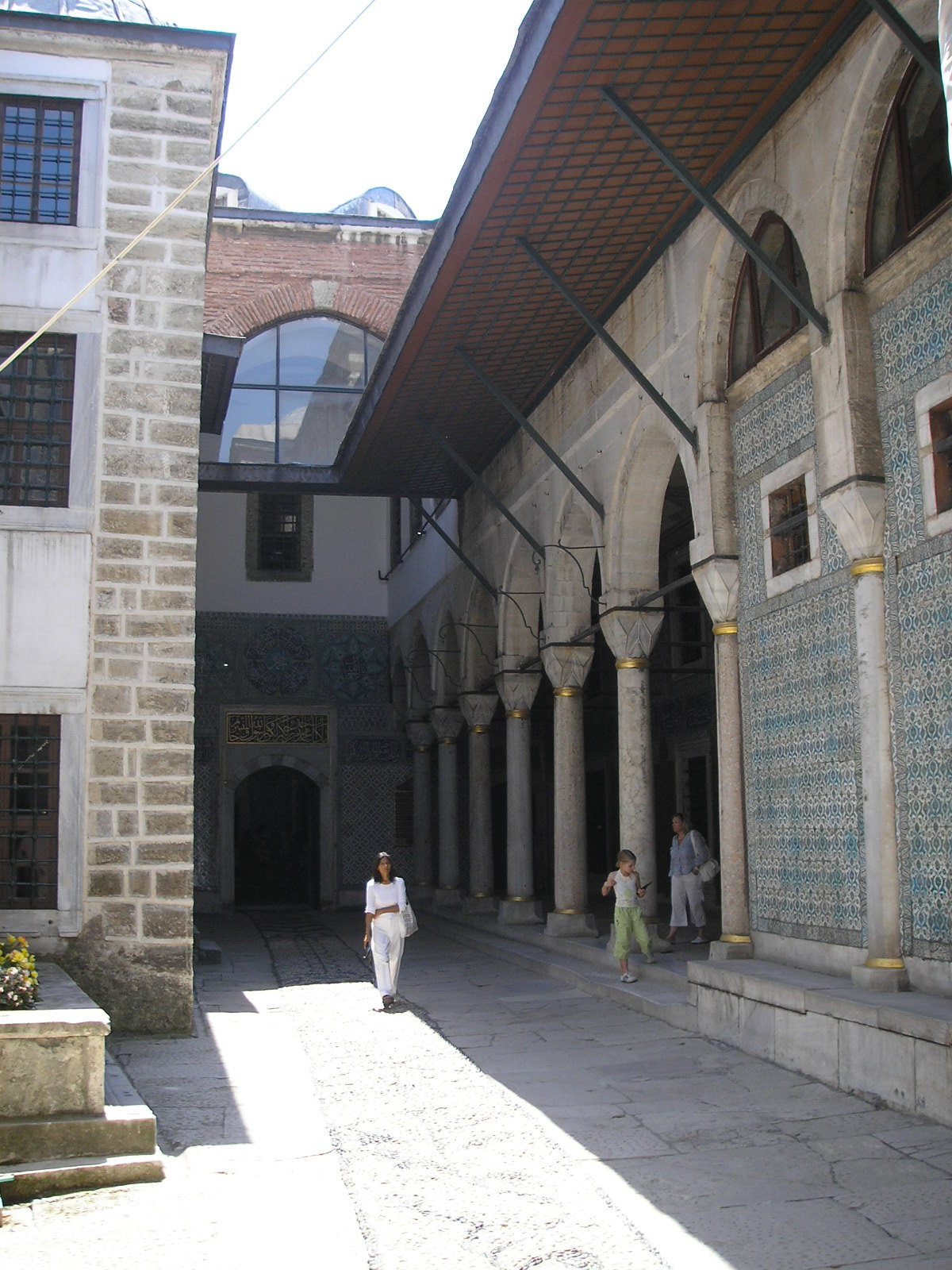
Pati dels eunucs

Una altra porta porta al «pati dels eunucs negres» (Harem Ağaları Taşlığı), amb els seus apartaments a l'esquerra. Al final del pati hi ha l'apartament del cap dels eunucs negres (Kızlar Ağası), la quarta figura més important del protocol oficial. A l'interval hi ha l'escola dels prínceps Imperials amb rajoles precioses dels segles xvii i xviii i panells daurats. A l'altre extrem del pati hi ha la porta principal de l'harem (Cümle Kapısi). L'estret passadís de l'esquerra condueix als apartaments de les odalisques (esclaus blancs regalats al soldà).
Molts dels apartaments dels eunucs donen a aquest pati, el primer de l'harem, perquè també eren guàrdies sota les ordres del cap eunuc. Els espais que envolten aquest pati van ser reconstruïts després del gran incendi de 1665. El complex inclou el dormitori dels eunucs darrere del pòrtic, les sales dels principals eunucs de l'harem (Darüssaade Ağası), l'escola de prínceps i oficials de palau (Musahipler Dairesi) i un cos de guàrdia. La porta principal de l'harem i la porta de Kuşhane al pati d'Enderûn estan connectades amb aquest pati.
Els dormitoris dels eunucs de l'harem (Harem Ağaları Kogusu) daten del segle xvi. S'organitzen al voltant d'un pati interior de tres plantes. La inscripció a la façana del dormitori cita les actes fundacionals del sultà Mustafà IV, Mahmut II i Abdülmecit, que es remunten al segle xix. Les habitacions dels pisos superiors estaven destinades als novells i les que donaven al pati eren ocupades per eunucs amb funcions administratives. A la part inferior hi ha una llar de foc monumental coberta de rajoles de Kütahya del segle xviii.
Els apartaments del cap dels eunucs negres de l'harem (Darüssaade Ağasi Dairesi) adjacents al dormitori contenen un bany, sales d'estar i un dormitori.
La sala de l'escola dels prínceps, sota el control de l'eunuc en cap, es trobava al pis superior. Les parets estaven cobertes amb ceràmica europea amb decoració barroca.

### Entrada principal
L'entrada principal (Cümle Kapisi) separa l'harem, on vivia la família i les concubines del sultà, de la cort dels eunucs. La porta condueix a la caseta de guàrdia (Nöbet Yeri) a la qual estan connectades les tres seccions principals de l'harem. La porta a l'esquerra de la caseta de guàrdia condueix pel passatge de la concubina fins al pati de la concubina (Kadınefendiler Taşlığı). La porta del mig condueix a la Cort de la Sultana Mare (Valide Taşlığı) i la porta dreta condueix a la Carretera Daurada (Altınyol) i més enllà a les estances del Sultà. El gran mirall d'aquesta habitació data del segle xviii.

### Cort de la Sultana Mare

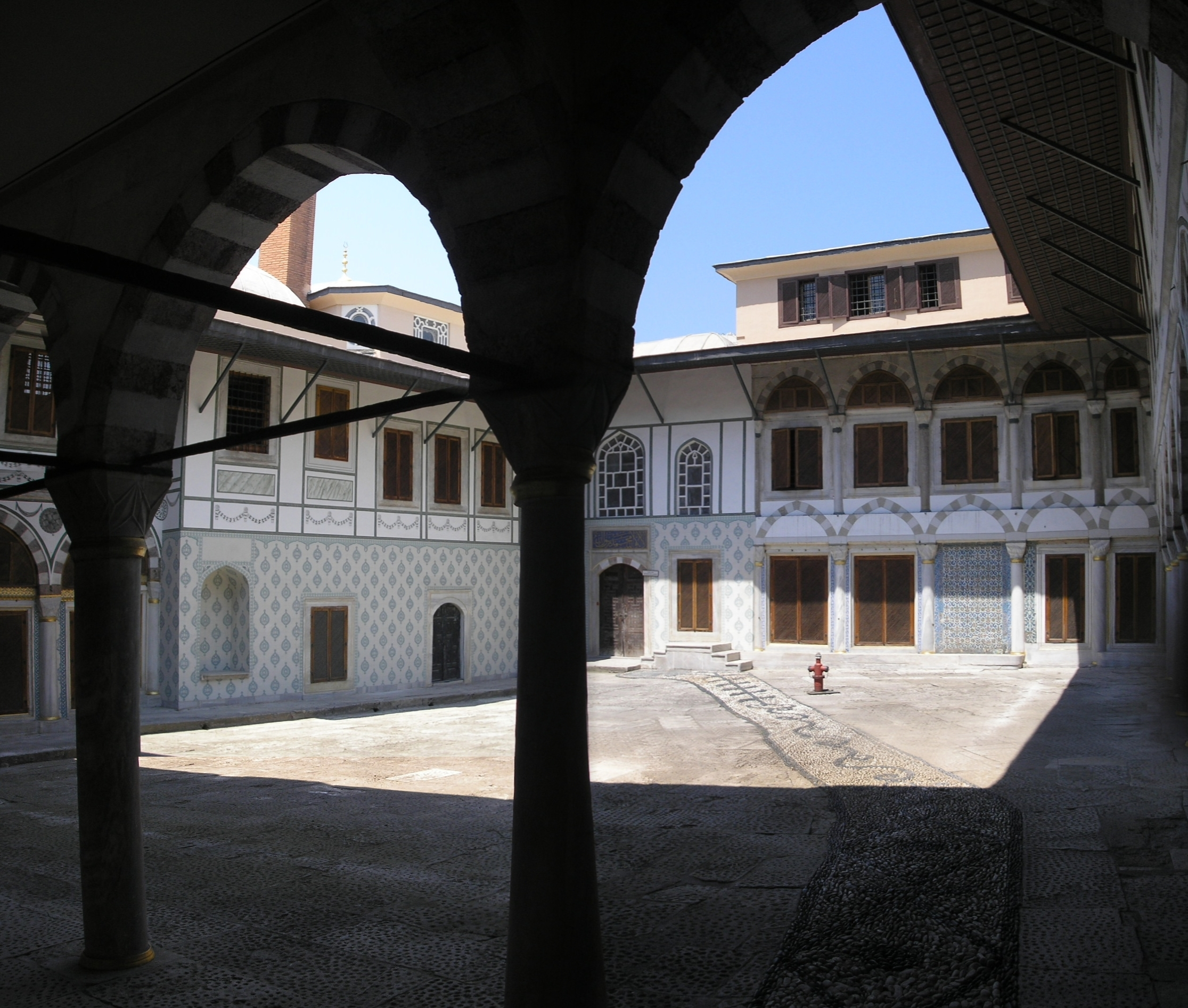
Pati dels apartaments de la Sultana mare (Valide Sultan Dairesi)

Després de l'entrada principal i abans de girar cap al pas de les concubines hi ha el «pati de la sultana mare».

### Passatge de concubines
El «passatge de les concubines» (Cariye Koridoru) condueix a la cort de concubines i esposes. A les consoles, al llarg del passadís, els eunucs deixaven els plats que portaven de les cuines.

### Pati de les concubines i esposes

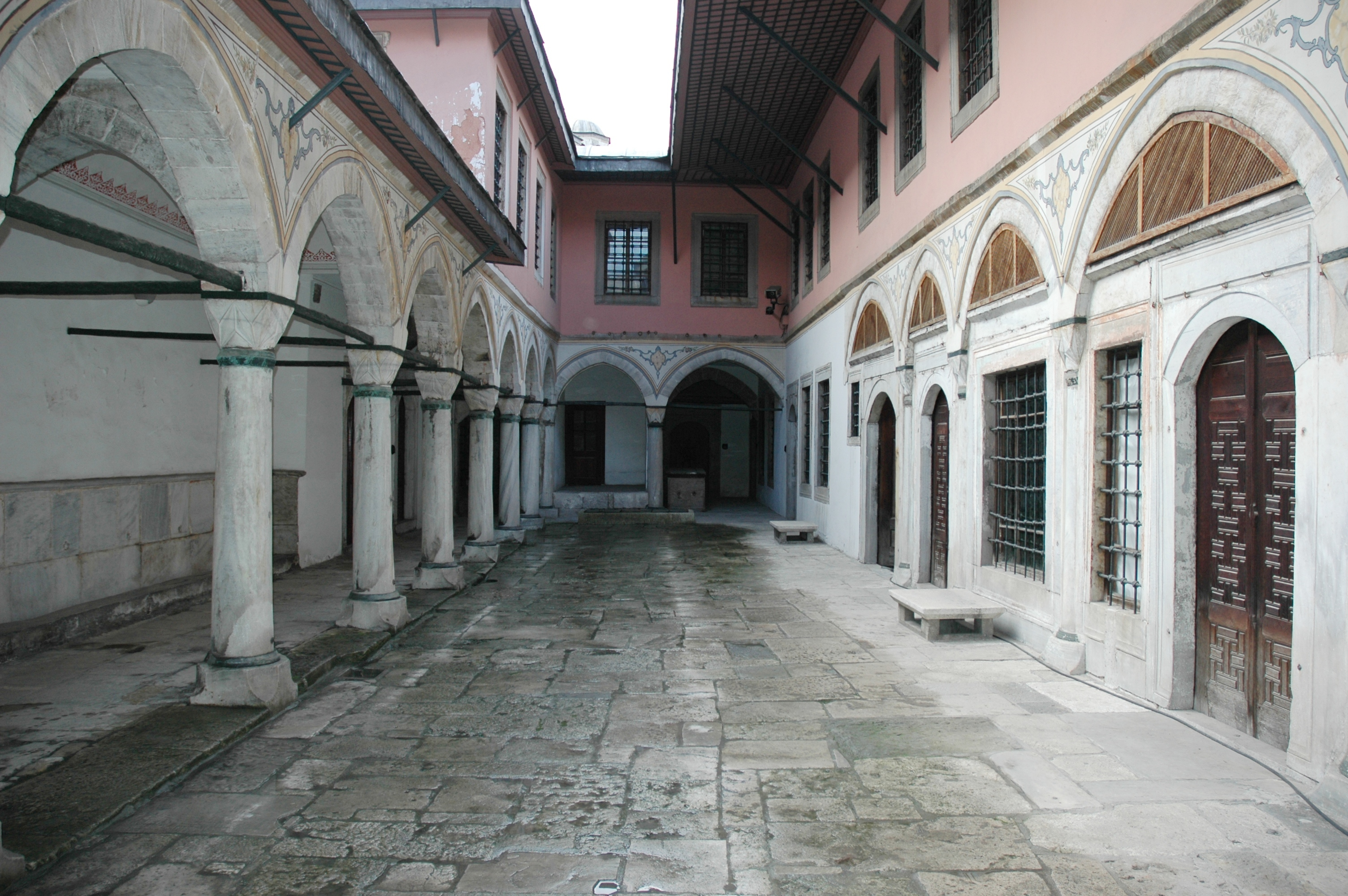
Pati de concubines

La «gran cort de concubines i esposes» (Kadın Efendiler Taşlığı / Cariye Taşlığı) es va construir al mateix temps que la cort dels eunucs, a mitjans del segle xvi. Restaurat després de l'incendi de 1665, és el pati més petit de l'harem. Envoltat d'arcades, té un bany turc (Cariye Hamamı), una font de rentat, una bugaderia, dormitoris, l'apartament del cap de família i els apartaments de les hostesses. (Kalfalar Dairesi).
Els tres apartaments independents, que donen al Corn d'Or, decorats amb rajoles i amb llar de foc, eren els allotjaments de la família del sultà. Aquestes construccions cobrien el solar de la cort a finals del segle xvi. A l'entrada de les sales de la Sultana mare, frescos murals de finals del segle xviii, d'influència europea, representen paisatges. L'escala diu quaranta graons (Kirkmerdiven) dona accés a l'hospital del harem (Harem Hastanesi), als dormitoris de les concubines, a la terrassa de l'harem i als seus jardins.

### Apartaments de la Sultana Mare

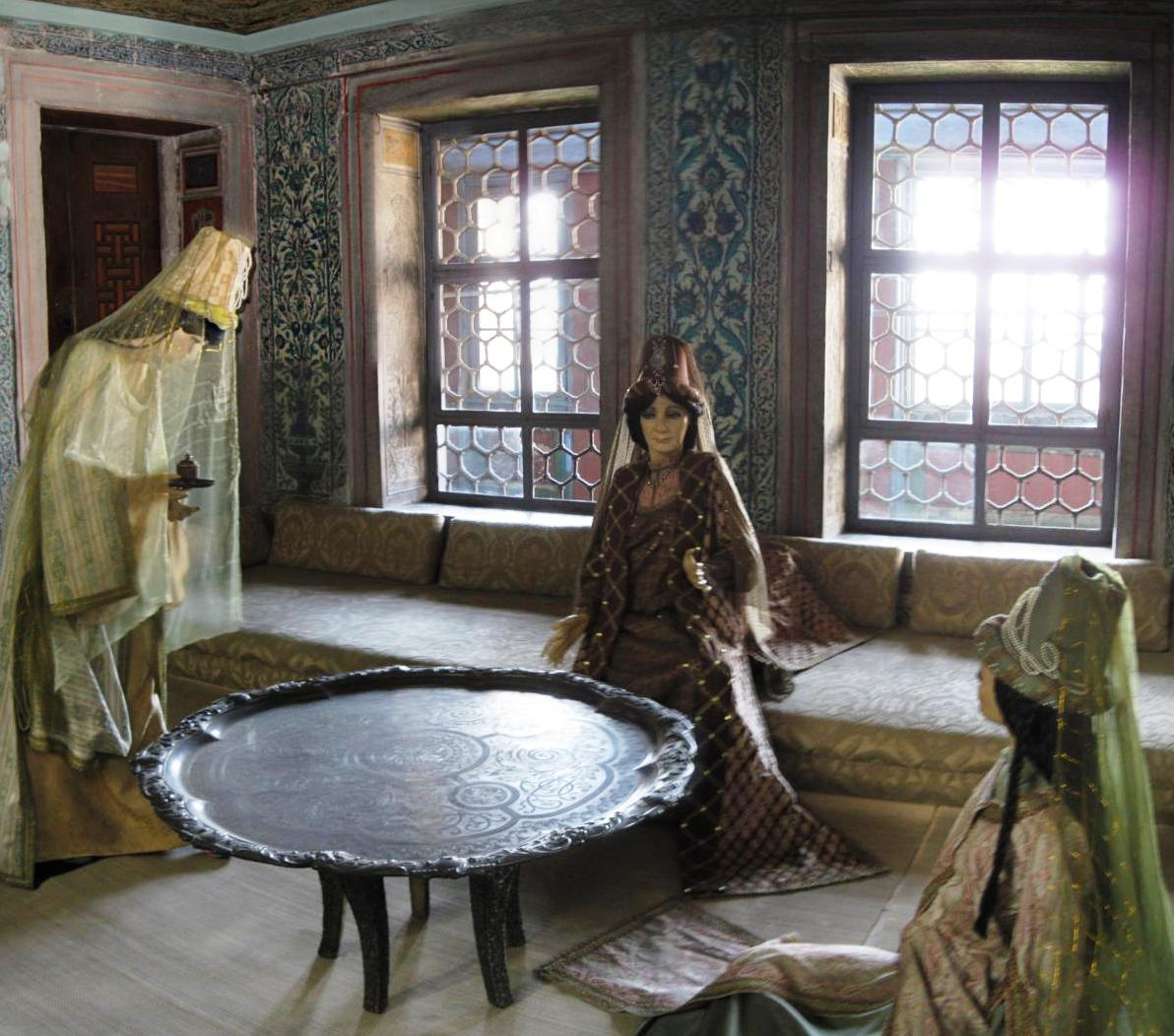
La sultana mare i les seves companyes als seus apartaments

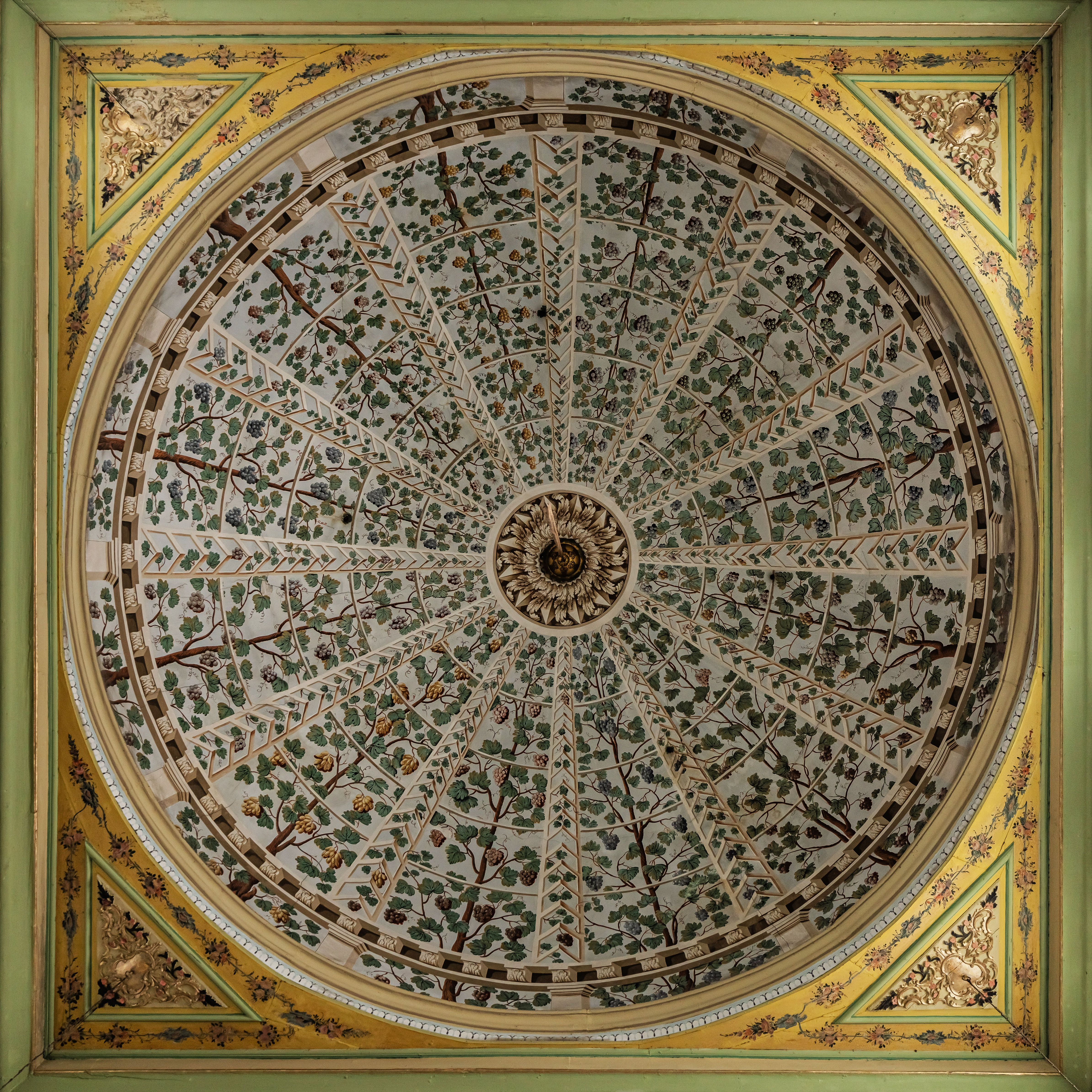
Sostre als apartaments de la Reina Mare a Topkapı.

L'«apartaments de la sultana mare» (Valide Sultan Dairesi), juntament amb els apartaments del sultà, constitueixen la secció més gran i important de l'harem. Es van construir després de l'eliminació de la Sultana Mare, que va deixar el Palau Vell (Eski Saray) a Topkapı a finals del segle xvi. Aquests apartaments van haver de ser reconstruïts després de l'incendi de 1665, entre 1666 i 1668. Algunes peces, com la petita peça musical, es van afegir al segle xviii.
Només dues sales estan obertes al públic: el menjador, a la galeria superior, la sala de recepció i el dormitori, darrere d'un enreixat, una petita sala per a la pregària. La planta baixa acull els apartaments de les cambres de les concubines, mentre que a la planta superior hi ha les sales de la sultana mare i els seus companys (kalfas). Un passatge condueix, pels banys de la sultana mare, a les sales del sultà.
Totes aquestes parts estan cobertes amb rajoles blaves i blanques i flors i porcellana d'İznik del segle xvii. El panell de la Meca, signat per Osman İznikli Mehmetoğlu, és una innovació d'estil per a la porcellana d'İznik. Les pintures panoràmiques de les habitacions superiors són d'estil d'Europa occidental dels segles xviii i xix.
Per sobre de les sales de la sultana mare hi ha els apartaments de Mihirisah, d'estil rococó. El moviment cap al bany dona accés a l'apartament d'Abdul Hamid I. A prop hi ha la cambra d'amor de Selim III, construïda el 1790. Un estret passadís connecta aquesta sala amb el pavelló d'Osman III datat el 1754.

### Hammam del sultà i la sultana mare

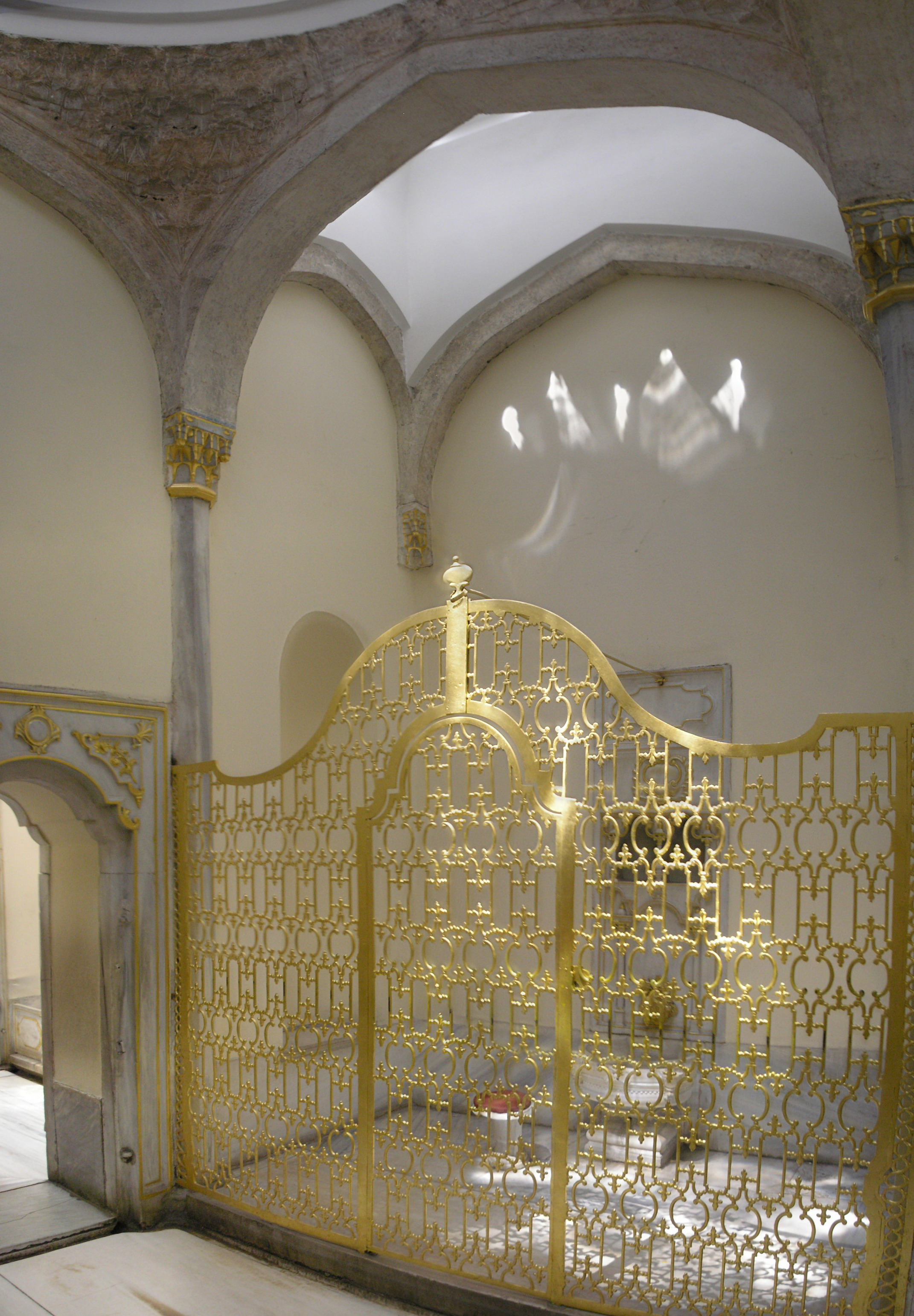
Banys del sultà amb la seva reixeta daurada

El conjunt següent constitueix el «hammams del sultà i la sultana mare» (Hünkâr ve Vâlide Hamamları). Aquests banys dobles, que daten de finals del segle xvi, consta de diverses parts. Van ser redecorats en estil rococó a mitjans del segle xviii. Els dos hammams tenen la mateixa estructura, format per un caldarium, un tepidari i un Frigidari. Cada habitació està il·luminada per una cúpula o per una estructura de bresca amb parts vidriades. El terra està cobert de marbre blanc i gris. Un element característic és la banyera de marbre amb la seva font ornamental i reixeta metàl·lica daurada que es troba al caldarium. L'enreixat daurat estava destinat a protegir el banyista dels intents d'assassinat. Els hammams del sultà van ser una vegada decorats amb rajoles İznik d'alta qualitat per Sinan. Però una gran part de la decoració de l'harem, a partir d'estructures danyades pel foc l'any 1574, va ser reciclat pel sultà Ahmet I per decorar la seva nova Mesquita Blava a Istanbul. Les parets ara estan cobertes de marbre o rentades de blanc.

### Sala Imperial

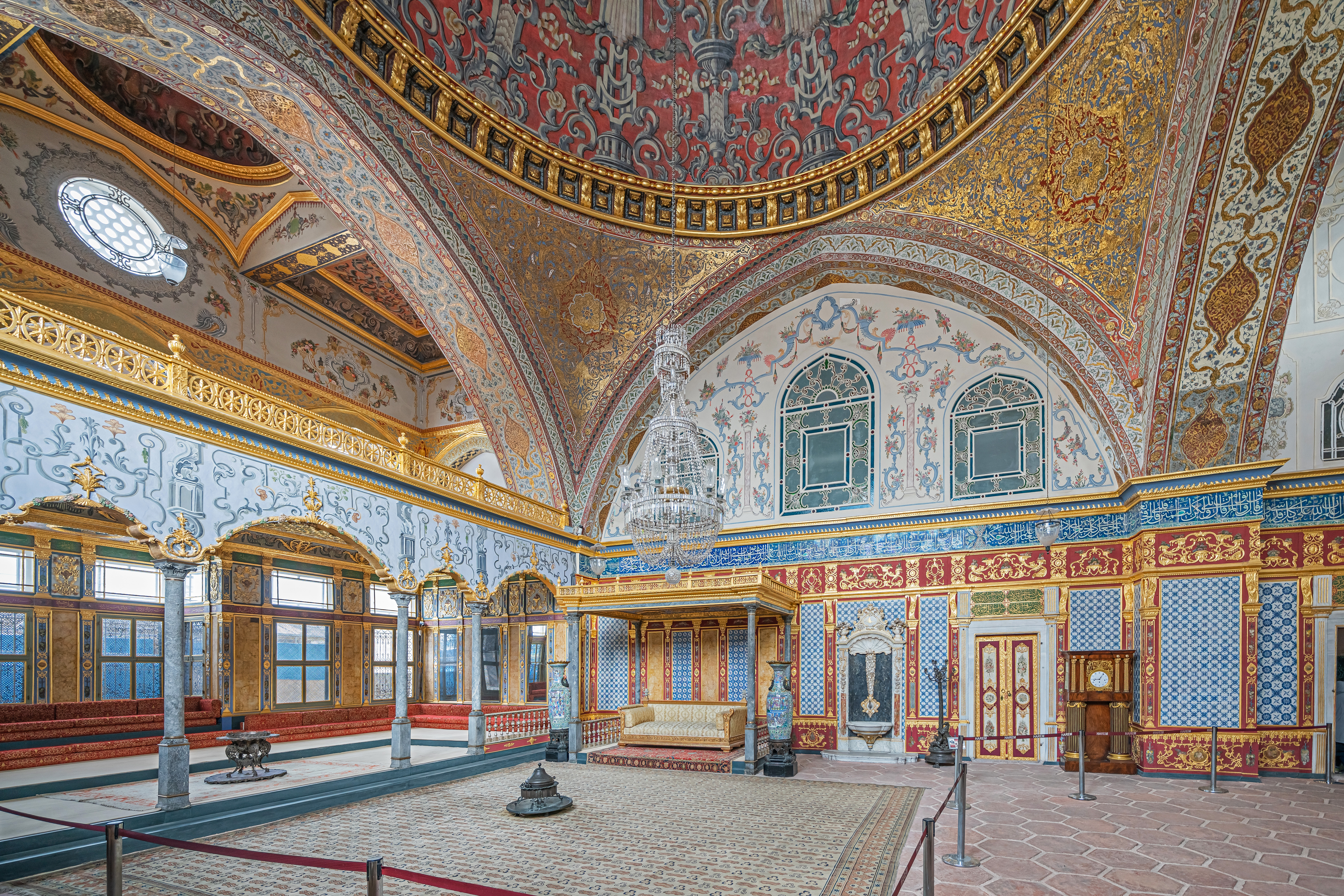
Sala Imperial amb el tron del soldà

La «Sala Imperial» (Hünkâr Sofası), o «Sala del tron interior» també conegut com «Sala de diversions» és una sala amb cúpula que s'hauria construït a finals del segle xvi. Té la cúpula més gran del palau. Va servir com a sala de recepció oficial, així com per a l'entreteniment del harem. El soldà va rebre els seus confidents, els seus convidats, la seva mare, la seva primera esposa (Hasseki), els seus companys i els seus fills. Aquí s'hi celebraven espectacles, actes de submissió durant les festes religioses i els casaments en presència de membres de la dinastia.
Després del gran incendi de 1666, la sala va ser renovada en estil rococó durant el regnat d'Osman III. El cinturó de terrissa amb inscripcions cal·ligràfiques que envoltava els murs va ser cobert al segle xviii de porcellana de Delft blava i blanca i miralls de Murano. L'arc de la cúpula i els penjolls encara conserven pintures clàssiques que daten de la construcció original.
El tron del soldà es troba al centre de la sala. La galeria estava ocupada pels companys del soldà, encapçalats per la sultana mare. Les cadires daurades són un regal del Kaiser Guillem II de Prússia i el rellotge un regal de Victòria I del Regne Unit. Un despatx on s'exposen els instruments musicals i algunes altres sales s'obre a la sala Imperial i dona accés als apartaments del soldà.
Una porta secreta darrere d'un mirall permet una entrada discreta del sultà. Una porta s'obre a l'apartament de la sultana mare, l'altra al hammam del soldà. La porta oposada dona a un petit menjador (reconstruït per Ahmet III) i al dormitori gran, mentre que una altra s'obre a una sèrie d'avantcameres, inclosa la sala de la font (Çeşmeli Sofa), totes redecorades al segle xvii.

### Sala privada de Murat III

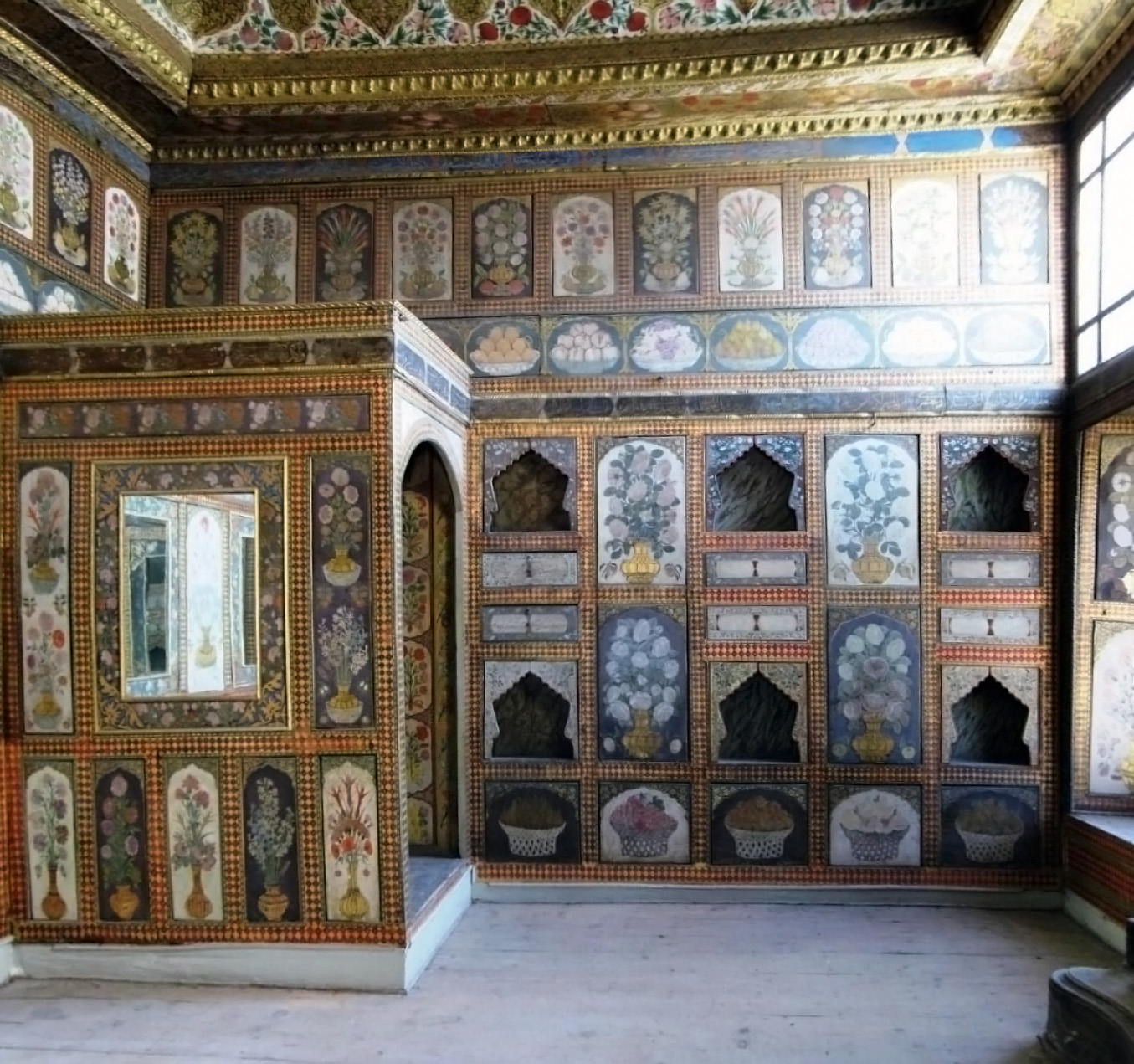
La Sala de la Fruita i les seves parets pintades

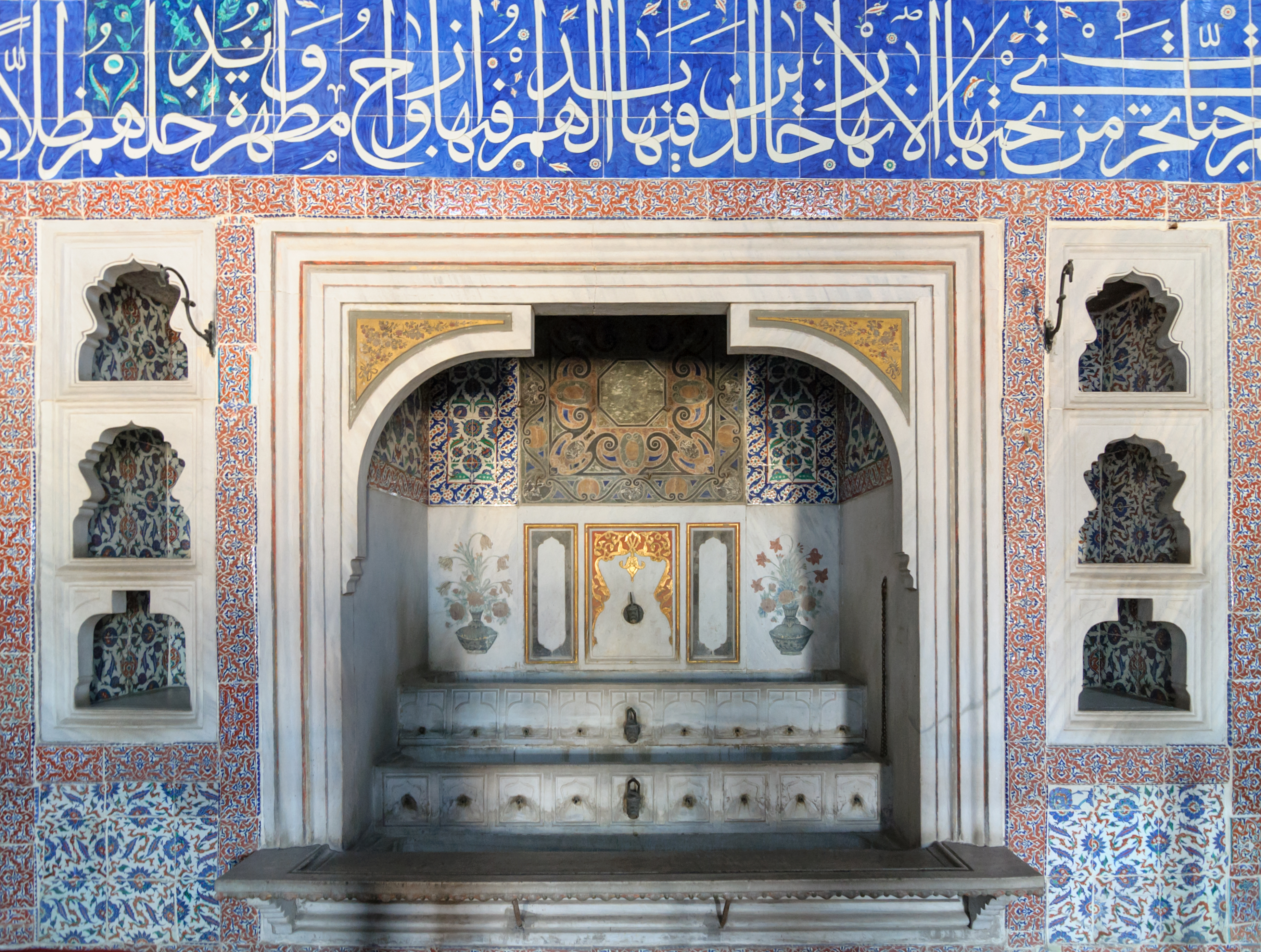
La font de la cambra privada de Murat III

L'«habitació privada de Murat III» (III Mureu Has Odası), que conserva el seu interior original, és l'habitació més antiga i més bella de l'harem. Va ser dissenyat pel mestre arquitecte Sinan, i data del segle xvi. La seva cúpula és lleugerament més petita que la de la sala Imperial. La porta és una de les més belles del palau. S'obre al corredor que voreja l'ala dels prínceps de la corona (Kafes). Està decorat amb taulells d'Iznik blau, blanc i vermell coral. Els motius florals es reforcen amb vores taronja que daten dels anys 1570. Una banda de ceràmiques cal·ligràfiques dona la volta a l'habitació a nivell de l'altiplà i de la porta. Els motius en arabescos de la cúpula van ser redorats i pintats en negre i vermell. La gran xemeneia amb la campana daurada (ocak) s'enfronta a una font de dos nivells (aquí), acuradament adornada amb marbre acolorit. El soroll del flux havia d'impedir tota escolta, produint una atmosfera relaxant. Els dos baldaquins daurats daten del segle xviii.

### Sala privada d'Ahmet I
A l'altre costat del dormitori gran hi ha dues habitacions més petites. La primera és l'«habitació privada Ahmet I» (I. Ahmed Has Odası), ricament decorada amb rajoles d'esmalt İznik. La porta de l'habitació, els marcs de les finestres, una petita taula i un faristol estan decorades amb nacre de perla i vori.

### Sala privada d'Ahmet III
Al costat hi ha la «Sala privada d'Ahmet III» (III Ahmed Has Odası), petita, però molt acolorida, amb parets pintades amb dibuixos florals i copes de fruites entrellaçades a les rajoles que cobreixen la llar de foc (ocak). Per aquest motiu, la peça també s'anomena «sala de fruites» (Yemis Odası). Probablement s'utilitzava per menjar.

### Pavelló doble, o apartaments dels prínceps hereus

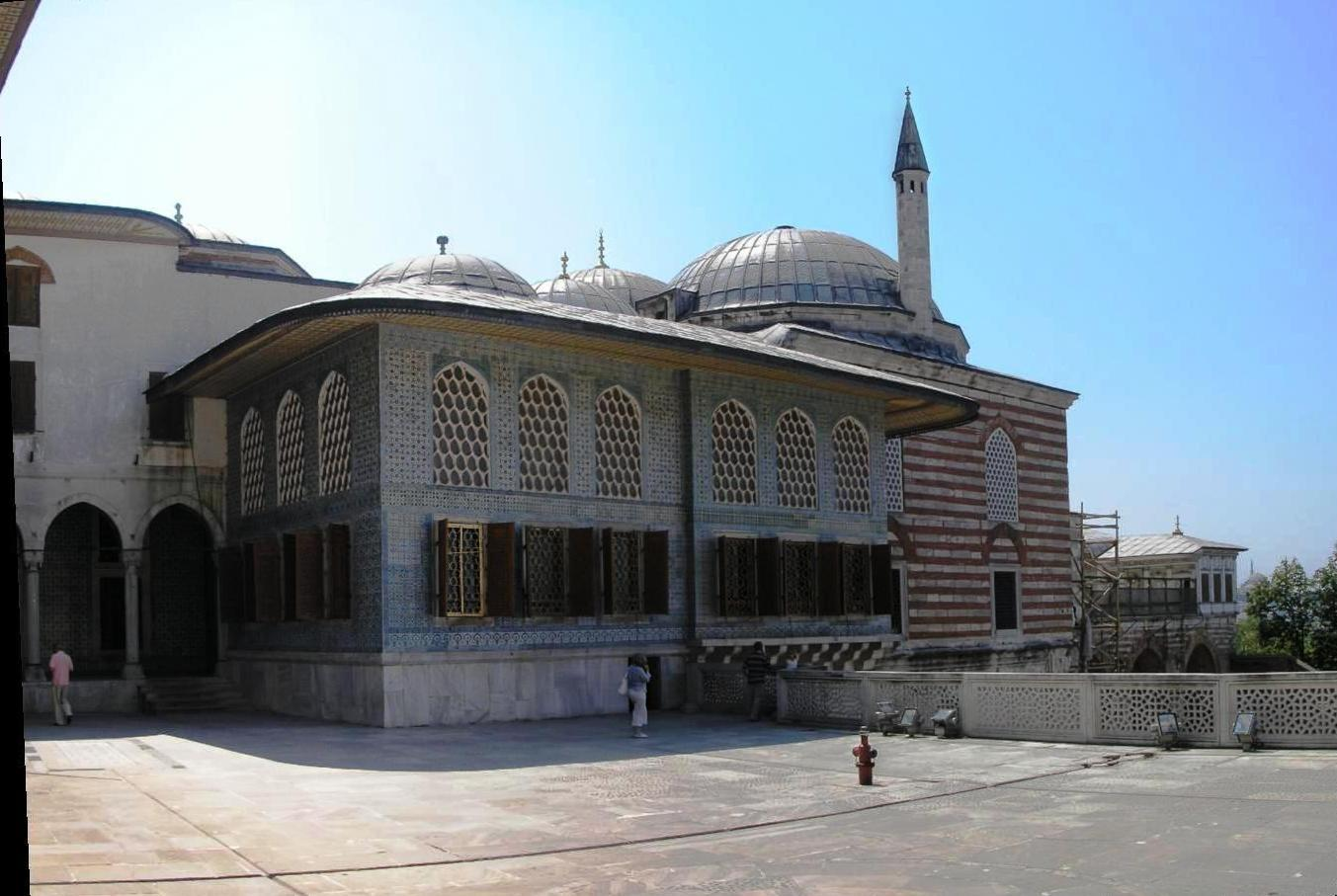
Vista exterior del pavelló doble

El «doble pavelló», també anomenat «apartaments dels prínceps hereus» (Çifte Kasırlar / Veliahd Dairesi), consta de dues cambres construïdes durant el segle xvi. L'edifici, connectat amb el palau, consta d'una planta baixa construïda sobre una plataforma alta que permet una bona visió de l'exterior, alhora que està protegida de mirades indiscretes.
L'interior inclou dues grans sales, datant del regnat de Murat III, o, més probablement, del regnat d'Ahmet I. El sostre no és pla, sinó cònic, a l'estil del quiosc. Evoca les tendes tradicionals dels primers otomans. En aquestes tendes, no hi havia mobles alts, sinó sofàs disposats al llarg de les parets. El terra està cobert amb catifes. Aquestes sales tenen totes les característiques de l'estil clàssic, utilitzat en altres parts del palau.
El pavelló ha estat totalment redecorat i la major part de la fusteria barroca s'ha eliminat. Les rajoles decoratives, que reflecteixen l'alta qualitat de les fàbriques İznik del segle xvii han estat substituïdes per còpies modernes, d'acord amb el concepte original. El mural de la cúpula de fusta és original, i és un exemple de les riques obres de finals del xvi i principis del segle xvii. La llar de foc de la segona sala, amb la seva gran cúpula daurada, ha estat restaurada al seu aspecte original. Les finestres prop de la xemeneia estan decorades amb nacre de marqueteria. Les finestres de vidre de colors donen a la terrassa alta i al jardí de la piscina de sota. Les aixetes d'aquestes finestres estan envoltades de frescos en vermell, negre i daurat.
Els prínceps hereus (Şehzadeler) vivien en solitari en aquestes habitacions, que es coneixen com kafes (gàbia). Els prínceps s'hi van educar en la disciplina de l'harem fins a l'edat adulta. Van ser nomenats llavors governadors de les províncies d'Anatòlia, on es van formar a la gestió dels afers de l'estat. Des de principis del segle xvii, els prínceps vivien a l'harem, que va començar a tenir un paper en l'administració del palau. El pavelló doble va ser utilitzat com a habitació privada dels prínceps hereus des del segle xviii.

### Pati de les favorites

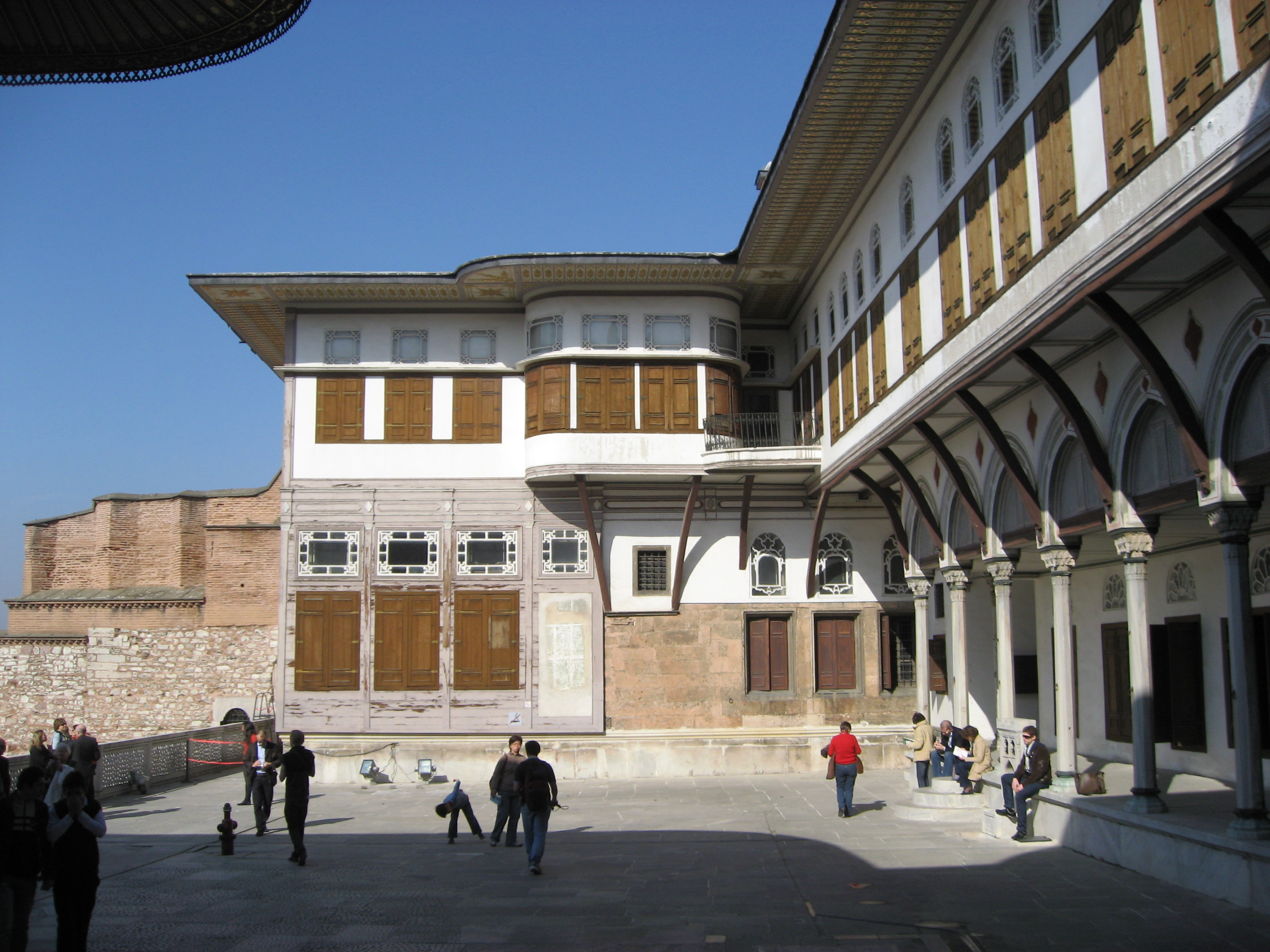
La cort de favorits

El «pati dels favorites» (Gözdeler / Mabeyn Taşlığı ve Dairesi) és l'última part de l'harem. Té vistes a una gran piscina i al «jardí de boix» (Şimşirlik Bahçesi). La cort es va establir al segle xviii afegint apartaments intermedis (Mabeyn) i apartaments favorits (İkballer). Els apartaments de les dones «acompanyants» i la secció Mabeyn, a la planta baixa, també inclouen la sala dels miralls. Era el lloc on Abdul Hamid I vivia amb el seu harem. L'apartament està decorat amb fusteria rococó.
Els favorits del soldà (Gözdeler / İkballer) eren considerats els instruments de la perpetuació de la dinastia segons l'organització de l'harem. Quan les favorites quedaven embarassades, assumien els títols i poders de l'acompanyant oficial del sultà (Kadınefendi).

### Camí daurat

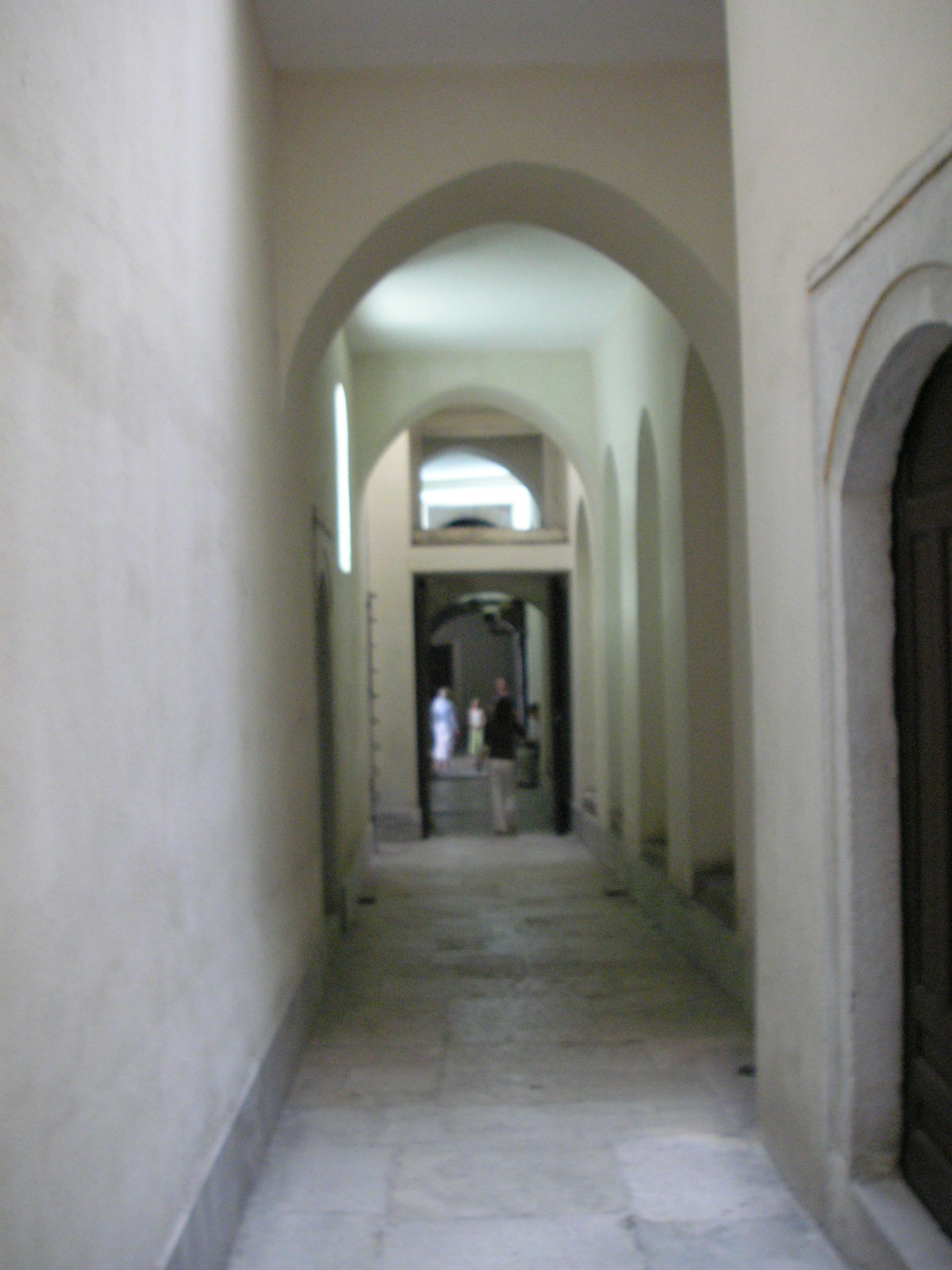
El camí daurat

El camí daurat (Altınyol) és un passatge estret del segle xv, que forma l'eix de l'harem. S'estén entre el pati dels eunucs de l'harem (Harem Ağaları Taşlığı) i la sala privada (Has Oda). El soldà feia servir aquest passatge per arribar a l'harem, la sala privada i el Sofa-i Hümâyûn, la terrassa Imperial.
En aquest passatge s'obrien el pati de la sultana validada (Valide Sultan Taşlığı), el pati de concubines i esposes (Baş Haseki), els apartaments dels prínceps (Şehzadegân Daireleri) i els apartaments del soldà (Hünkâr Dairesi). Les parets estan pintades de blanc.
La denominació daurada podria ser deguda al fet que el soldà solia llançar-hi monedes d'or per a les concubines durant les vacances, però això es discuteix.

### Aviari, porta de l'harem
Fins a finals del segle xix, un petit pati interior, en aquest racó del pati d'Enderûn, permetia l'accés a l'harem a través de la porta Kuşhane. Avui és la porta per on els visitants surten de l'harem. Una de les inscripcions sobre la porta indica que Kushan Mahmut I va fer reparar cuines de Kushan. El balcó de l'aviari que dona a la porta es va construir durant una reparació l'any 1916. La façana de l'edifici recorda els aviaris tradicionals.

## Quart pati
El «quart pati» (IV. Avlu), també anomenat «sofà imperial» (Sofa-ı Hümâyûn) era el lloc més íntim del sultà i la seva família. Consta d'un conjunt de pavellons, quioscs (köşk), jardins i terrasses. Originalment formava part del tercer pati. Però avui en dia es considera per separat.

### Sala de la circumcisió

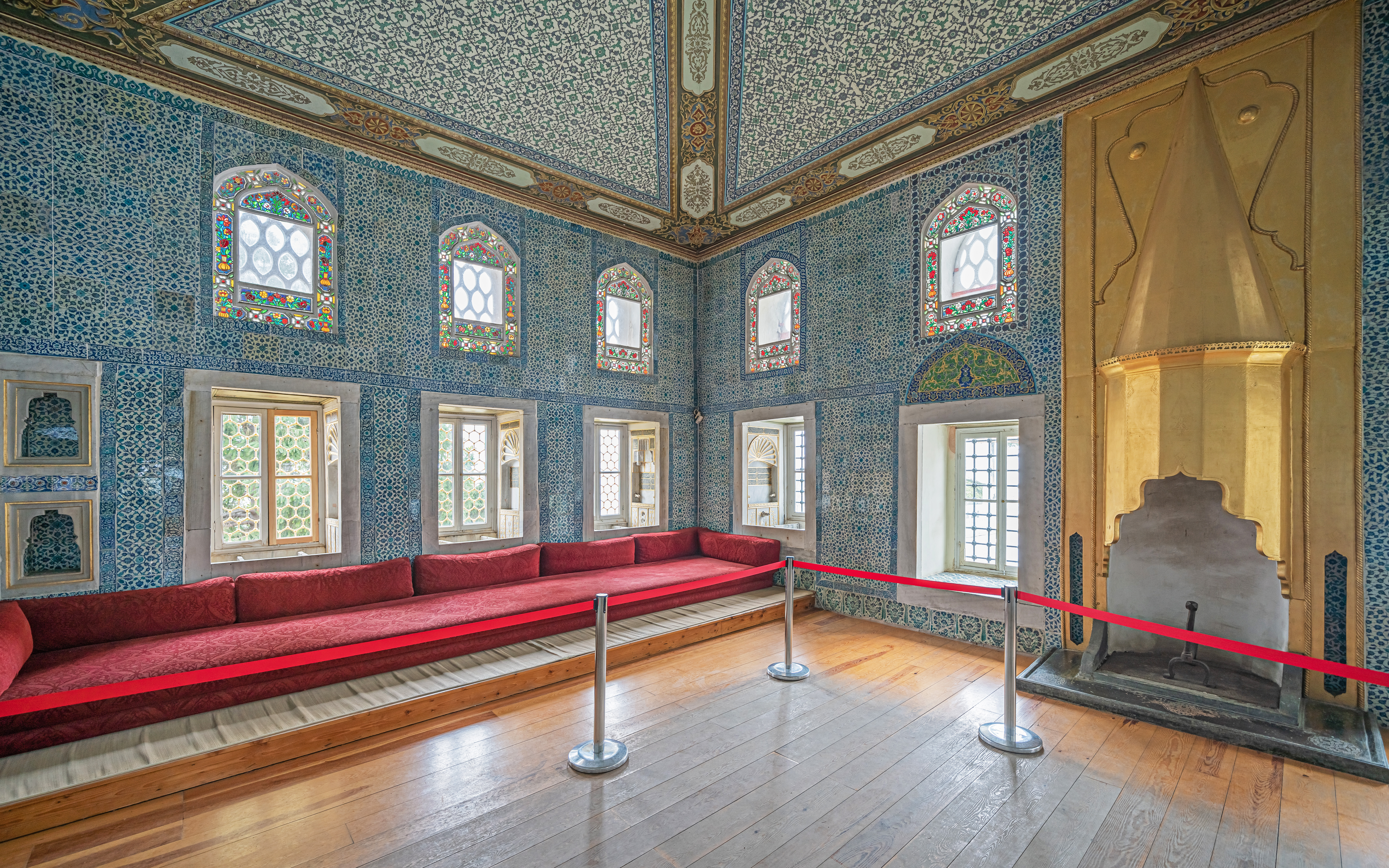
Interior de la sala de la circumcisió

El 1640, el sultà Ibrahim I construir el «sala de circumcisió» (Sünnet Odası), un quiosc d'estiu (Yazlik Oda) destinat a la circumcisió de joves prínceps, que és un ritu de pas essencial de l'islam. Les seves parets interiors i exteriors estan decorades a l'exterior amb elements reciclats, com rajoles de faisa blava amb motius florals. Els més importants són els panells de terrissa blava i blanca de la façana, datats el 1529 i inspirats en la ceràmica asiàtica. Aquests panells van adornar antigament els edificis cerimonials del sultà Solimà I el Magnífic, com ara la cambra del consell i el tresor interior (tots dos al segon pati) i la sala del tron (al tercer pati). Es van traslladar aquí per nostàlgia i reverència per l'època daurada del seu regnat. Aquests panells van servir de models per a la decoració dels quioscs d'Erevan i Bagdad. La sala en si és simètrica, i relativament espaiosa per al palau, amb finestres adornades cadascuna amb una petita font. Algunes finestres superiors estan decorades amb vitralls. A la dreta de l'entrada hi ha una llar de foc amb una graella daurada. El sultà Ibrahim també va construir les arcades i el sostre que sobresurt de la cambra del mantell sagrat, així com la terrassa superior entre la seva cambra i el quiosc de Bagdad.
L'arquitecte reial Hasan Ağa, durant el regnat de Murat IV, va construir durant els anys 1635-1636 el «Quiosc d'Erevan» (Revan Köşkü) i després, el 1638 - 1639, el «Quiosc de Bagdad» (Bağdat Köşkü), per celebrar les victòries otomanes a Erevan i Bagdad. Tots dos tenen canalons amples, una cúpula central i un interior amb cúpules i mosaic de nacre. Tots dos estan construïts segons el clàssic pla de quatre iwan, amb sofàs que omplen l'interior.

### Quiosc d'Erevan

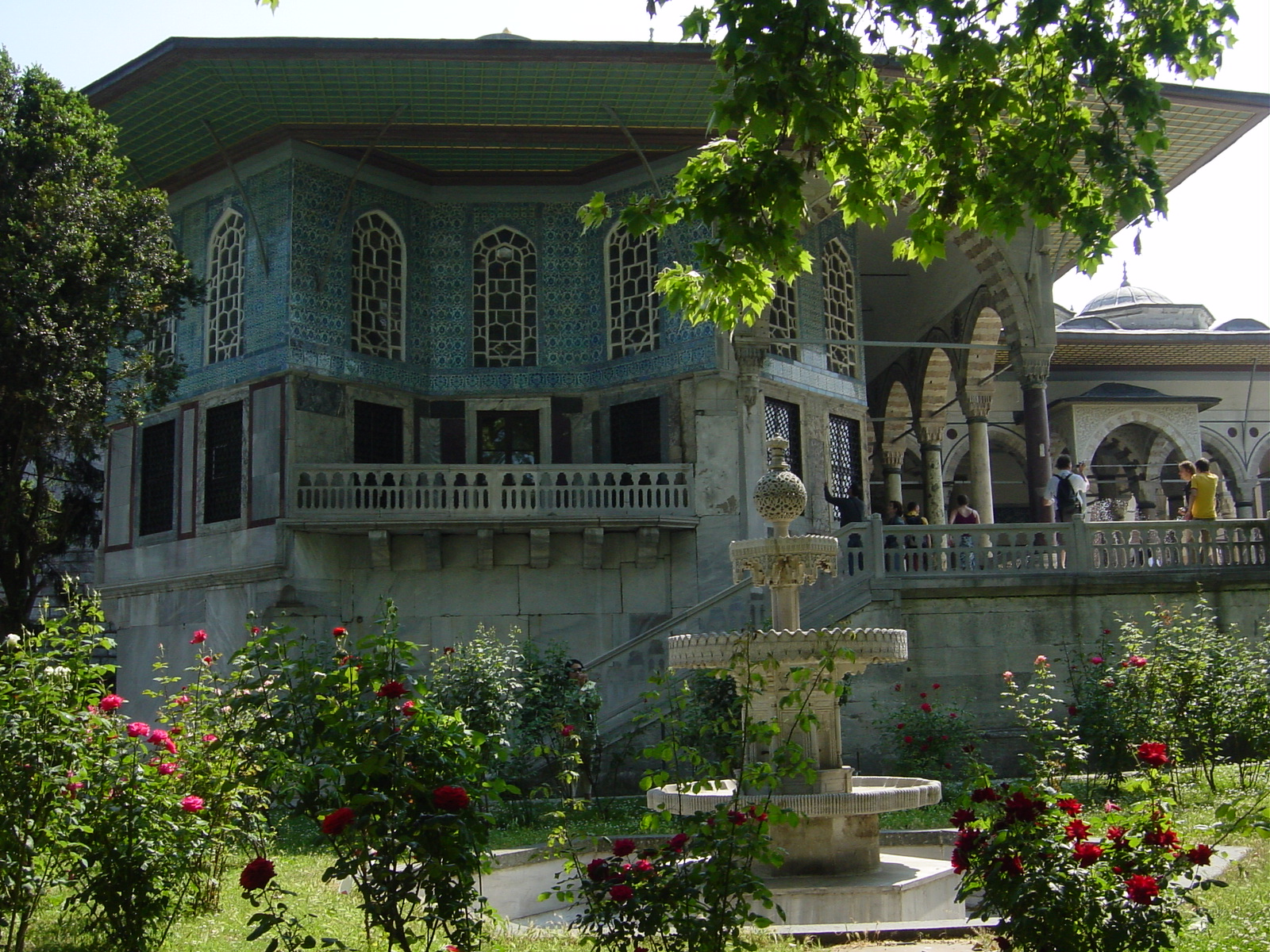
Suspensió oberta (iwan) del quiosc d'Erevan

El «Quiosc d'Erevan» (Revan Köşkü) va ser utilitzat per a retiros religiosos de quaranta dies. És un petit pavelló amb una cúpula central i tres absis que allotgen els sofàs. La porta i una llar de foc es troben a la quarta paret. La paret de la columnata està revestida de marbre, les altres estan cobertes amb rajoles İznik blaves i blanques de baix cost, reproduint patrons de rajoles antigues.

### Quiosc de Bagdad

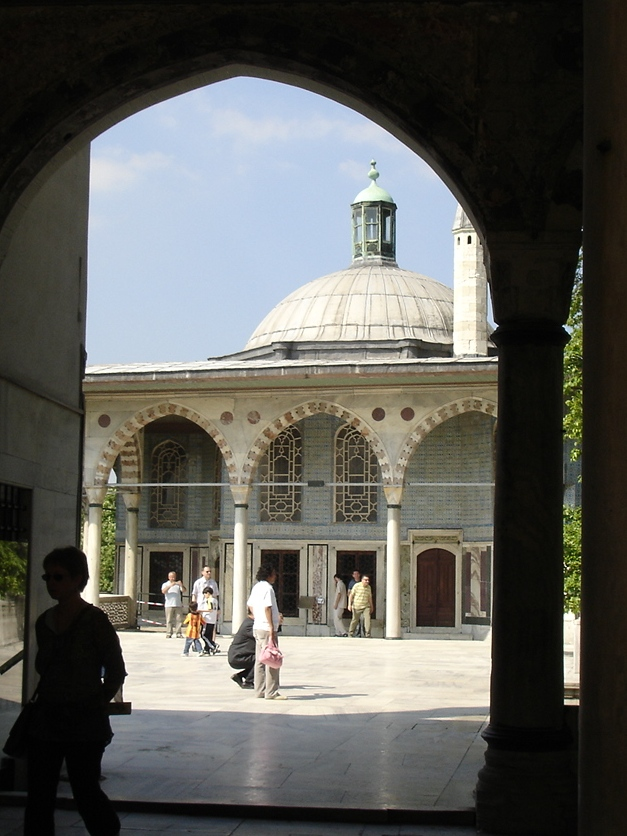
Vista des del quiosc de Bagdad

El «Quiosc de Bagdad» (Bağdad Köşkü) es troba al costat dret de la terrassa amb font. Va ser construït per commemorar la campanya de Murat IV a Bagdad després de 1638 .
S'assembla molt al quiosc d'Erevan. Les tres portes del porxo es troben entre els sofàs. La façana està coberta de marbre i bandes de pòrfir vermell i verd antic. Els panells de marbre del pòrtic estan executats a l'estil dels mamelucs del Caire. L'interior és un exemple d'una habitació otomana ideal. Els compartiments i prestatges dels rebaixats estan decorats amb terrissa verda, groga i blava de principis del segle xvi. Les rajoles blaves de les parets són còpies de les de la sala de la circumcisió, just a l'altra banda de la terrassa. Aquest pavelló és un dels últims exemples de l'arquitectura clàssica del palau.
Les portes estan finament gravades. A la dreta de l'entrada hi ha una llar de foc amb una graella daurada. Al mig de la sala hi ha un mangal de plata (brasero de carbó), un regal del rei Lluís XIV de França. Des de mitjan del segle xviii, aquest quiosc va ser utilitzat com a biblioteca de la sala privada.

### Bandera d'İftar

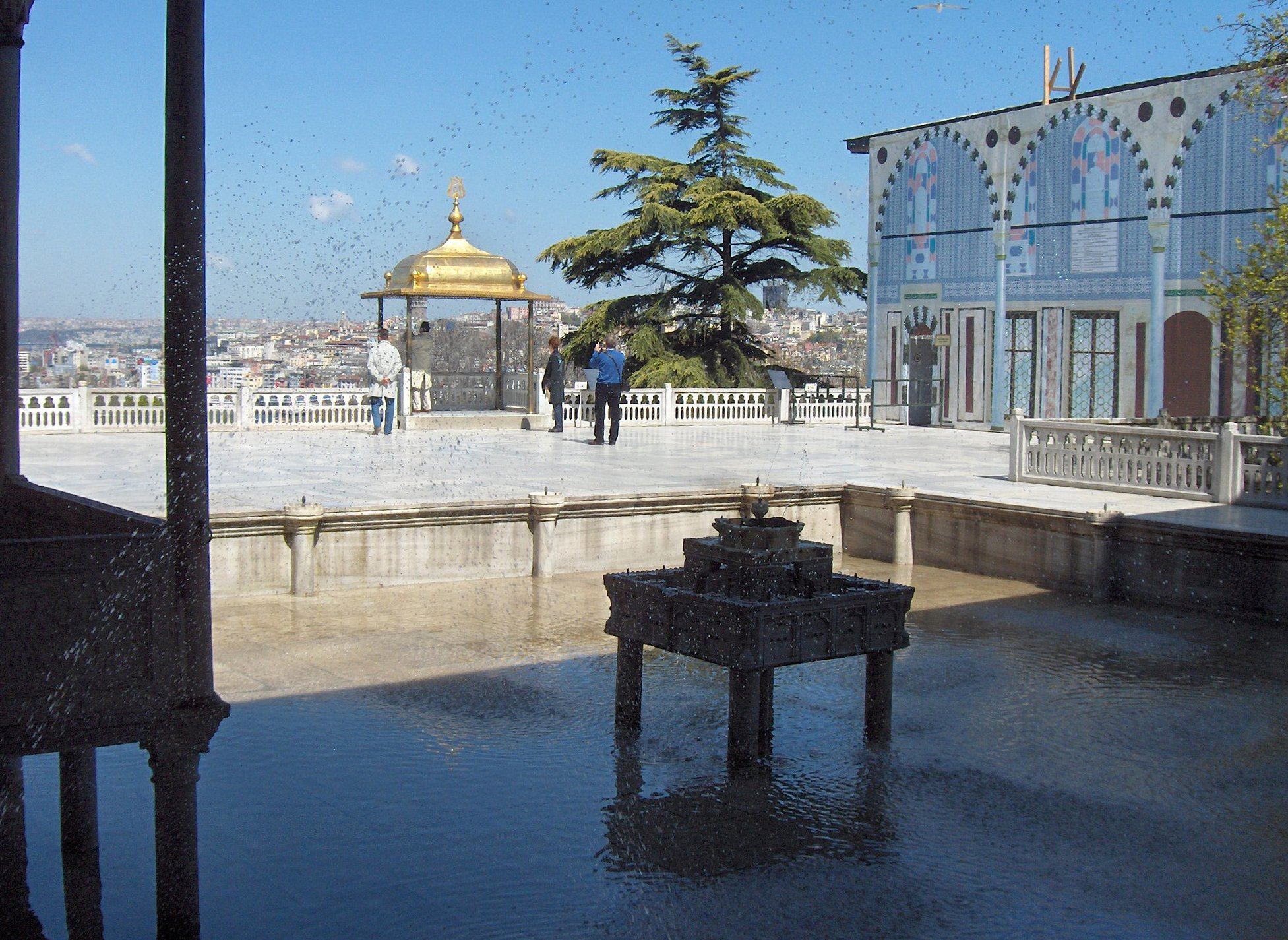
Terrassa superior amb la seva font, el pavelló İftar i el quiosc de Bagdad.

La «Bandera d'İftar», També anomenada «Quiosc İftar» o «Dosser İftar» (İftariye Köşkü o İftariye Kameriyesi) ofereix una bonica vista del Corn d'Or. La seva volta de canó d'aresta i el seu sostre daurat són una novetat en l'arquitectura otomana, fent-se ressò de la Xina i l'Índia. El sultà hauria acostumat a trencar el dejuni en aquesta pergola durant el mes de Ramadà, després de la posta de sol. Algunes fonts esmenten aquest lloc de descans com el
| « | lloc il·luminat per la lluna | » |

De vegades s'oferien aquí regals especials, com ara la pluja de monedes d'or per als funcionaris que el sultà feia. La terrassa de marbre va prendre la seva forma actual durant el regnat del sultà Ibrahim I (1640-1648).

### Terrassa mirador

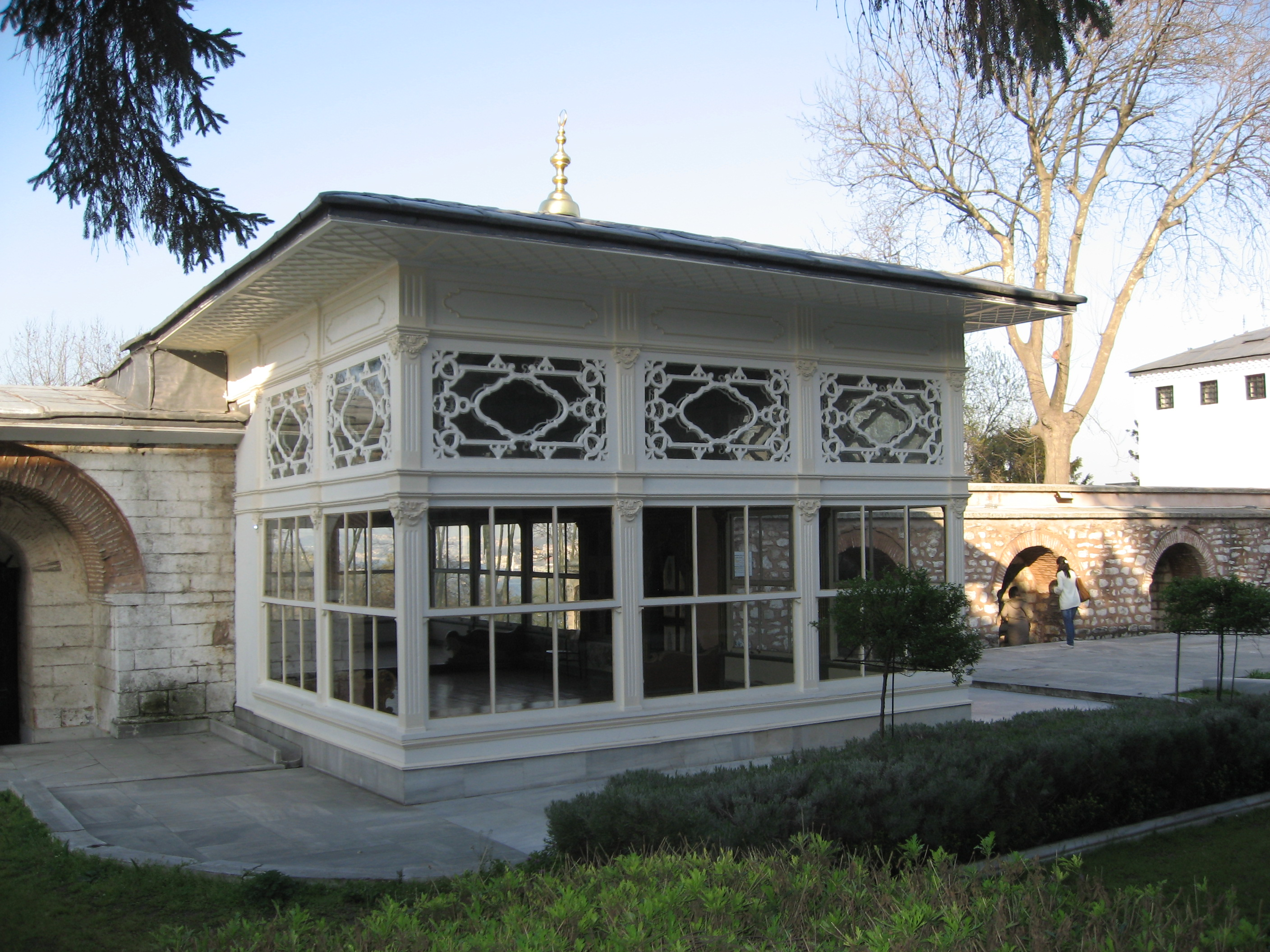
Terrassa mirador

La rectilinia «terrassa mirador» (Sofa Köşku / Merdiven Başı Kasrı), també anomenada erròniament «Pavelló Mustafa Pasha» (Mustafa Paşa Köşkü), és un mirador construït a la segona meitat del segle xvi. Va ser restaurat el 1704 pel sultà Ahmet III i reconstruït el 1752 per Mahmut I a l'estil rococó. És l'únic edifici de fusta, a la part més interior del palau. Consta de dues parts, la part posterior de les quals està sostinguda per columnes.
El quiosc està format per la sala principal, anomenada Divanhane, la sala de pregària (Namaz Odası o Şerbet Odası), i la sala de sucs de fruita. Des del pavelló, el sultà assistia a esdeveniments esportius i entreteniments celebrats al jardí. Aquest edifici, obert a grans finestrals, era originàriament un menjador; més tard durant l'Edat de les tulipes (1718-1730) es va utilitzar com a dormitori de convidats. Es troba a prop del jardí de tulipes.

### Torre del preceptor en cap, sala del metge sènior

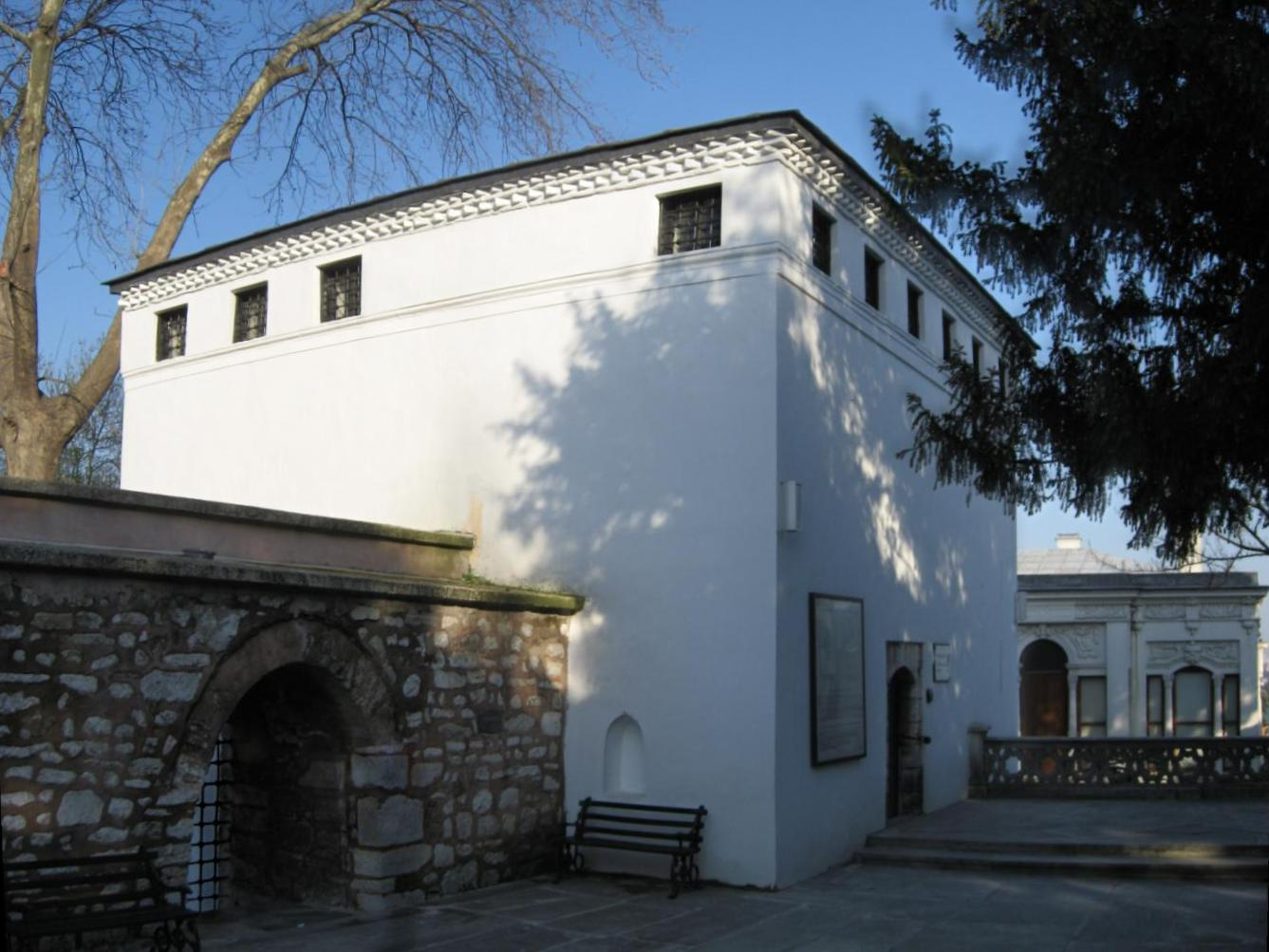
Torre del tutor principal, o sala del metge sènior

La torre quadrada anomenada «torre del preceptor en cap» (Başlala Kulesi), també anomenada «sala principal del metge» (Hekimbaşı Odası ve ilk eczane), datada del segle xv, probablement del regnat de Mehmet II. És l'edifici més antic del quart pati. Va ser construït per ser una torre de guaita, amb poques finestres i murs de prop de dos metres de gruix. El metge tenia la seva habitació a dalt, la planta baixa estava ocupada per la farmàcia del palau.
La primera farmàcia de la cort es va establir durant el regnat de Mehmet II. N'hi havia d'altres, a més d'infermeries al palau. Segons la llegenda, Enderunlu Tayyar Efendi, que va ser preceptor en cap (Baş Lala) durant el regnat de Selim III, va veure des del cim d'aquesta torre els rebels que havien vingut a assassinar el soldà i va alertar els seus partidaris. L'historiador Afa indica que aquesta torre era almenys dos pisos més alta que les dues que es conserven actualment.
El metge principal (Hekim Başı) i el preceptor en cap compartien aquest lloc. El metge era responsable de la salut del sultà i de la família Imperial, i va preparar els seus remeis aquí. Sota el seu control, es preparaven medicaments, es tancaven en ampolles, pots o bols, i després es donaven als pacients.
El metge principal també coneixia el sultà, a qui fins i tot va acompanyar al camp de batalla. Aquest càrrec era tradicionalment ocupat per jueus. Després del segle xvii, cada cop més musulmans ocupaven el càrrec, que compartien amb jueus i europeus. L'últim metge en cap va ser Abdülhak Molla, que va viure durant el regnat del sultà Abdülmecit. Després del seu regnat, els sultans van abandonar Topkapı, la torre va ser utilitzada com a conservatori de música, després per al manteniment de les armes del palau. Va ser restaurada l'any 1911 i acull la col·lecció d'objectes mèdics.

### Tron de pedra
El «tron de pedra» (Taş Taht) va ser construït per a Murat IV perquè pogués observar les activitats esportives dels patges. Les inscripcions indiquen que l'any 1636, Murat IV, un esportista consumat, va llançar un pal de roure a 120 metres del seu cavall.

### Gran pavelló

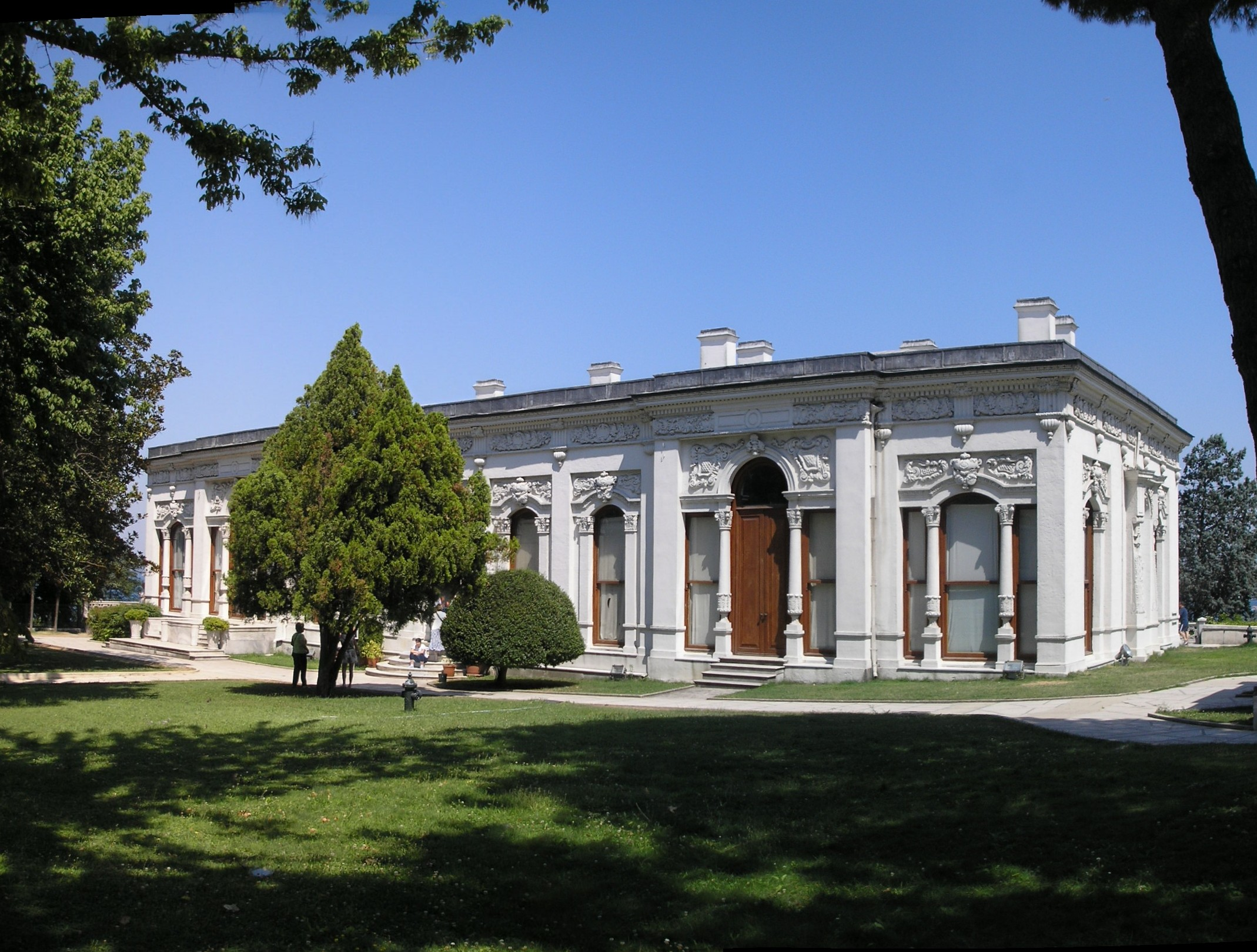
Gran Pavelló

El «gran pavelló», també anomenat «gran quiosc», «Quiosc Mecidiye» o «bandera d'Abdülmecit I» (Mecidiye Köşkü), construït el 1840, va ser l'última incorporació significativa al palau, amb l'«armari» (Esvap Odası) al costat. Tots dos van ser construïts per ordre del sultà Abdülmecit com a sala de recepció Imperial, per la seva ubicació. Ofereix una esplèndida vista panoràmica del mar de Màrmara i el Bòsfor. Els sultans es van establir aquí quan van visitar Topkapı. Aquestes construccions es van aixecar sobre els fonaments adovellats d'un altre pavelló datat del segle xv. L'arquitecte Sarkis Balyan el va construir amb un estil europeitzant eclèctic, barrejat amb l'estil tradicional otomà. L'interior està moblat a l'estil Imperi. Aquests dos edificis s'utilitzaven ocasionalment per allotjar convidats estrangers.

### Mesquita des de la terrassa

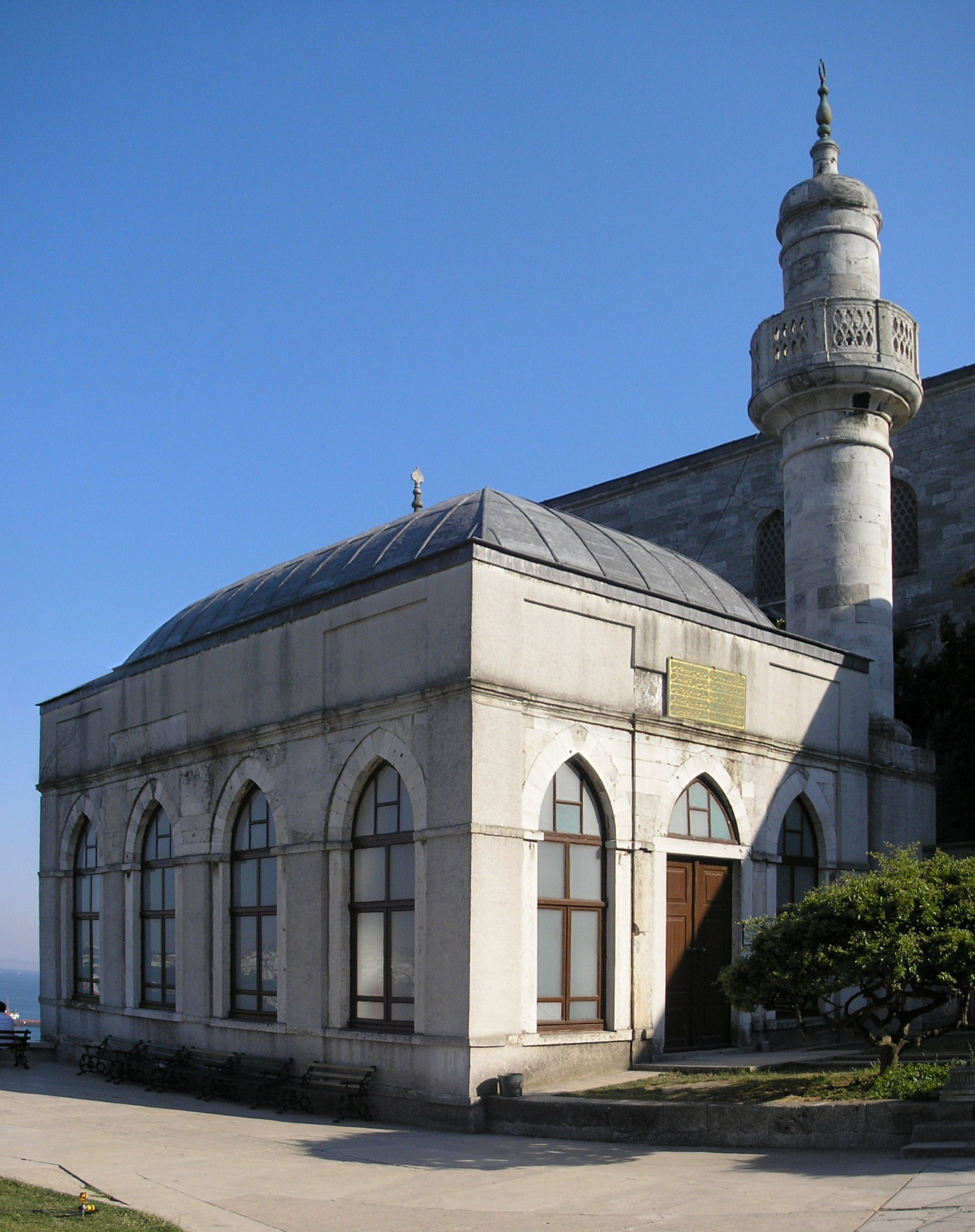
Mesquita des de la terrassa

El «terrassa mesquita», o «mesquita del sofà» (Sofa Camii) va ser construït pel sultà Mahmut II en el cos d'estil Imperi nomenat Sofa Ocag durant el segle xix. El «quiosc del portador d'espases» (Silahdar Köşkü) una vegada va ocupar aquest lloc. La inscripció a la porta de la mesquita diu que va ser restaurada pel sultà Abdülmecit I el 1858.
Prop del gran pavelló hi ha un restaurant molt famós. Ha estat visitat per celebritats com la reina Elisabet II del Regne Unit, la primera dama Jacqueline Kennedy Onassis, el president Richard Nixon, i el boxejador Mohamed Ali, entre molts altres. La terrassa del restaurant ofereix vistes panoràmiques sobre el Bòsfor i el costat asiàtic. La majoria de turistes vénen aquí per fotografiar el mar i la ciutat.

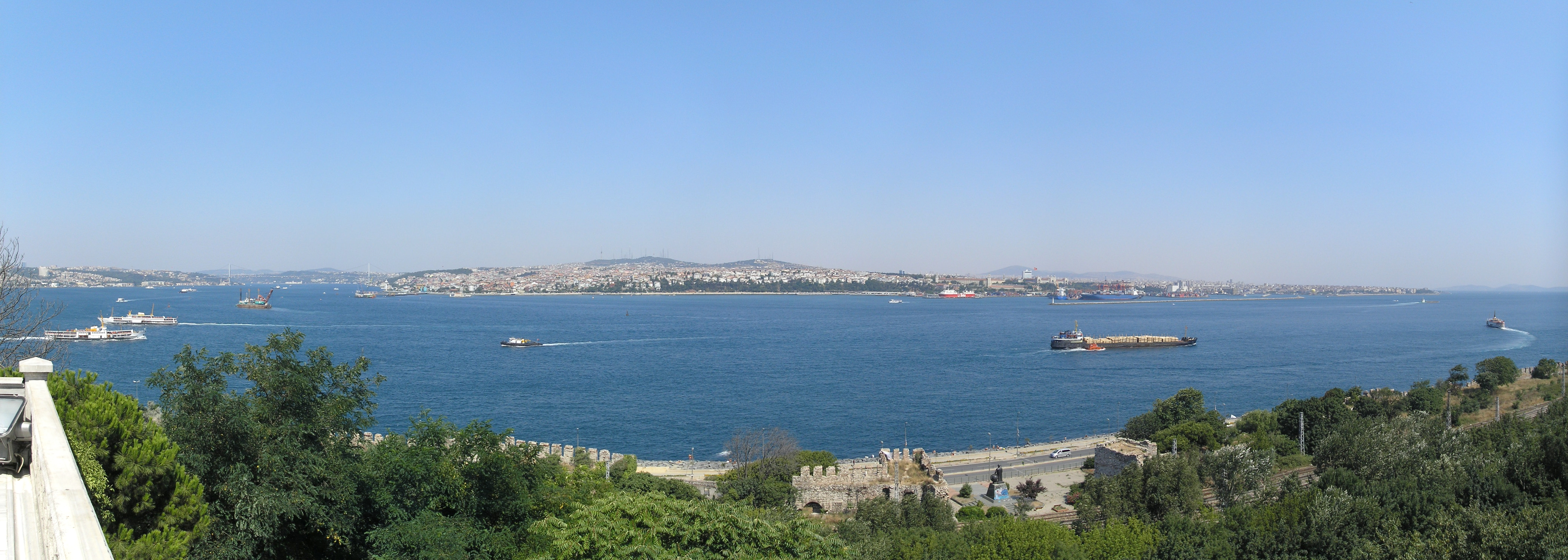
Vista panoràmica del Bòsfor des del palau

## Jardins exteriors
Els jardins exteriors del palau s'estenen per tot el conjunt format pels quatre patis. Algunes parts que separen el palau del mar de vegades s'anomenen «cinquè lloc». Els pavellons vora el mar van desaparèixer amb la construcció del ferrocarril a finals del segle xix. Hi havia el pavelló de la platja, el pavelló de les perles, el pavelló de marbre i el quiosc de cistelleria, que és l'última estructura que encara hi ha.
Prop del primer pati, cap a la ciutat, hi ha el parc Gülhane, l'antic roser Imperial, ara un jardí públic. A la porta del parc hi ha el pavelló de la cercavila.
Dels altres tres pavellons deguts a Mehmet II, només ha sobreviscut el pavelló de façana (Çinili Köşkü). Aquest edifici, que data cap a l'any 1473, acull actualment la col·lecció de ceràmica islàmica al Museu Arqueològic d'Istanbul.

## Arbres

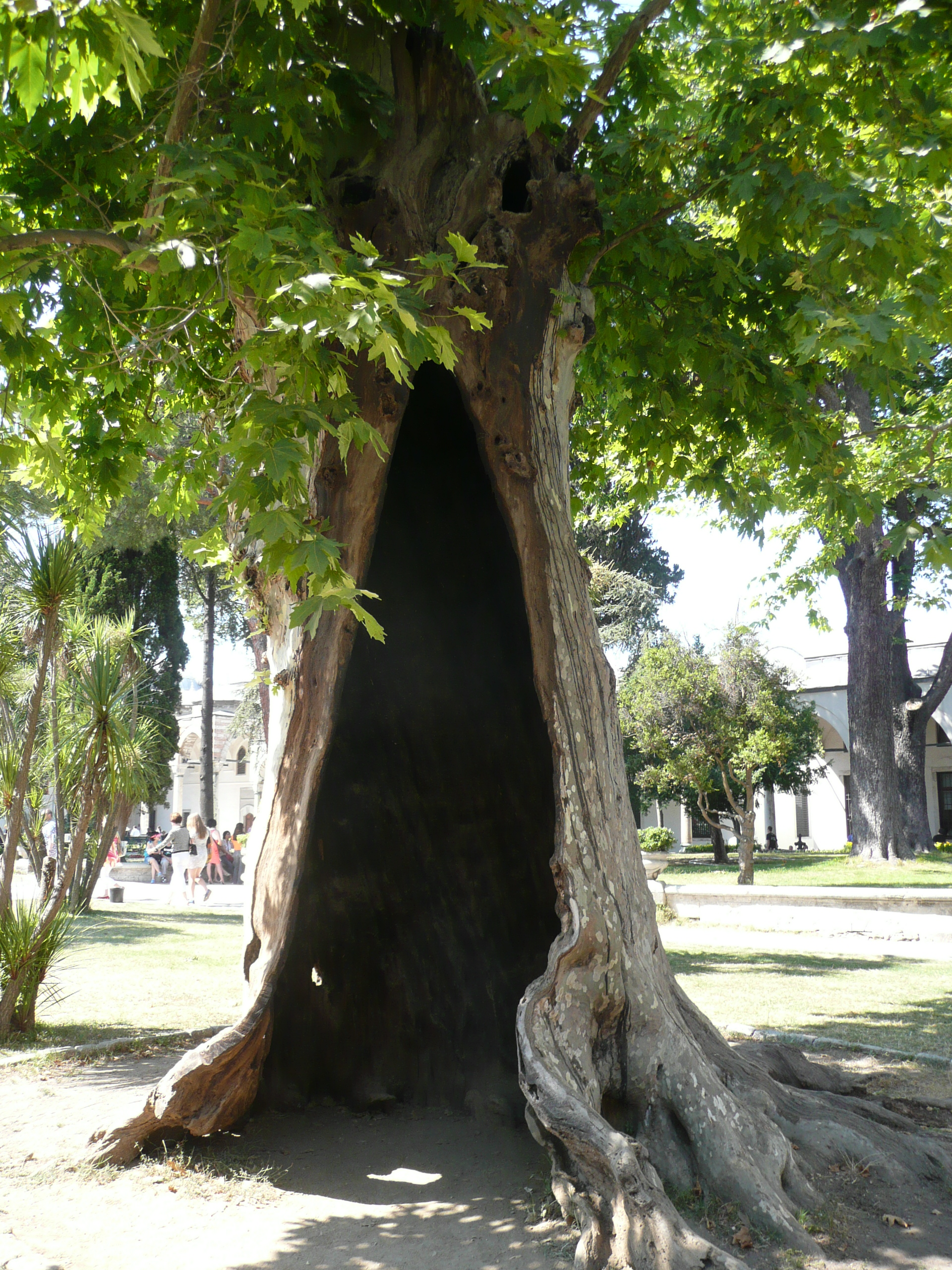
Un dels arbres buits del tercer pati.

La majoria d'arbres del palau destaquen perquè la majoria són víctimes d'un fong paràsit que ha buidat completament el seu tronc al llarg dels segles, tot i que els arbres encara són vius avui dia. En alguns casos, dos arbres diferents van créixer i es van fusionar, com una figuera que va créixer al tronc buit d'un altre arbre. Aquest fenomen es pot veure entre els arbres del segon pati.

## Facsímils
L'hotel World Of Wonders Resorts & Hotels Topkapi Palace d'Antalya inclou còpies d'alguns dels edificis del palau, com ara la sala de tribunals, les cuines i la torre de la justícia.

## Galeria

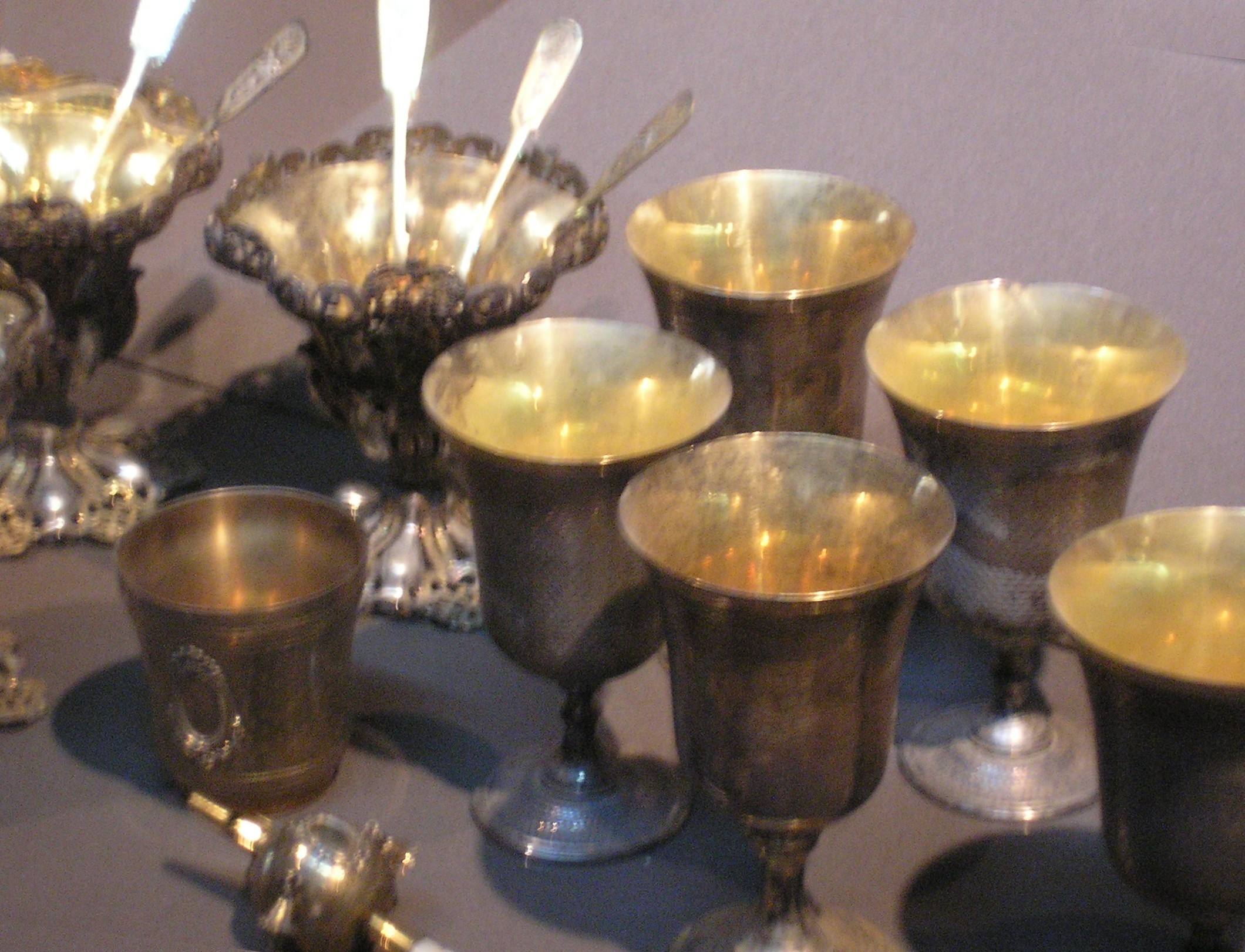
Plateria de palau
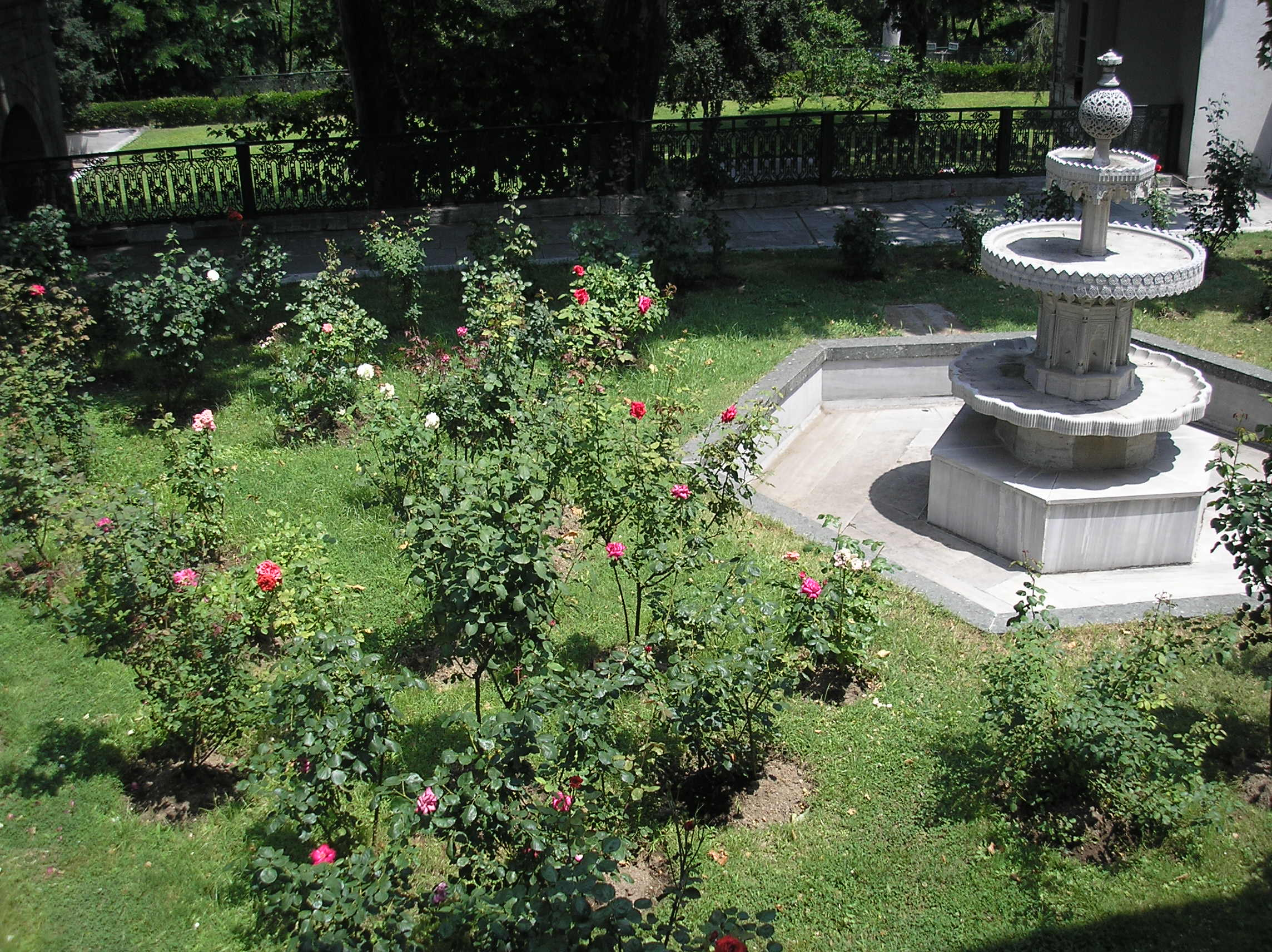
Jardins al quart pati
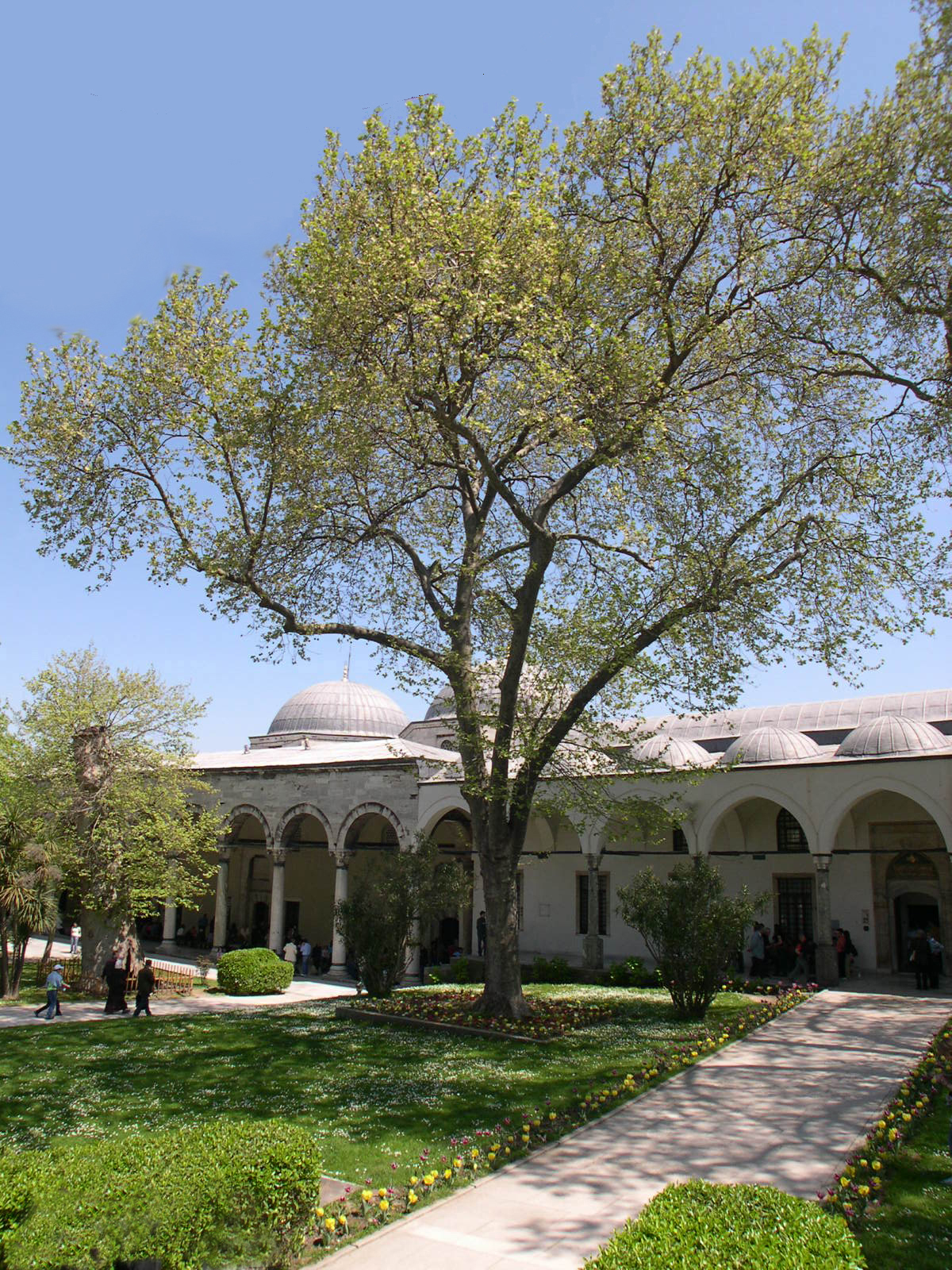
Jardins i pavelló del conqueridor al tercer pati
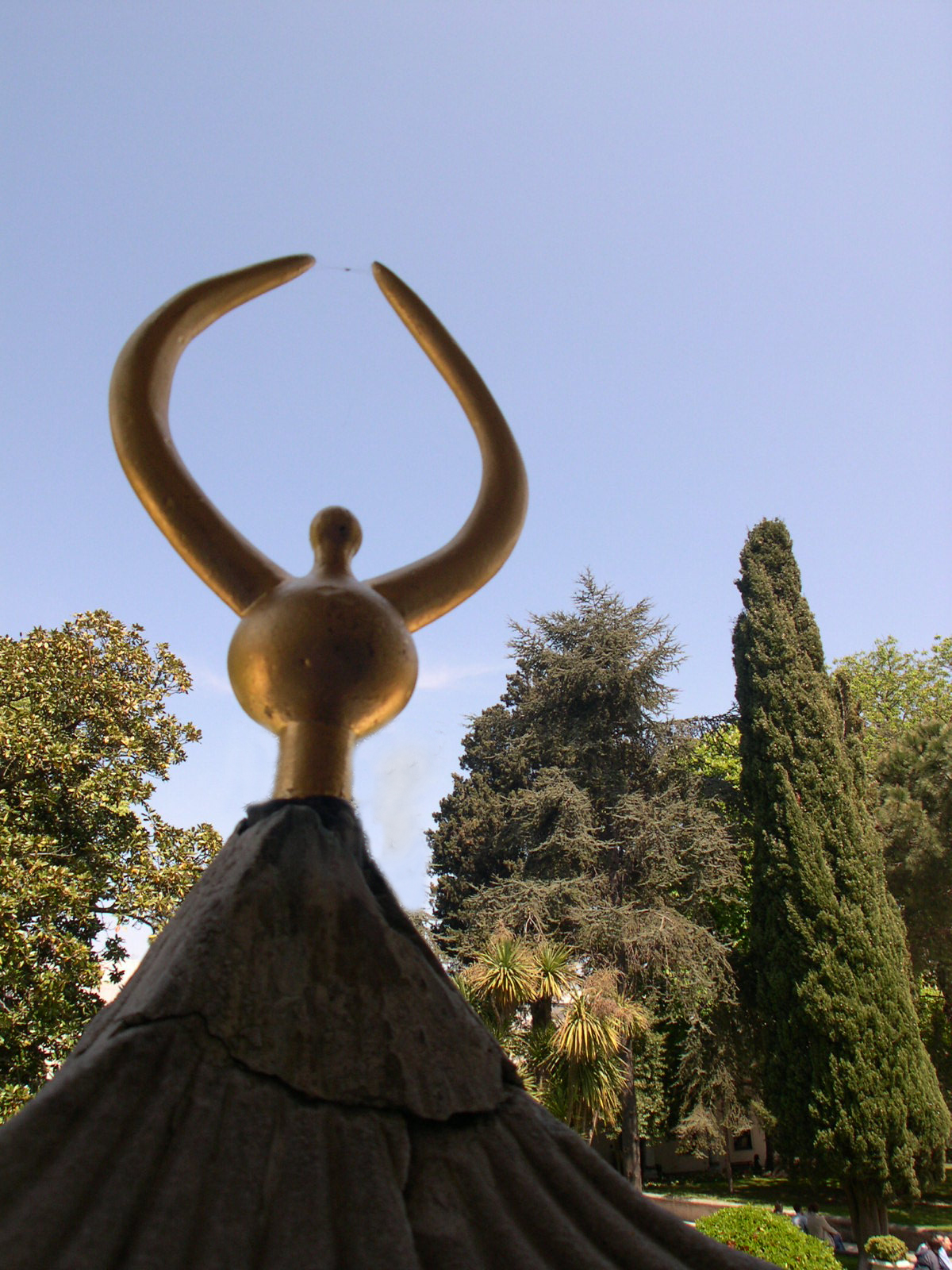
Golden Palace Crecent
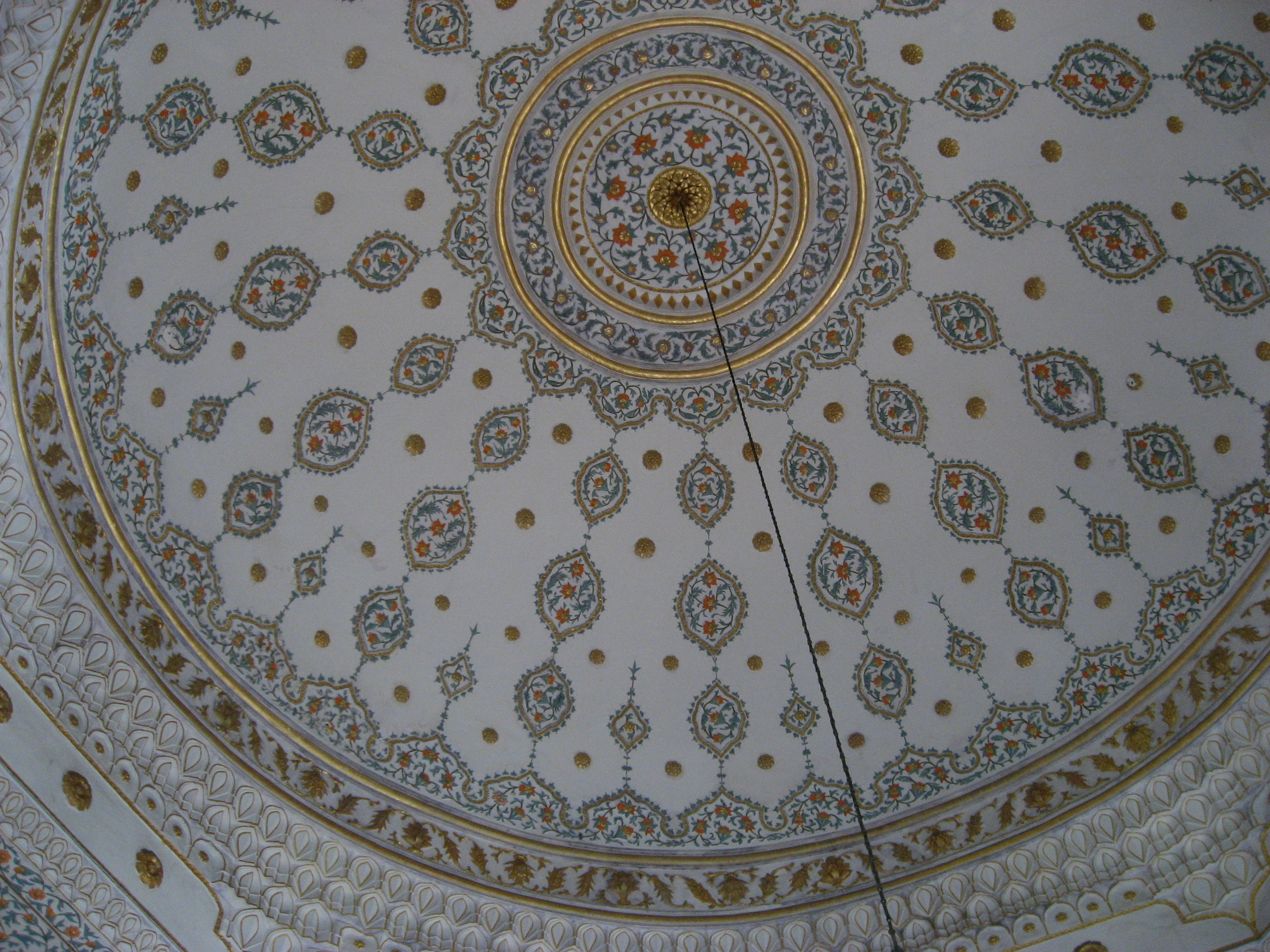
Biblioteca
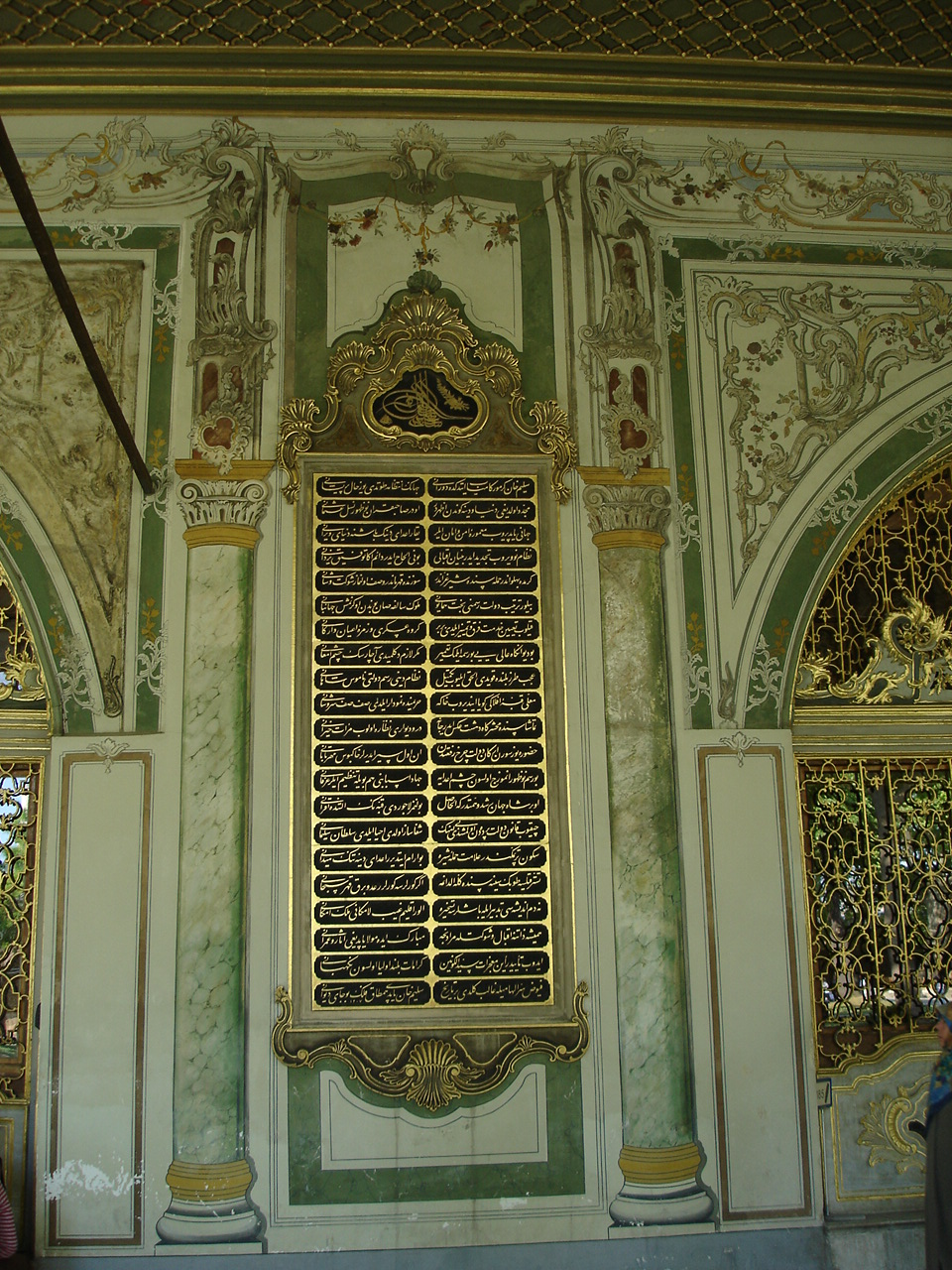
Mur del Consell Imperial
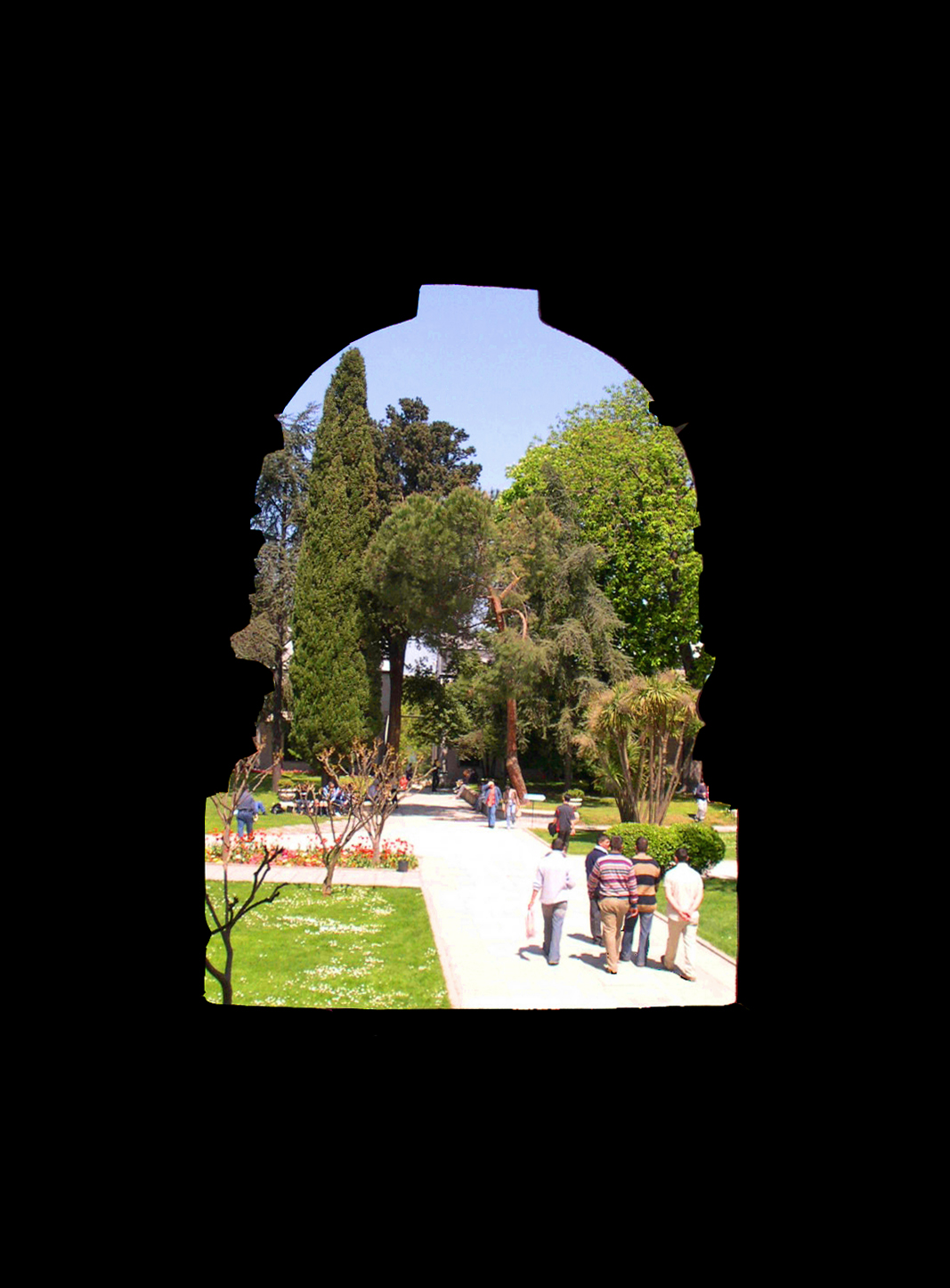
Vista a través d'una finestra
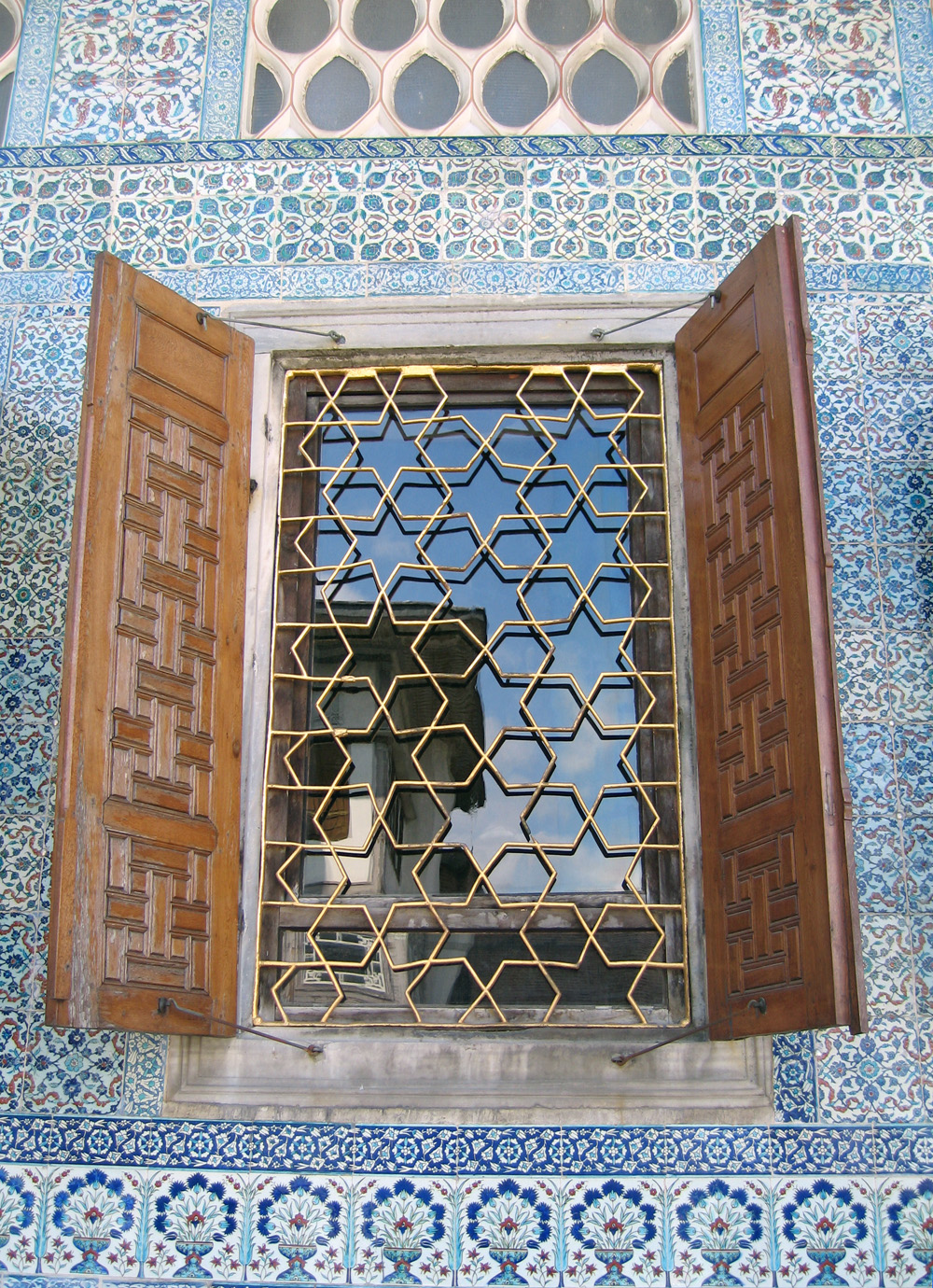
Finestres de doble sostre
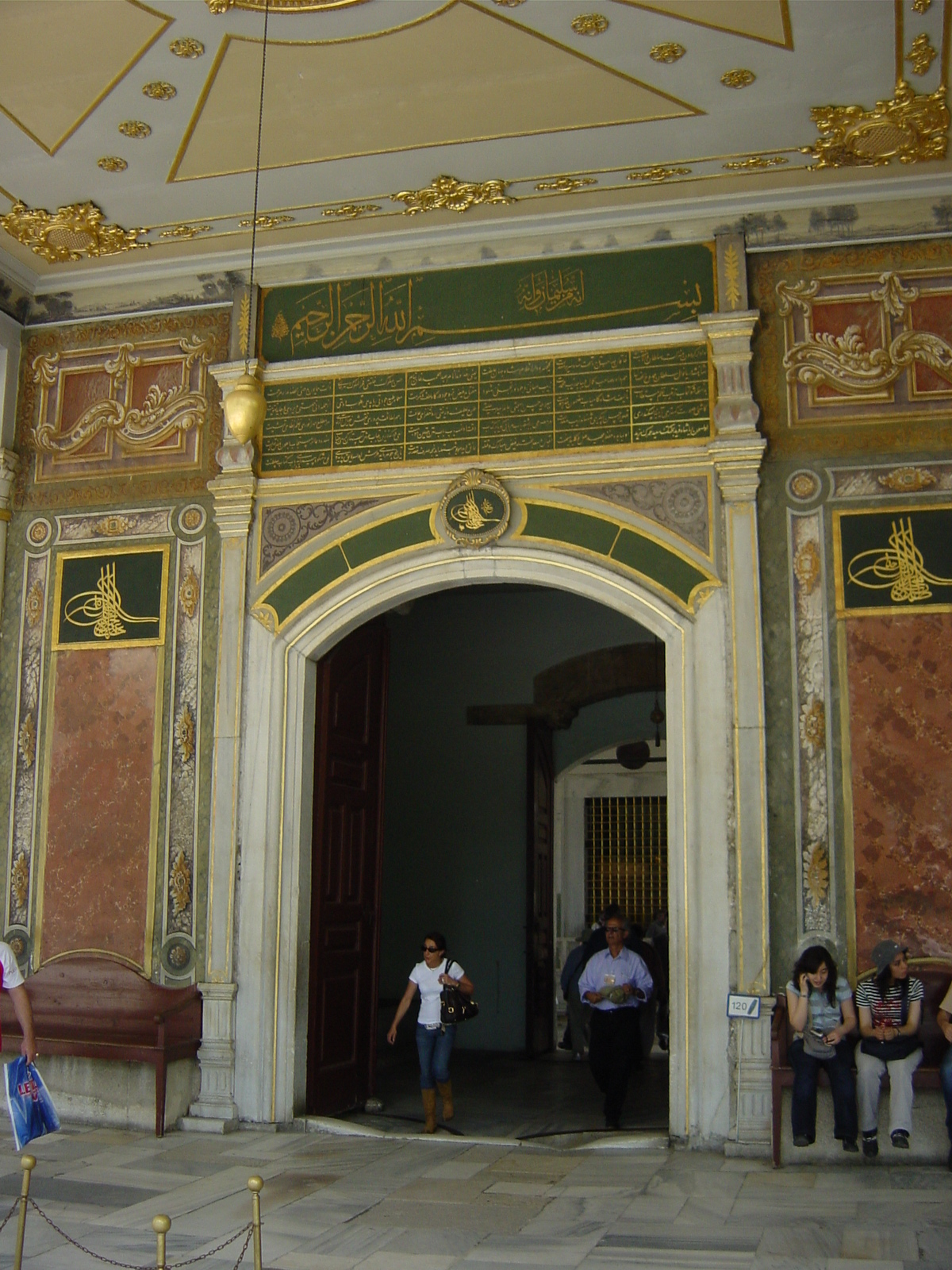
Porta de la Felicitat
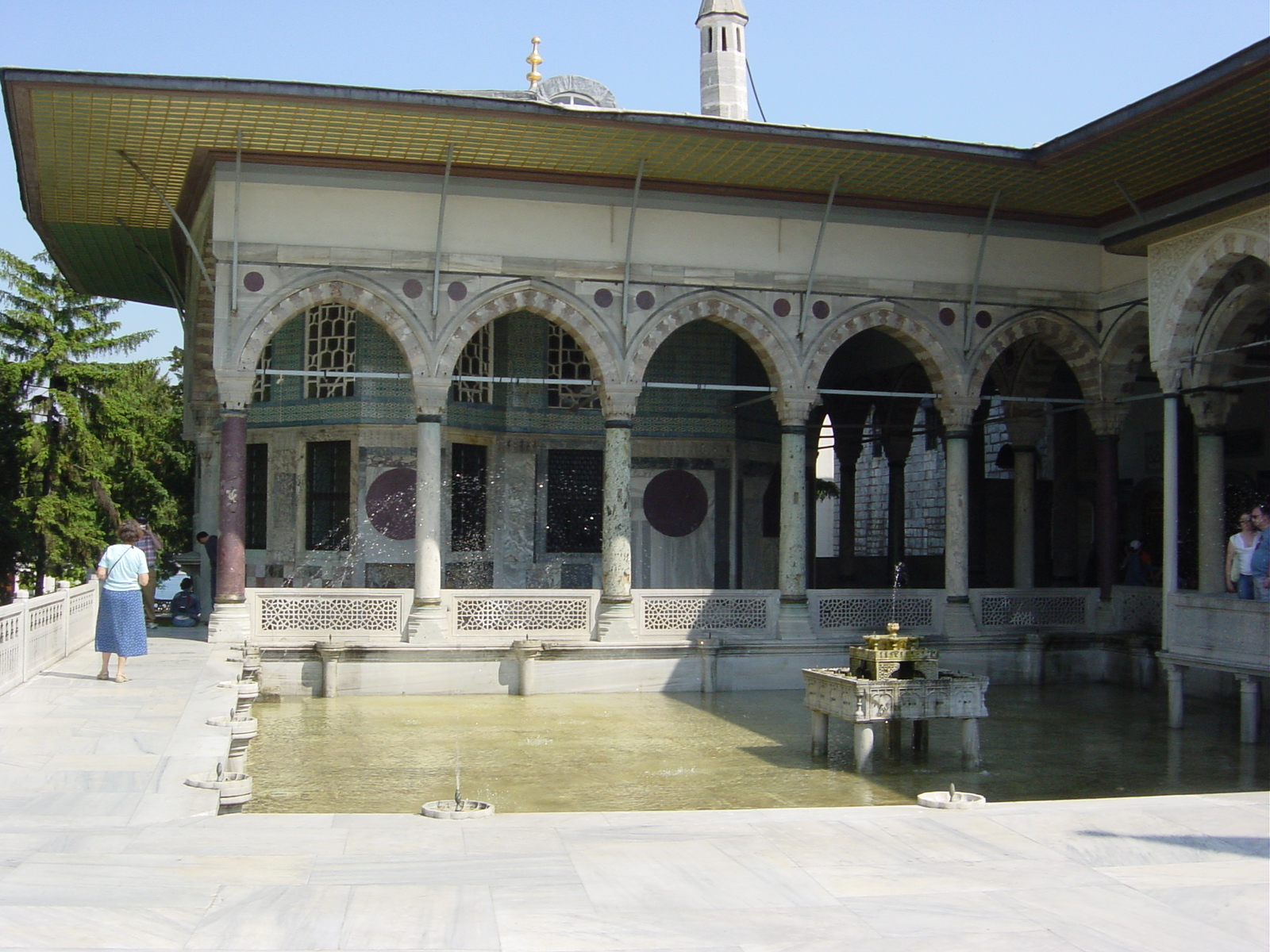
Quiosc d'Erevan
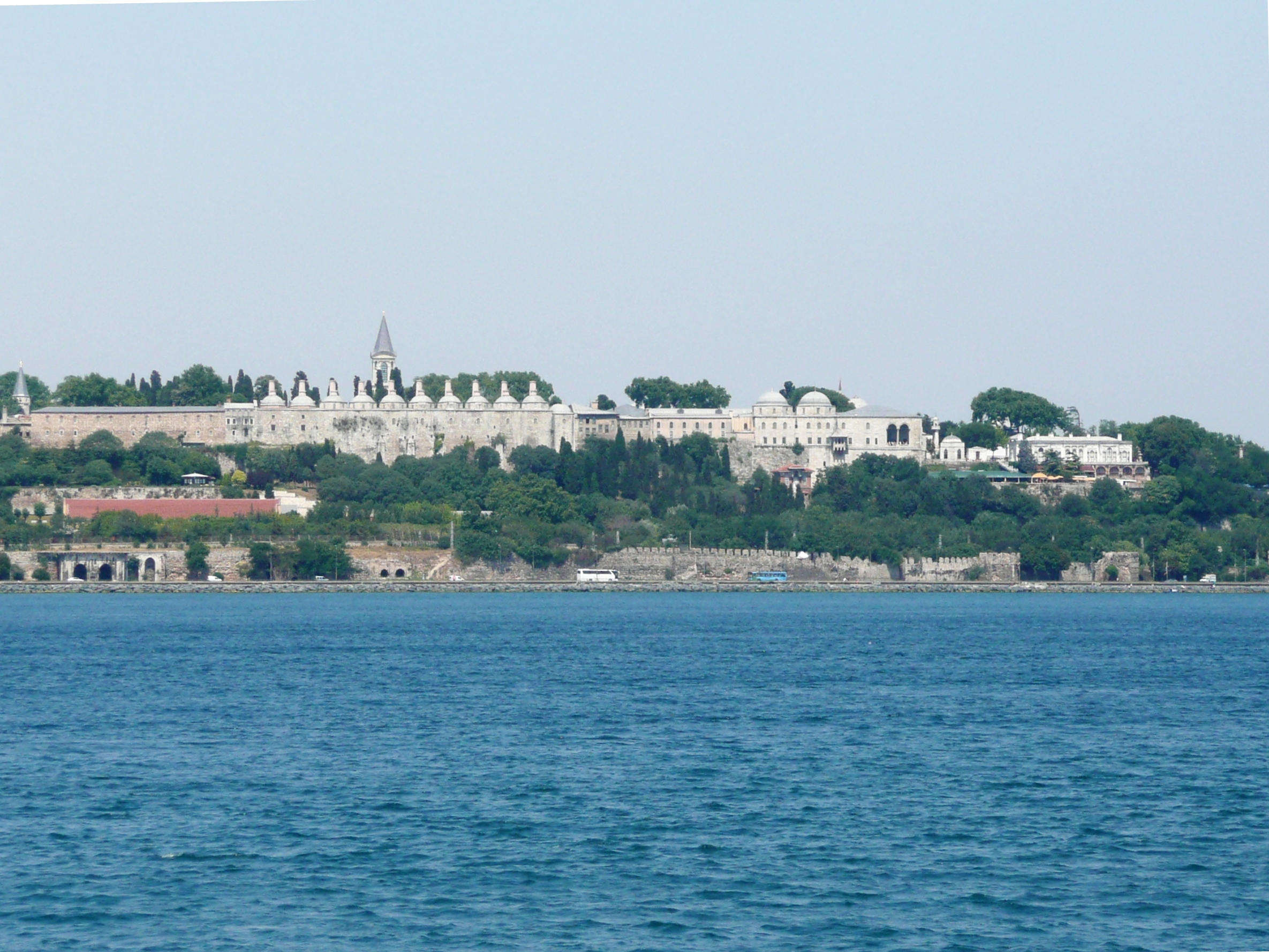
Vista del palau des del mar
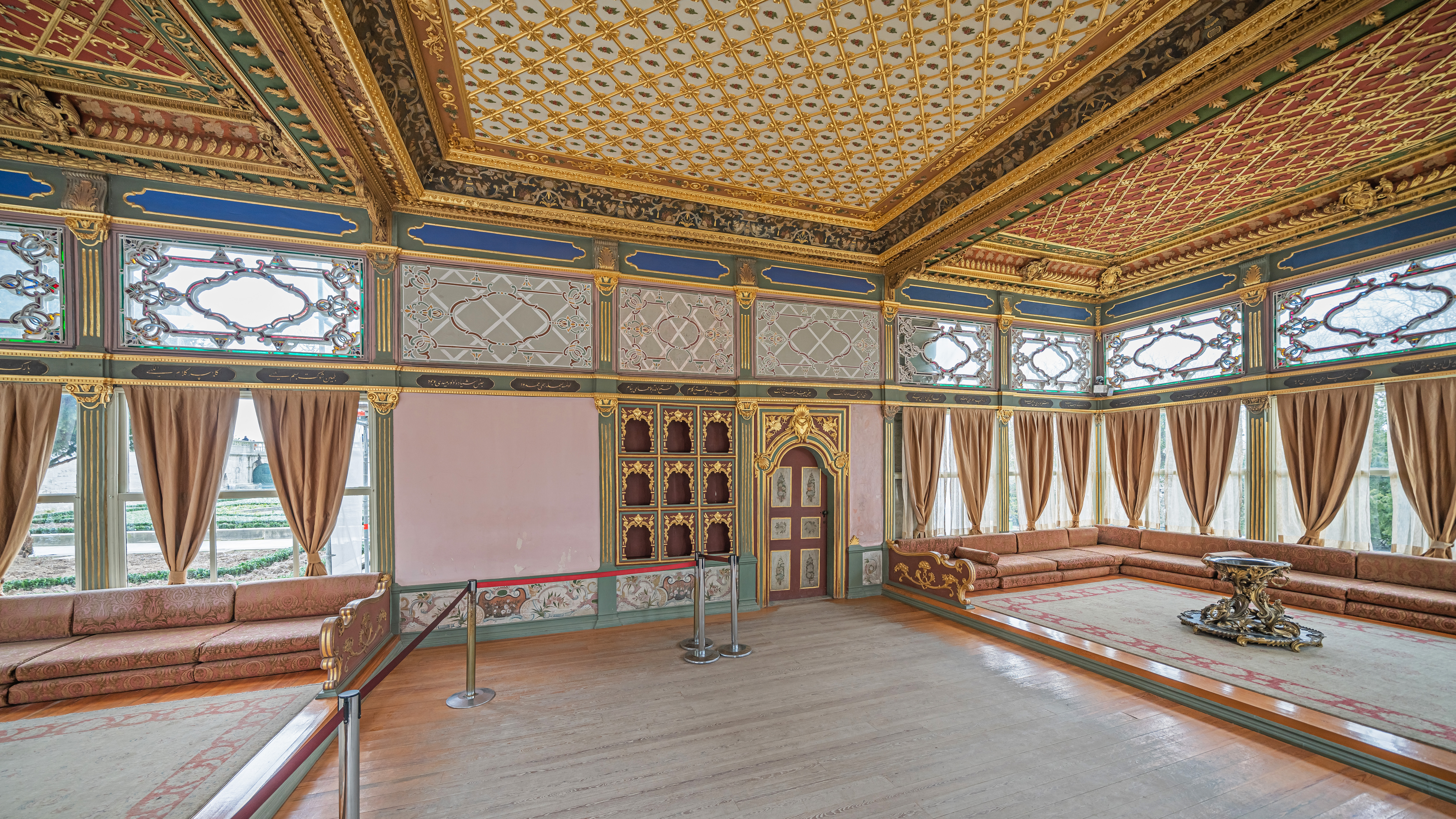
Interior del palau
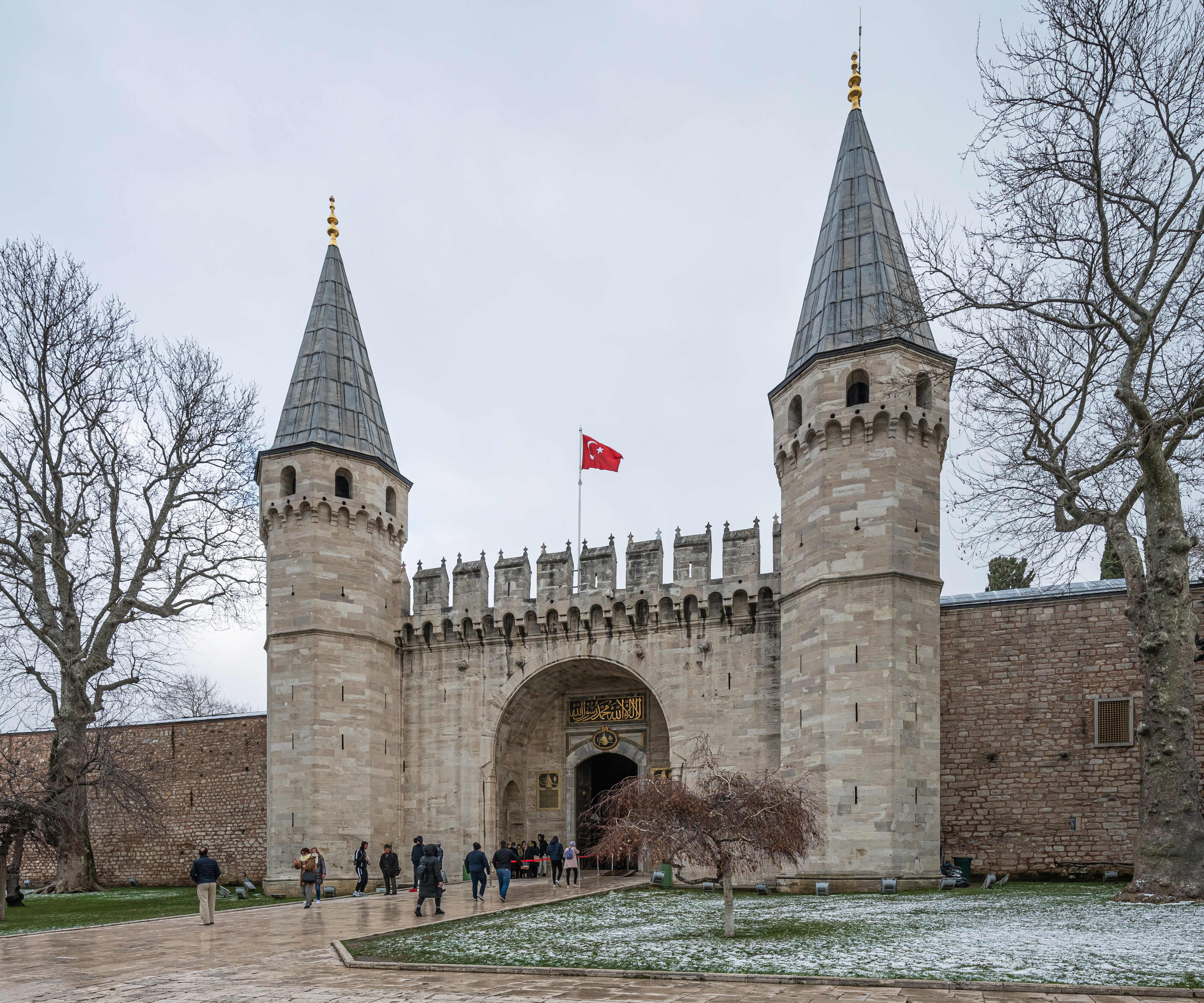
La porta de l'Acollida del palau de Topkapı
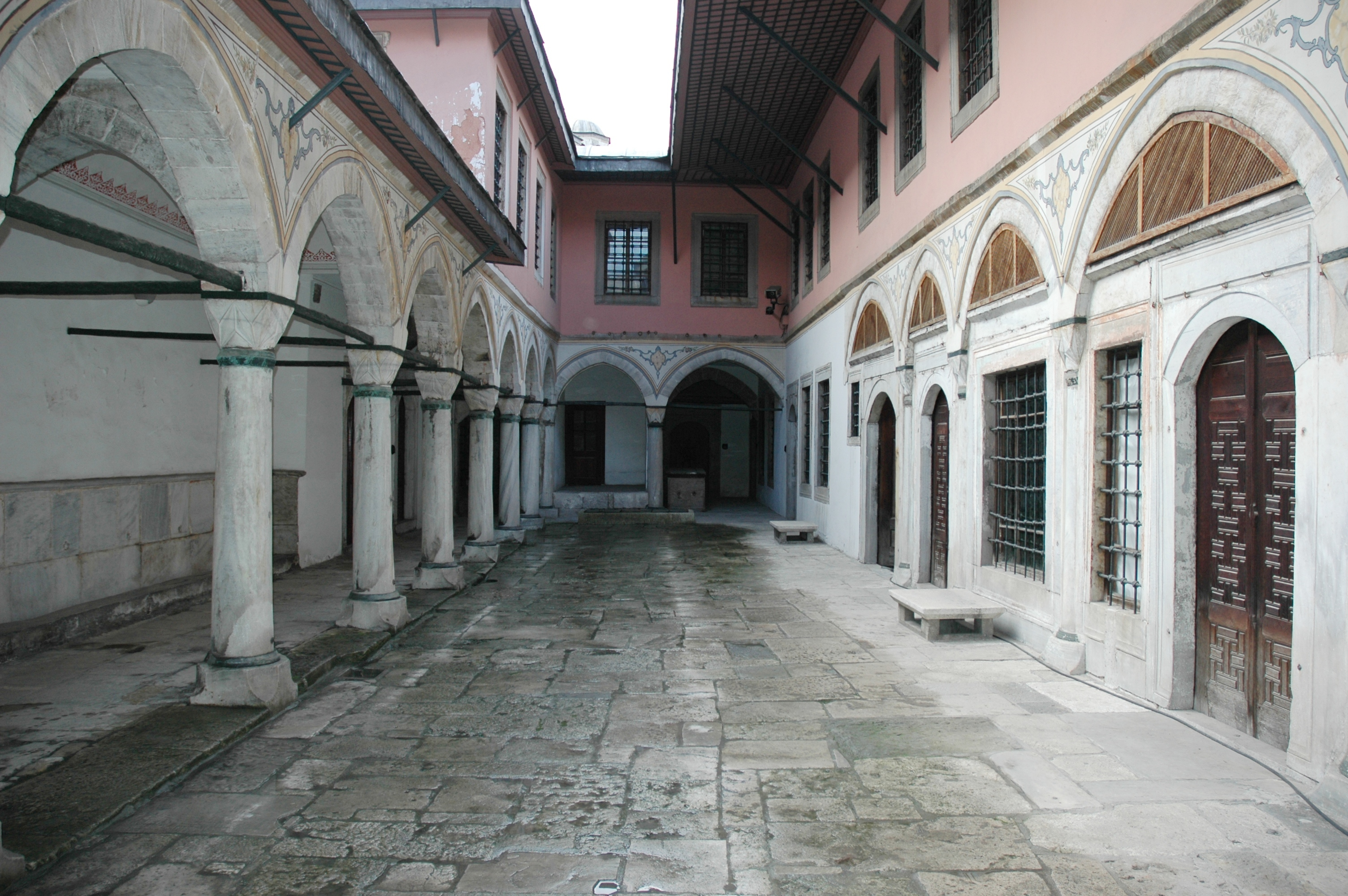
Pati de les concubines